# Historia marítima

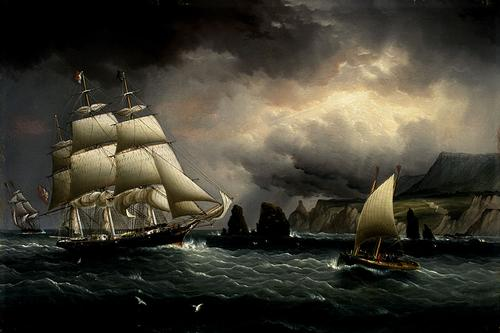
El clipper Flying Cloud en cercanías de The Needles, isla de Wight, en la costa sur inglesa. Pintado por James E. Buttersworth.

La historia marítima es el estudio de la interacción y la actividad humana en el mar. Abarca un amplio espectro temático de la historia, que a menudo utiliza un enfoque global, aunque las historias nacionales y regionales siguen siendo predominantes. Como tema académico, en muchos casos atraviesa los límites de las disciplinas estándares, centrándose en la comprensión de las diversas relaciones de la humanidad con los océanos, los mares y las principales vías fluviales del mundo. La náutica se define como la «ciencia o arte de navegar», y su historia registra e interpreta la evolución de los conocimientos, la creación o invención de equipos e instrumentos y las consecuencias de los descubrimientos vinculados a la navegación marítima.
Hasta mediados del siglo XX, los investigadores abordaban el estudio de la historia marítima diferenciando tres grandes áreas sin relación entre sí: las exploraciones marítimas, los escenarios marinos de los conflictos bélicos y los aspectos directamente vinculados a la economía (típicamente la explotación de recursos, el transporte de mercaderías y el comercio internacional). Se produjo entonces un cambio en el paradigma y la historia marítima se consideró como un tema amplio y global, entrelazado al campo total de la historia en su conjunto, susceptible de ser observada con los instrumentos teóricos de otras disciplinas sociales y culturales.
Los temas que incluye la historia marítima son diversos: la pesca, la caza de ballenas, el derecho marítimo internacional, la guerra naval, la historia de los buques, el diseño de barcos, la construcción naval, la historia de la navegación, la historia de las diversas ciencias marítimas tales como la oceanografía, cartografía, hidrografía, la exploración marina, entre otros.
La economía y el comercio marítimo, la navegación a vela, los centros turísticos costeros, la historia de los faros y otras ayudas a la navegación, así como los temas marítimos en la literatura y en la pintura, la historia social de marinos y pasajeros y de comunidades relacionadas con el mar, son también temas relacionados con el entramado de la historia de la relación del hombre y el mar.

## Historiografía
Los historiadores de muchos países han publicado monografías, artículos académicos, de divulgación y colecciones de recursos de archivo sobre la historia marítima. Una revista líder sobre el tema es la británica International Journal of Maritime History, publicada cuatro veces al año por la editorial Sage Publications, que explora las dimensiones marítimas de la historia económica, social, cultural y ambiental. Un trabajo exhaustivo sobre la historia marítima es la enciclopedia Oxford Encyclopedia of Maritime History (2007) del historiador naval John B. Hattendorf, que contiene más de novecientos artículos de cuatrocientos académicos de aproximadamente cincuenta países diferentes, es un trabajo abarcador y exhaustivo sobra la historia marítima. Otras bibliografías de importancia son el Naval Warfare: An International Encyclopedia (2002) y el Oxford Companion to Ships and the Sea (2005).
Generalmente, los estudios sobre la marina mercante y la de guerra son considerados campos separados, en tanto para la historia marítima los mares interiores y los principales ríos y canales navegables de todo el mundo son equiparables a los mares y océanos. Los Grandes Lagos de Norte América, la vía de los Grandes Lagos y la vía del San Lorenzo, por ejemplo, admiten la navegación de grandes navíos y buques oceánicos.
Algunos trabajos de investigación sobre la historia marítima han sido descriptos irónicamente como “recuento de remaches”, —en referencia a los innumerables remaches de los cascos de los buques—, debido a que se centran en cuestiones de detalle, privilegiando el análisis minucioso de un evento en particular por encima de una mirada global abarcadora; pero los estudiosos revisionistas están creando nuevos enfoques y planteando nuevas aproximaciones al estudio de la historia marítima. Estos incluyen un giro después del decenio de 1980, que orienta los estudios hacia el análisis de las múltiples interrelaciones de los humanos y las naves, e involucra la sociología, la geografía cultural, los estudios de género y estudios narrativos, y después del 2000 vuelven a ver los viajes por mar como parte de la historia del transporte y la movilidad. Este movimiento a veces se asocia con los estudios de Marcus Rediker pero más recientemente surgió de la International Association for the History of Transport, Traffic & Mobility (Asociación Internacional para la Historia de Transporte, Tráfico y Movilidad).

## Edad Antigua

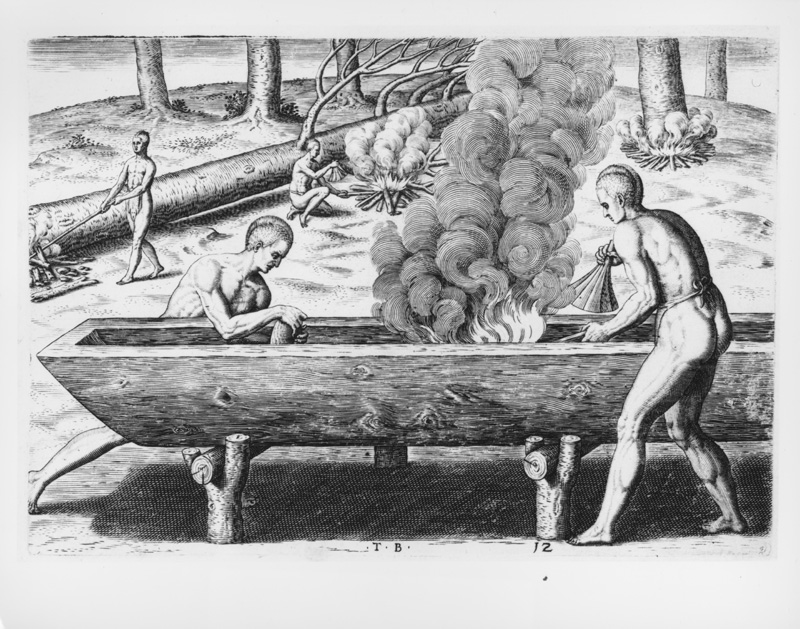
Construcción de un cayuco.

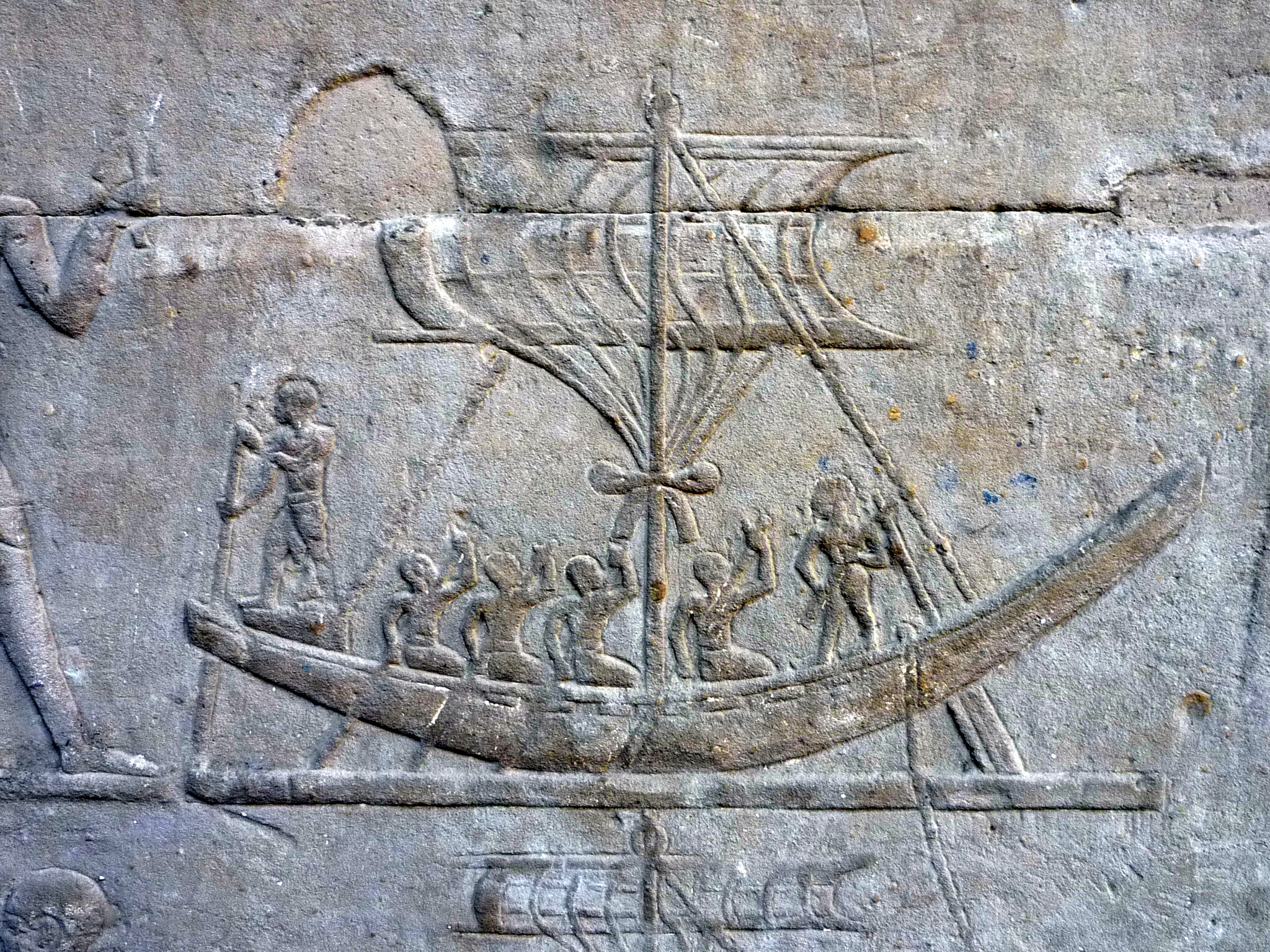
Bajorrelieve en el templo de Edfu, Egipto.

A lo largo de la historia, la navegación ha sido fundamental para el desarrollo de las civilizaciones, porque expande las posibilidades de la movilidad terrestre, ya sea para el comercio, el transporte y la guerra, como también incrementa la capacidad de pesca. La primera representación de un barco a vela aparece en un disco pintado encontrado en Kuwait que data de finales del V milenio a. C.
Se presume que las primeras embarcaciones fueron cayucos, desarrollados por varias poblaciones de la Edad de Piedra sin lazos entre sí y utilizados para la pesca costera y los viajes. Los indígenas del noroeste del Pacífico son muy hábiles en los trabajos hechos con madera. Bien conocidos por los tótems de hasta 24 m (80 pies) de altura, también construyeron canoas de más de 18 m (60 pies) de eslora, que eran utilizadas para actividades cotidianas y en rituales o ceremonias.
Las primeras embarcaciones en condiciones de navegación marítima pueden haberse desarrollado hace unos 50 000 años, según investigaciones recientes acerca del poblamiento primitivo de Australia. Esa datación coincide con el último periodo glacial, durante el cual el nivel de los mares y océanos había descendido dejando emergidas grandes superficies. La disminución de la cota no alcanzó el punto de permitir que aflorara un puente de tierra, pero habría facilitado la navegación, acortando las etapas a unos 100 km.
Los antiguos egipcios tenían conocimiento de la construcción de velas. Esto implica que conocían los principios de la aerodinámica. Según el historiador griego Heródoto, Necao II, luego de lograr la posesión de las provincias fenicias, envió una expedición marítima para circunnavegar el continente africano, desde el Mar Rojo hasta la desembocadura del Nilo. Algunos historiadores actuales dan crédito al relato de Heródoto, a pesar de que el mismo Heródoto dudaba que los fenicios lo hubieran logrado.
Las embarcaciones egipcias que navegaban normalmente el Nilo en sus travesías comerciales o militares, eran consideradas también parte de la riqueza que debía acompañar a los faraones y nobles luego de su muerte. Se han encontrado numerosas pinturas y bajorrelieves decorando los muros de tumbas reales, y aún barcas desarmadas, como uno más de los elementos que el alma del difunto requeriría en su viaje final. La barca solar de Keops es un ejemplo de este tipo de utilización ritual y ceremonial.
Desde la antigüedad los viajes marítimos han constituido el mejor medio de comunicación entre pueblos a veces muy lejanos. Hay testimonios que en el siglo XXV a. C. hubo expediciones marítimas asirias hasta el extremo occidental de Europa en búsqueda de estaño y en los siglos siguientes de expediciones egipcias, fenicias y persas con el mismo objetivo. En siglo XVI a. C. los egipcios viajaban al país de Punt, Somalía, navegando el mar Arábigo. En el siglo XI a. C. los fenicios fundaron Cádiz,  y llegaron hasta Inglaterra en busca del estaño. No se conocen detalles de las exploraciones de las costas asiáticas pero seguramente 1000 años antes de Cristo ya había navegación entre Egipto y China cruzando el océano Índico. Durante el siglo VII a. C. el faraón Necao unió, mediante canales, el río Nilo con el Mar Rojo y con el mar Mediterráneo.  En el siglo IV a. C. Piteas realizó uno de los viajes más importantes de la antigüedad llegando al báltico, el país del Ámbar. En las últimas décadas del siglo VIII llegaron a Islandia monjes provenientes de la actual Irlanda. En 986 Eric el Rojo llegó a Groenlandia y en el año 1000 probablemente el vikingo Leif Erikson llegó a las costas de Norteamérica a la que llamó Vinland.

## Era de la navegación

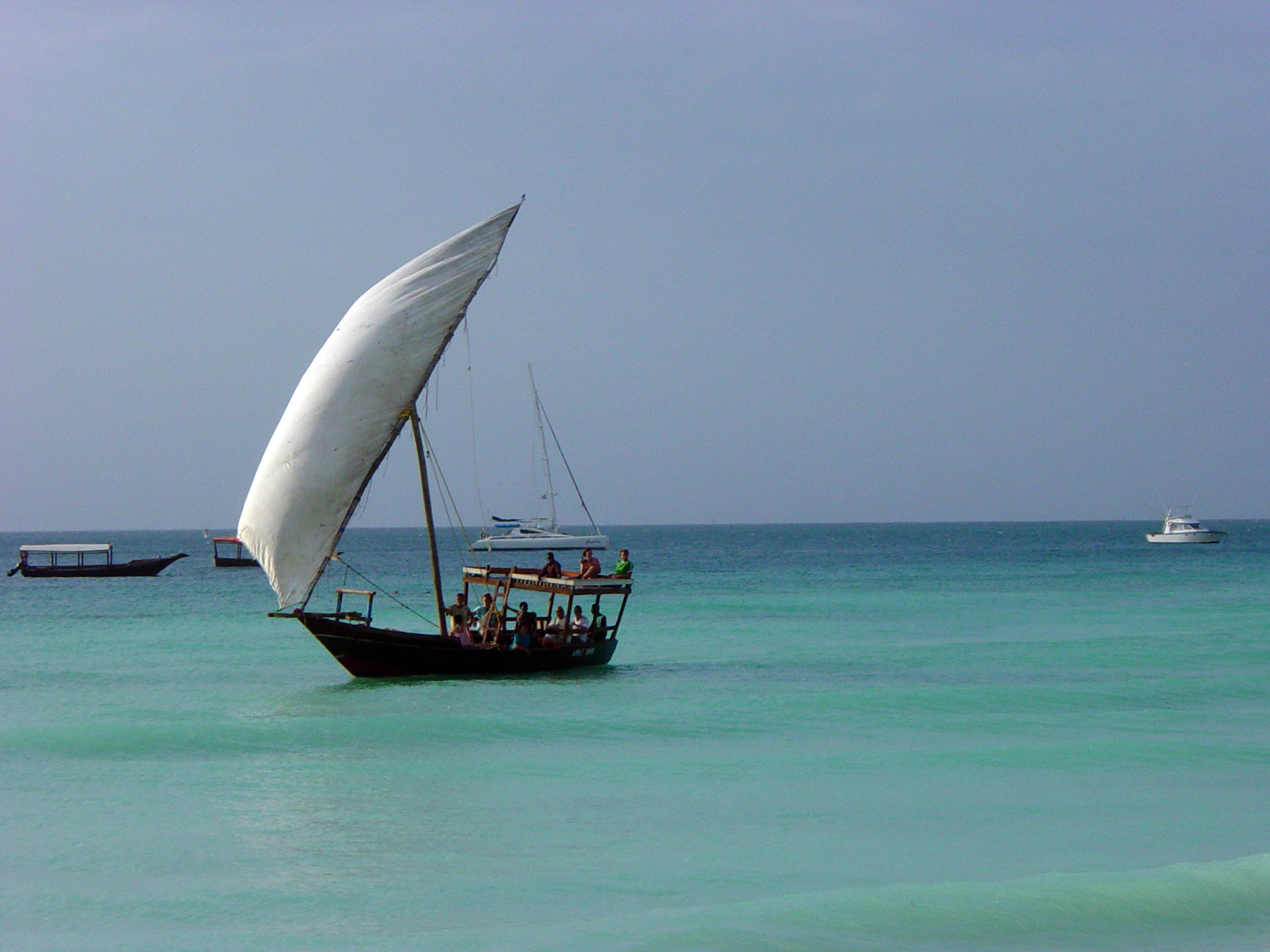
Dhow navegando cerca de Dar es Salaam.

Los juncos chinos, introducidos durante la dinastía Han, eran grandes embarcaciones sin quilla que llegaron a alcanzar una longitud de 140 metros, propulsados por entre 4 y 6 velas. Se estima que fueron utilizados durante unos 2000 años, tanto en actividades comerciales como bélicas.
Los marinos del sureste asiático, polinesios y vikingos del norte de Europa construyeron embarcaciones oceánicas antes del año 1000 d. C., y dependían fuertemente de ellas para viajar y trasladar población. En los comienzos de la moderna India y Arabia, la embarcación de velas latinas conocida como dhow fue utilizada en las aguas del Mar Rojo, el Océano Índico y el Golfo Pérsico a lo largo de dos milenios. Los dhow se adaptaban a las extremas condiciones de navegación que regularmente producen los monzones y transportaban una gran variedad de productos entre los puertos de África Oriental, la península arábiga y la costa occidental de India.
Las embarcaciones chinas incorporaron el timón en el siglo I a. C., dispositivo que recién se utilizó en Europa a partir del siglo XII.
El astrolabio fue el instrumento principal de la navegación astronómica en la historia marítima temprana. Fue inventado en la antigua Grecia y desarrollado por astrónomos islámicos. En la antigua China, el ingeniero Ma Jun (hacia 200-265 d. C.) inventó el «carro que apunta al sur», un vehículo con ruedas que hacía uso de un complejo sistema de engranajes diferenciales, que permitía que una figurilla de accionamiento mecánico apuntara siempre hacia el punto cardinal sur.
La brújula de aguja magnética fue registrada por primera vez en los «Ensayos del Estanque de los Sueños», un extenso tratado escrito hacia el 1088 por Shen Kuo, quien también fue el primero en documentar el concepto del norte verdadero, que refiere a la declinación magnética de un compás respecto del polo norte físico. Hacia el 1117, los chinos usaban una aguja magnética que se sumergía en un recipiente de agua, y apuntaba hacia el punto cardinal sur. El primer uso de una aguja magnetizada para la navegación marítima en Europa, fue registrado por Alexander Neckam alrededor del año 1190. El compás de aguja pivotante montado en una caja de madera (o «brújula seca») se describió en Europa alrededor del año 1300. Apuntaba al punto cardinal norte, de modo similar a las brújulas modernas. También en Europa se agregó el limbo graduado, —una pieza circular giratoria con marcas que indican las subdivisiones correspondientes a los 360°, dentro de los cuales están incluidos los cuatro puntos cardinales—, que luego fue adoptado por los chinos a través del contacto con los piratas japoneses en el siglo XVI.

### Navíos y veleros

Dibujo que muestra la diferencia entre casco trincado (izquierda) y liso (derecha).

A lo largo de la Edad Media, se utilizaban varios tipos distintos de embarcaciones. El drakkar fue un tipo de nave que se desarrolló durante varios siglos y fue perfeccionado por sus usuarios más famosos, los vikingos, aproximadamente en el siglo IX. Las naves se construían a partir de la estructura formada por la quilla, la roda y el codaste; listones de madera superpuestos mediante el método de casco trincado completaban el casco de la embarcación. El knarr, de similar diseño, era un tipo de buque de carga. Difería del drakkar en que era más grande y su propulsión dependía únicamente de su vela cuadrada. La coca era un diseño que se cree que evolucionó, —o al menos fue influenciado—, a partir del diseño del drakkar. Fue ampliamente utilizado en el siglo XII y se construía también mediante el método de casco trincado, o tingladillo. El antecedente directo de la carabela, era una nave inventada en la Iberia islámica y utilizada en el Mediterráneo desde el siglo XIII. A diferencia del drakkar y la coca, usaba un método constructivo llamado solape liso, donde los tablones del casco se ajustaban lado a lado, sin superposiciones. Podía ser de vela cuadrada (carabela redonda) o de vela latina (carabela latina). La carraca era otro tipo de barco desarrollado en el Mediterráneo en el siglo XV. Era un velero más grande que la carabela, cuyo exponente más famoso fue la Santa María, navío con el que la expedición de Cristóbal Colón llegó a América.

### Descubrimientos del Imperio Árabe
El Imperio Árabe mantuvo y expandió una amplia red comercial en partes de Asia, África y Europa. Esto ayudó a consolidar el Imperio Árabe (incluidos los califatos Rashidun, Omeya, abásida y fatimí) como la principal potencia económica mundial entre los siglos VII y XIII. Descubierto en 1998, el ahora conocido como pecio de Belitung son los restos del barco árabe más antiguo descubierto hasta la fecha. Llegó al sudeste asiático y se estima que naufragó hace 1200 años.
Además del Nilo, el Tigris y el Éufrates, los ríos navegables en las regiones islámicas eran escasos, por lo que el transporte por mar era muy importante. La geografía y cartografía y las ciencias de la navegación estaban muy desarrolladas en el islam medieval, haciendo uso de una brújula magnética y un instrumento rudimentario conocido como kamal, utilizado para la navegación astronómica y para medir las altitudes y latitudes de las estrellas. Cuando estos conocimientos se combinaron con mapas detallados, los marinos pudieron navegar a través de los océanos en vez de bordear la costa. Según el politólogo Hobson, los orígenes de la nave de la carabela, usada para viajes de larga distancia por los españoles y portugueses desde el siglo XV, se remontan al bote costero qarib utilizado por los exploradores andalusíes en el siglo XIII.

### Liga Hanseática

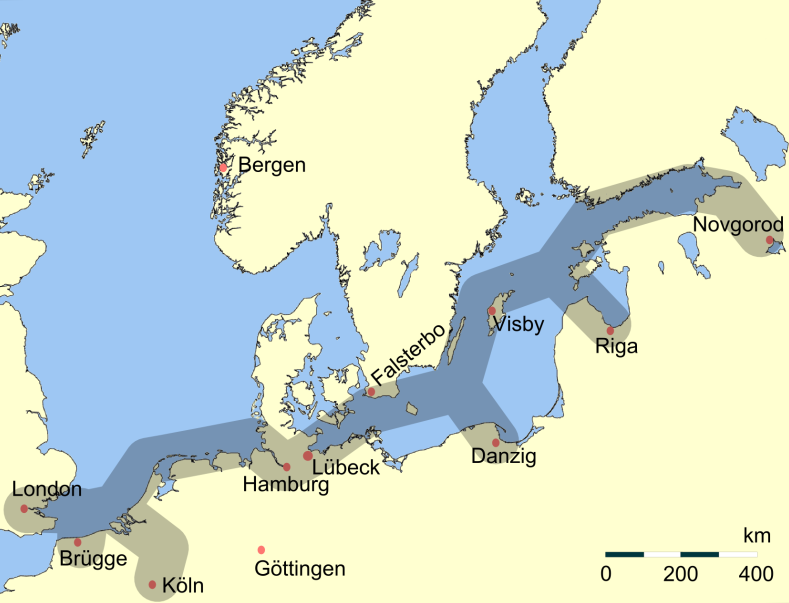
Principales rutas de la Liga Hanseática.

La Liga Hanseática era una alianza de agrupaciones que establecieron y mantuvieron un monopolio comercial sobre el Mar Báltico, en cierta medida el Mar del Norte y la mayor parte del norte de Europa durante un período que comenzó en la Baja Edad Media y llegó a la Edad Moderna temprana, aproximadamente entre los siglos XIII y XVII. Los historiadores generalmente remontan los orígenes de la Liga a la fundación de la ciudad alemana de Lübeck, concretada entre 1158 y 1159, luego de que la región quedara bajo el dominio de Enrique el León, duque de Sajonia. El Báltico había sido escenario de diversas expediciones comerciales, incursiones y piratería, muchas de ellas realizadas por pueblos vikingos, —los marinos de Gotland remontaban ríos hasta puntos tan alejados como Nóvgorod, por ejemplo—, pero antes del crecimiento de la Liga Hanseática la escala de la economía internacional en el área báltica seguía siendo insignificante. Las ciudades alemanas lograron dominar el comercio en el Báltico con sorprendente velocidad durante el siguiente siglo y Lübeck se convirtió en el nodo central de toda la red del comercio marítimo que vinculaba las regiones en torno al Mar del Norte y al Mar Báltico.
El siglo XV vio el clímax de la hegemonía de Lübeck. Visby, que había sido fundamental en el nacimiento de la liga hanseática en 1358, se negó a integrarse a la federación. Visby dominó el comercio en el Báltico antes de la liga hanseática, y con su ideología monopolista, suprimió la competencia de libre comercio impulsada por Gotland. A fines del siglo XVI, la Liga implosionó y no pudo continuar luchando con sus propios enfrentamientos internos, los cambios sociales y políticos que acompañaron a la Reforma, el ascenso de los mercaderes holandeses e ingleses, y la incursión de los turcos otomanos en sus rutas comerciales y sobre el mismo Sacro Imperio Romano. Solo nueve miembros asistieron a la última reunión formal en 1669 y solo tres (Lübeck, Hamburgo y Bremen) permanecieron como tal hasta su desaparición definitiva en 1862.

### Somalia

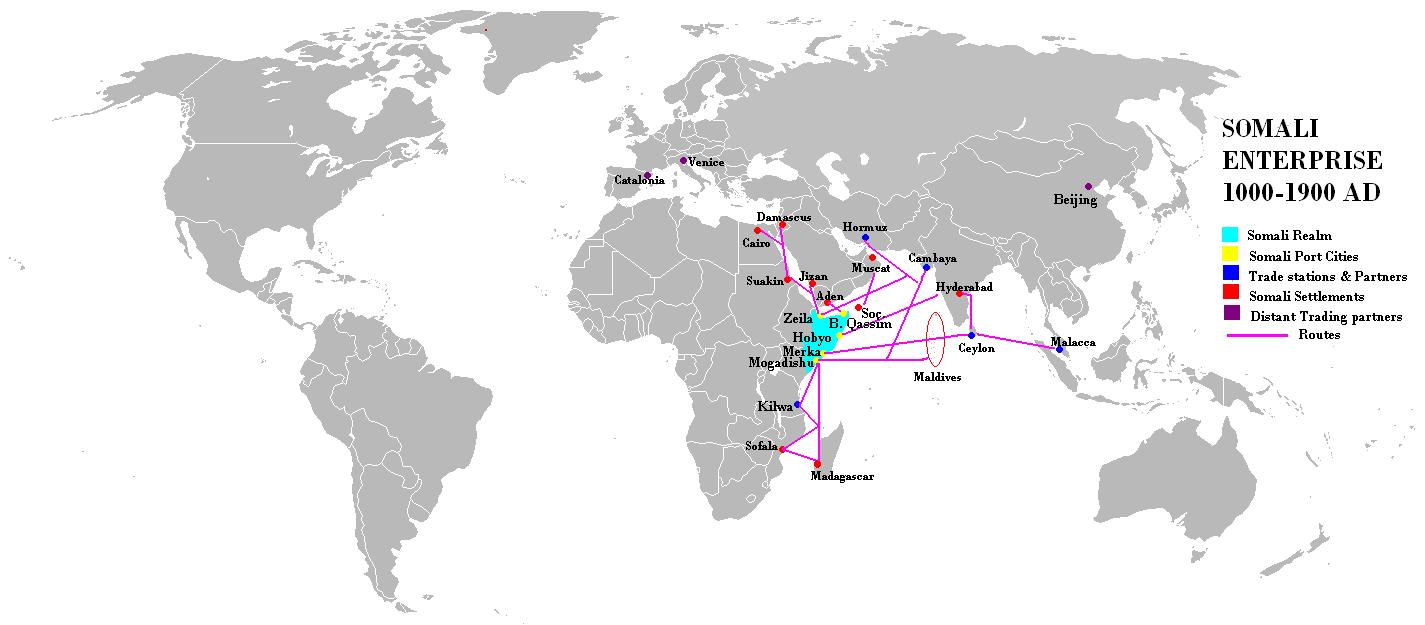
Área de influencia marítima somalí.

Durante el período Ajuran, establecido hacia el siglo XII, prosperaron en Somalia los sultanatos y repúblicas de Merca, Mogadiscio, Barāwe, Hobyo y sus respectivos puertos. Tenían un lucrativo comercio exterior con barcos que navegaban hacia y desde Arabia, India, Venecia, Persia, Egipto, Portugal e incluso la lejana China. En el siglo XVI, Duarte Barbosa señaló que muchos barcos del Reino de Cambay, en lo que es hoy la India, zarparon a Mogadiscio con textiles y especias, por lo que recibieron a cambio oro, cera y marfil. Barbosa también destacó la abundancia de carne, trigo, cebada, caballos y frutas en los mercados costeros, lo que generaba una enorme riqueza para los comerciantes.
En la Edad Moderna, los estados sucesores de los imperios Adal y Ajuran comenzaron a florecer en Somalia, continuando el comercio marítimo establecido por los antiguos imperios de la región. El sultanato Geledi, en particular durante el siglo XIX, supuso un renacimiento en la actividad marítima en la zona. Durante ese período, fue tan importante la exportación de productos agrícolas desde Somalia a los mercados árabes, que la costa somalí llegó a ser conocida popularmente entre los mercaderes y los esclavos como Grain Coast («Costa de grano») de Yemen y Omán.

## Asia

### Extremo oriente
Niccolò Polo, su hermano Maffeo y su hijo Marco recorrieron la Ruta de la Seda y el Asia Oriental en las últimas décadas del siglo XIII. A su regreso, Marco dictó el texto de Il Milione, conocido en español como Los viajes de Marco Polo, a partir del cual, la Europa medieval tomó conocimiento de las tierras y civilizaciones del Asia Central y China. Varios capítulos describen con detalle algunas naves utilizadas para travesías comerciales.

... entraremos en la India para contar sus maravillas y empezar por la descripción de las naves que zarpan desde la India. [...] Tienen un puente y en ese puente hay a menudo cuarenta entre cámaras y camarotes [...] Van provistas de un timón y de cuatro árboles y a veces le añaden dos palos de repuesto que se quitan y se ponen cuando se quiere.[...] Tienen doscientos marineros de dotación y son tan grandes que pueden llevar 5000 espuertas de pimienta y algunas hasta 6000 y van a remo y en cada remo van cuatro marineros. [...] Siempre llevan encima y a los costados varios botes pero los unos mayores que los otros, y otras pequeñas embarcaciones o almadías con las cuales pescan para el servicio de la mesa de la nave [...] Os he hablado de la nave con la cual los mercaderes van y vienen de la India.
Marco Polo. Viajes. Capítulo CLIX.

Marco Polo mantuvo durante esos años una relación muy cercana con el emperador mongol Kublai Khan, quien en 1274 y 1281 emprendió dos intentos de invasión a Japón. Ambos fracasaron debido a intensas tormentas que destruyeron la flota mongol. Se estima que unas 900 embarcaciones participaron de la primera incursión, y unas 3000 en la segunda, transportando 150 000 hombres. En 2015, exploraciones arqueológicas descubrieron algunas de las naves que participaron de estas expediciones. Los hallazgos corresponden al diseño de un junco chino y se estima que debieron tener unos 20 metros de eslora por 6 o 7 metros de manga.

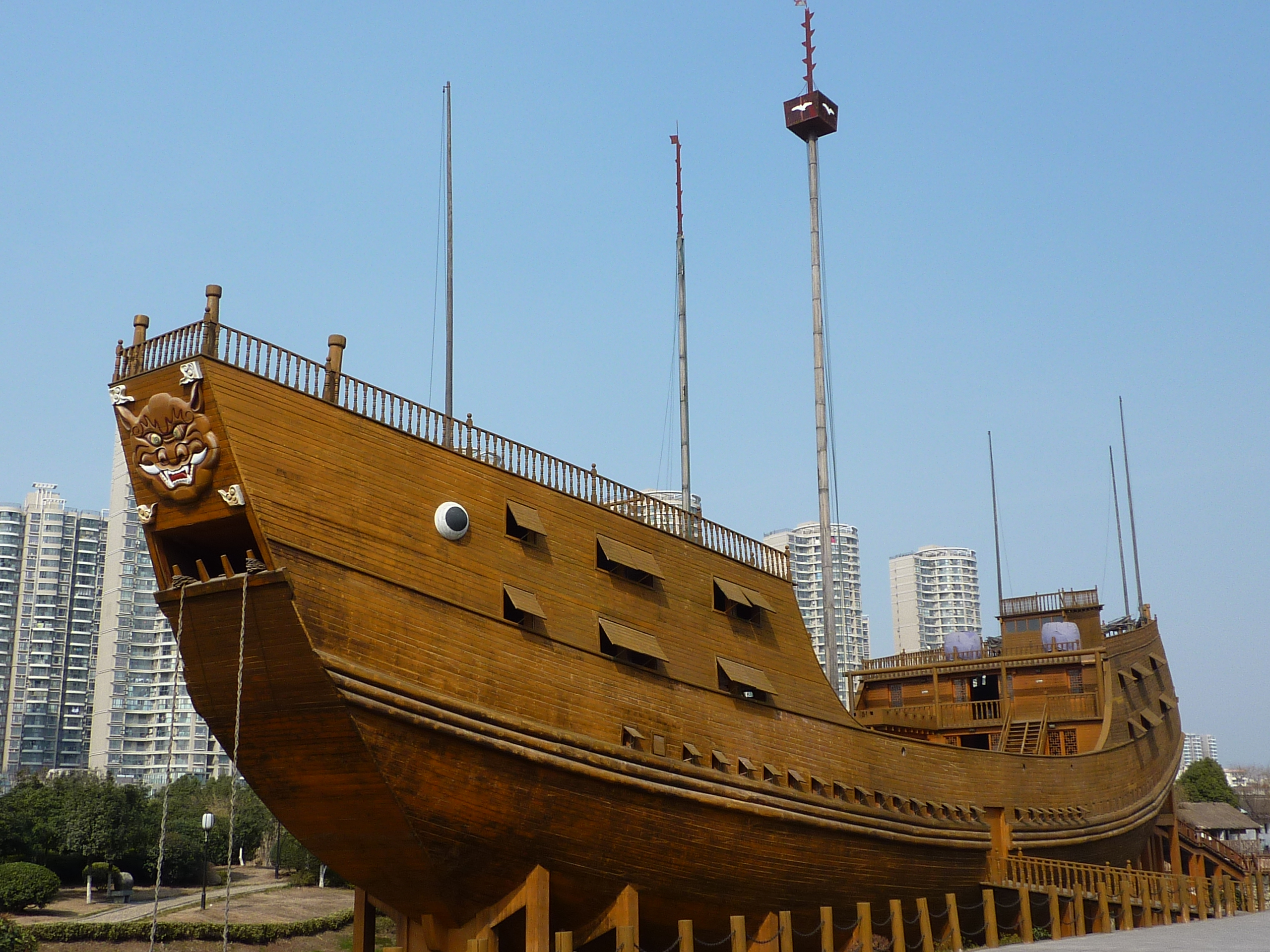
Reconstrucción de un «barco del tesoro» de la flota de Zheng He.

Desde comienzos del siglo XV, el almirante chino Zheng He exploró el sudeste asiático, Persia, la India, el Golfo Pérsico, el Mar Rojo y el norte de Australia. Efectuó en total siete viajes de exploración entre 1402 y 1431, al comando de enormes flotas, armadas con distintos tipos de embarcaciones que incluían desde los enormes «barcos del tesoro», —de 135 m de eslora, 9 mástiles que sostenían 12 velas cuadradas y capacidad de transportar 500 personas— hasta otros más pequeños de 50 m de eslora destinados al transporte de suministros o al patrullaje. En una de sus expediciones comandó una flota de 317 barcos y unos 28 000 hombres.
Un estudio realizado sobre la cartografía anterior a 1492 sugiere que el objetivo de esas expediciones era científico y diplomático, y que presumiblemente alguna de ellas hubiera llegado a América antes que los europeos.
La presión del imperio mongol a lo largo de las fronteras del norte, obligó al emperador chino a abandonar su armada para dedicar todo su poder financiero al fortalecimiento de la Gran Muralla china, hasta el punto de destruir todos los documentos relacionados con los viajes de Zheng He y las técnicas de construir grandes barcos. Debido a la falta de medios y voluntad política, la armada china desapareció y no reapareció hasta mediados del siglo XX.

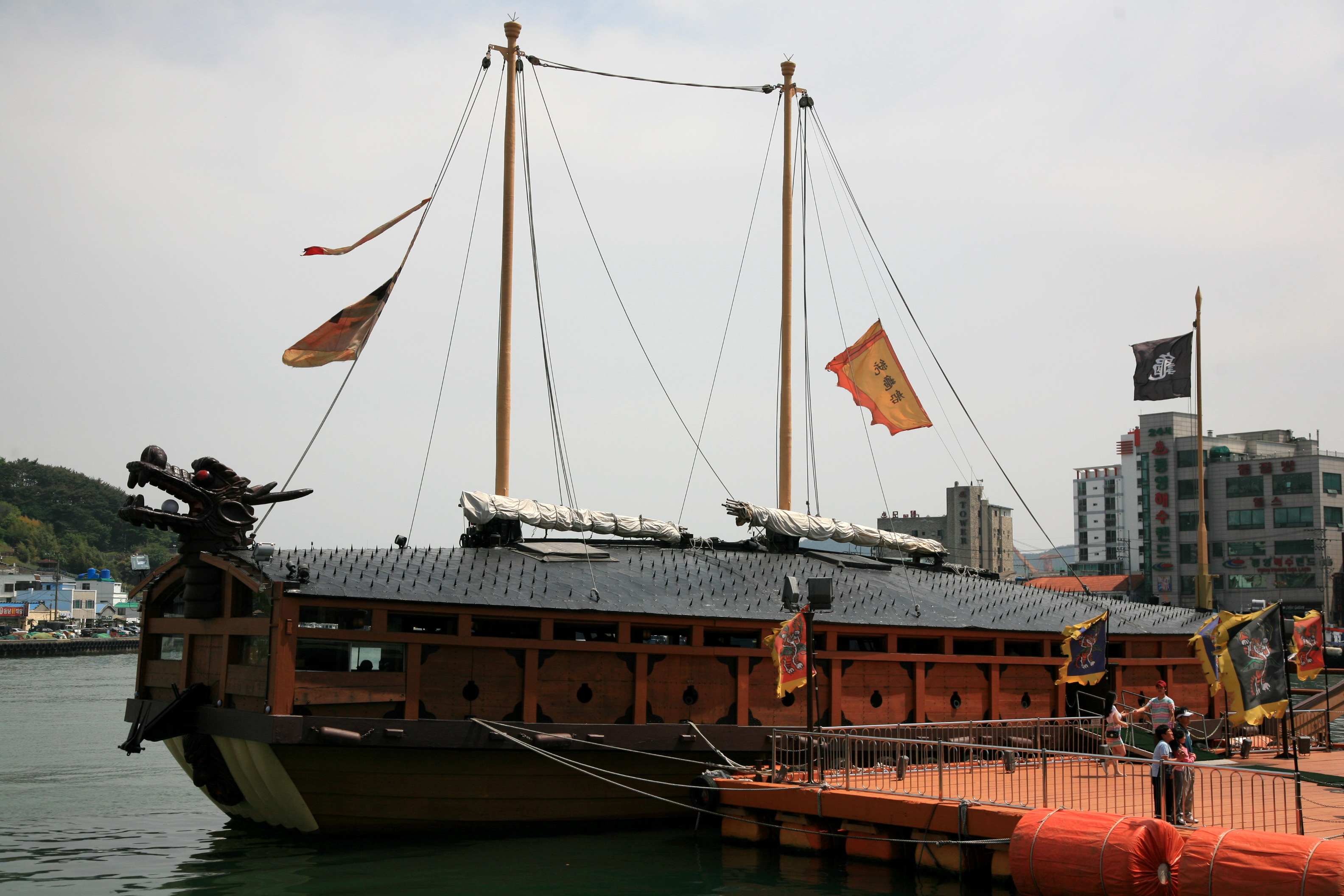
Réplica de un «barco tortuga».

Entre los años 1592 y 1598 tuvo lugar el enfrentamiento bélico conocido como la guerra de los Siete Años, desencadenada a partir del intento de Jaṕon de invadir China, ocupando inicialmente Corea. El almirante coreano Yi Sun-sin, preparando sus fuerzas para repeler la agresión japonesa, ordenó la construcción de buques de guerra, entre ellos el panokseon y el kobukson o «barco tortuga», galera acorazada propulsada por velas y remos con capacidad de transportar 50 soldados además de los 70 remeros de la tripulación.
La armada japonesa incluía verdaderas fortalezas flotantes como los atakebune, principalmente impulsados por remos aunque disponían de un mástil pivotante y una vela que podían alzarse o bien disponerse sobre la cubierta a lo largo del buque. De menor tamaño pero más numerosos, los sekibune podían transportar hasta 30 guerreros y en conjunto constituían la fuerza principal de la armada japonesa.
En los primeros años del siglo XVII, Japón incorporó a su flota navíos de diseño occidental, como el Date Maru, renombrado San Juan Bautista, un galeón que cruzó el Pacífico entre Japón y México en 1613.

### Sudeste asiático

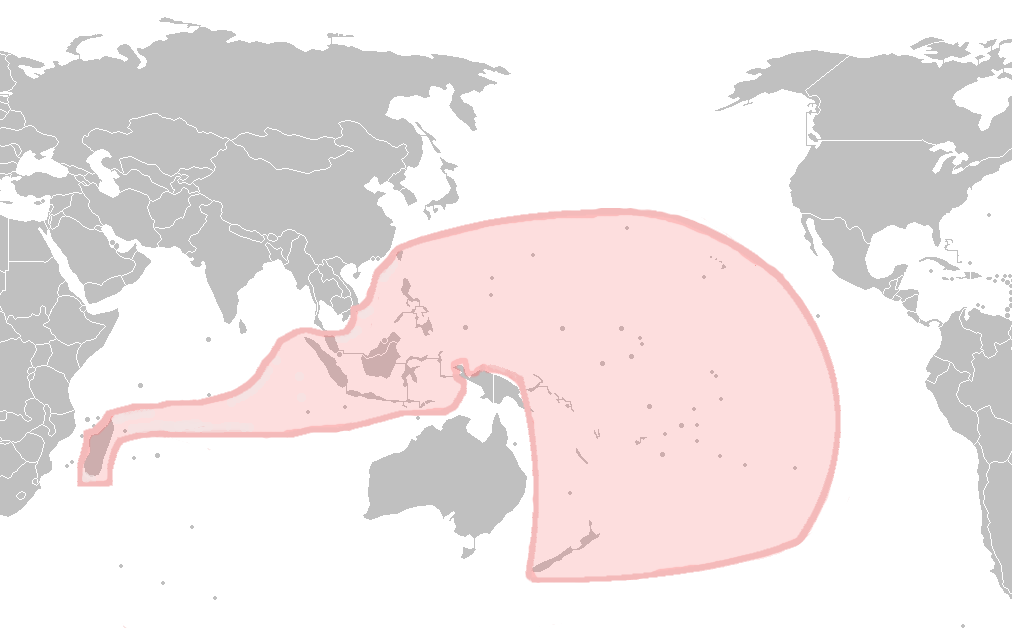
Expansión de los pueblos austronesios.

Los austronesios fueron los primeros grandes navegantes de la humanidad. Iniciando su migración desde Taiwán en el neolítico, hace unos 5000 años, su dispersión comenzó en las islas que conforman la actual Filipinas, desde allí al archipiélago de Indonesia y luego hacia la mayor parte de Oceanía.
Los vínculos marítimos entre Indonesia y China quedaron probados luego del hallazgo de los restos del «tesoro de Cirebon», en la isla indonesia de Java, del que se rescataron unas 250 000 piezas correspondientes al periodo de las cinco dinastías y diez reinos (907-960). Entre los restos recuperados se encuentran miles de objetos de porcelana china, objetos religiosos, joyas y monedas de oro, entre otros. El naufragio se produjo mientras el buque navegaba entre Java y Sumatra.
La escala de la actividad en la zona del sudeste asiático y su relación con puntos tan lejanos como Basora, sobre el golfo Pérsico, quedó demostrada luego del hallazgo del pecio de un dhow del siglo IX, —el único de esa antigüedad hallado hasta el momento—, en cercanías de la isla de Belitung. Se rescataron del lugar unas 63 000 piezas, entre ellas 1000 pequeñas urnas funerarias y 800 tinteros, cuya manufactura evidencia una estructura de intercambio comercial y producción en serie existente siglos antes de lo que se pensaba.
Los praos o prahus navegaron a través de las distintas islas de la región durante siglos. Existen numerosas referencias a estas embarcaciones formando flotas dedicadas a la piratería. En su libro Historia de la Piratería, Philip Gosse (1879-1959), —nieto del naturalista inglés Philip Henry Gosse— describe una de estas naves como «propulsadas por una doble hilera de remos movidos por cien o más esclavos. En proa y en popa se hallaban colocados largos cañones de bronce, en tanto que los flancos aparecían armados de cañones movibles».

## Era de los descubrimientos

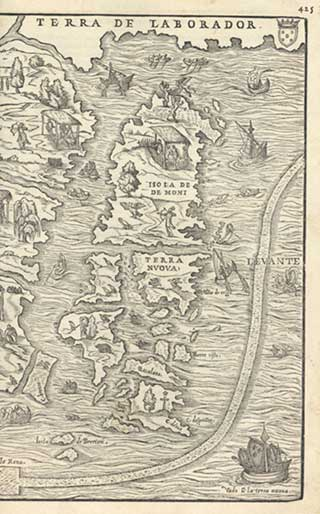
Carta del de las tierras exploradas por Caboto.

La era de los descubrimientos fue un período que se inició en los primeros años del siglo XV y continuó hasta principios del siglo XVII. Durante esas décadas los barcos europeos viajaron alrededor del mundo en busca de nuevas rutas y socios comerciales, con el objeto de abastecer de productos el creciente capitalismo en Europa. Los historiadores a menudo utilizan la expresión «Era de los Descubrimientos», para referirse al período de los primeros viajes marítimos de largas distancias efectuados inicialmente por marinos portugueses y luego españoles, en busca de rutas comerciales alternativas hacia las Indias Orientales, movidos por el comercio de oro, plata y especias. En el proceso, los europeos encontraron pueblos y cartografiaron tierras previamente desconocidas para ellos.
Cristóbal Colón fue un navegante y explorador marítimo y una de las varias figuras históricas acreditadas como descubridor de América. Generalmente se cree que nació en Génova, aunque existen otras teorías y posibilidades. Los viajes de Colón a través del Océano Atlántico iniciaron una etapa de emprendimientos europeos de exploración y colonización del Hemisferio Occidental. Si bien la historia otorga gran importancia a su primer viaje de 1492, en realidad no llegó a tierra firme continental hasta su tercer viaje en 1498. Asimismo, no fue el primer explorador europeo en llegar a América, ya que hay restos de contactos transatlánticos europeos antes de 1492. Sin embargo, el viaje de Colón llegó en un momento crítico, de imperialismos nacionales y competencia económica creciente, entre países que buscaban riquezas a partir del establecimiento de rutas comerciales y colonias. Por lo tanto, el período anterior a 1492 se conoce como precolombino.
Juan Caboto era un navegante y explorador genovés a quien se le atribuye habitualmente ser uno de los primeros europeos de la época moderna en llegar en 1497 a la parte continental de Norteamérica. Sebastián Caboto pudo haber navegado con su padre Juan Caboto en mayo de 1497. Juan Caboto y quizás Sebastián, navegando desde Brístol, llevaron su pequeña flota a lo largo de las costas de una Nueva Tierra Encontrada (Newfoundland). Existe controversia acerca del punto exacto al cual llegó Caboto, pero dos posibles lugares que a menudo se sugieren son Nueva Escocia y Terranova. Caboto y su tripulación, —incluido quizás Sebastián— confundieron este lugar con China, sin encontrar el paso hacia el este que estaban buscando. En 1908, el anticuario y escritor naturalista Alfred Hudd escribió, basándose en evidencia endeble, la teoría de que el nombre de América deriva del apellido de Richard a Merik, un comerciante de Bristol y funcionario de aduanas, que habría ayudado a financiar los viajes de Caboto.
Jacques Cartier fue un navegante francés, primero en explorar y describir el golfo de San Lorenzo y las orillas del del río de mismo nombre, al que llamó Canadá. Juan Fernández era un explorador y navegante español. Probablemente entre 1563 y 1574 descubrió el grupo de islas que llevan su nombre, al oeste de Valparaíso, Chile. En 1574 descubrió las islas del Pacífico de San Félix y San Ambrosio, parte del grupo de las Islas Desventuradas. Otros exploradores famosos de la época fueron Vasco da Gama, Pedro Álvares Cabral, Yermak, Juan Ponce de León, Francisco Coronado, Juan Sebastián Elcano, Bartolomé Díaz, Fernando de Magallanes, Willem Barents, Abel Tasman, Jean Alfonse, Samuel de Champlain, Willem Janszoon, el capitán James Cook, Henry Hudson y Giovanni da Verrazzano.
Pedro Mártir de Anglería, —nacido en Italia—, trabajó al servicio de la corona de España y realizó la crónica de los descubrimientos de los exploradores españoles durante la Era de los descubrimientos. Escribió en latín los primeros relatos de exploraciones en América Central y del Sur, en una serie de cartas e informes, agrupados en conjuntos de diez capítulos llamados «décadas», de gran valor en la historia de la geografía y el descubrimiento. Su De Orbe Novo Decades («Sobre el Nuevo Mundo», publicado en 1530) describe los primeros contactos de europeos y nativos americanos y contiene, por ejemplo, la primera referencia europea sobre el caucho natural.
La realización de instrumentos de navegación y cartas de marear fue una actividad interrelacionada estrechamente con los viajes de exploración. En el caso de la cartografía, los marinos requerían antes de sus viajes toda la información disponible hasta el momento, y a su regreso, transmitían los hallazgos de modo tal que las cartas se actualizaban con la nueva información recibida. Entre los cartógrafos cuyos nombres se recuerdan se encuentran Diego Ribero, Juan de la Cosa, Juan Vespucio (sobrino de Américo Vespucio), Pedro de Medina, Ruy Falero y Nuño García de Toreno, entre otros.
Richard Hakluyt fue un escritor inglés, recordado por sus esfuerzos en promover e impulsar a través de sus obras el asentamiento de los ingleses en América del Norte, especialmente Divers Voyages Touching the Discovery of America and the Islands Adjacent (1582) y The Principal Navigations, Voiages, Traffiques and Discoueries of the English Nation (1598–1600).
En España, en las ferias y mercados se difundían relatos y romances, a menudo en forma de canciones, con el objeto de impulsar a los hombres a unirse a las tripulaciones que viajaban a América.

### Expansión europea

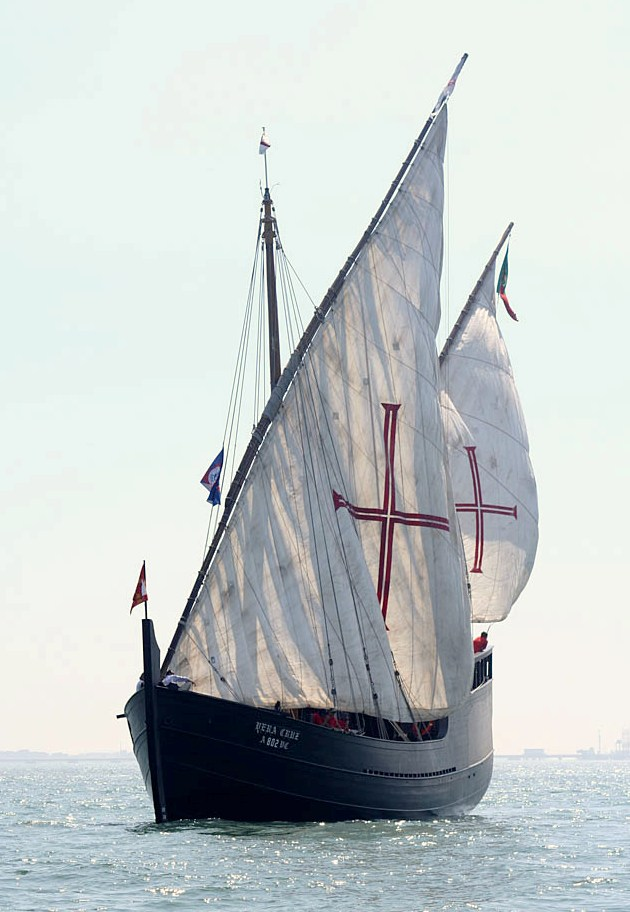
Carabela Vera Cruz con velas latinas.

Europa es el segundo continente de menor superficie del mundo, pero debido a su muy extensa línea de costa posiblemente se ha visto más influenciado por su historia marítima que cualquier otro continente. Europa está atravesada por grandes ríos navegables que desembocan en mares también aptos para la navegación, lo que representa circunstancias facilitadoras del tráfico y comercio marítimos.
Una vez que la carraca y luego la carabela fueron desarrolladas por los portugueses, los pensamientos europeos se dirigieron nuevamente al legendario Oriente. La carraca y la carabela incorporaron la vela latina mediterránea, que facilitaba las maniobras aumentando las posibilidades de navegación. Este interés y las exploraciones subsiguientes tienen una serie de causas. Los monetaristas creen que la razón principal que impulsó el inicio de los grandes viajes de exploración, fue la grave escasez que vivía Europa de metales aptos para acuñar. La economía europea dependía de las monedas de oro y plata, pero los bajos suministros locales habían sumido a gran parte de Europa en crisis de falta de liquidez. Otro factor fue el conflicto de siglos entre los íberos y los musulmanes. Además, los europeos tenían vedado el uso de las rutas comerciales orientales, que estaban bajo el control del Imperio otomano desde la Caída de Constantinopla en 1453. La capacidad de esquivar el control de los estados musulmanes de África del Norte se consideró crucial. Al mismo tiempo, los íberos aprendieron mucho de sus vecinos árabes. Fue también a través de los árabes que los conocimientos griegos antiguos fueron redescubiertos, dando a los marineros europeos por primera vez una idea de la forma de África y Asia.

### Colonización europea
La exploración y colonización europea se expandió rápidamente a partir de la llegada de Cristóbal a América. La era posterior a 1492 se conoce como el período de intercambio colombino. Los españoles realizaron las primeras conquistas, avanzando rápidamente sobre la mayor parte de América del Sur y Central, y grandes partes de América del Norte. Los portugueses ocuparon Brasil, británicos, franceses y holandeses conquistaron las islas del mar Caribe, muchas de las cuales ya habían sido antes ocupadas por los españoles o habían perdido su población indígena originaria. Las primeras colonias europeas en América del Norte incluían la Florida española, los asentamientos británicos en Virginia y Nueva Inglaterra, los franceses en Quebec y Luisiana, y los holandeses en los Nuevos Países Bajos. El Reino de Dinamarca y Noruega restableció sus antiguas colonias en Groenlandia, en un lapso que se extendió entre el siglo XVIII y el XX, y colonizó también algunas de las Islas Vírgenes.
Desde sus inicios, el colonialismo occidental estuvo caracterizado por una combinación de factores que incluían los impulsos expansionistas de los reinos y los intereses económicos de públicos y privados. El estado español mantuvo un estricto control del comercio con sus colonias: por ley, estas solo podían comerciar con un puerto designado en la madre patria y el tesoro era devuelto en armadas especiales. La Casa de la Contratación de Indias fue una institución creada para la regulación de estas actividades. Los ingleses, franceses y holandeses otorgaron lo que eran en la práctica monopolios comerciales para sociedades de accionistas, como la Compañía Británica de las Indias Orientales, la Compañía de la Bahía de Hudson, y la Compañía Neerlandesa de las Indias Occidentales.
En la exploración de África, se multiplicaron los conflictos originados en los reclamos europeos de derechos sobre diversas regiones del territorio. En el siglo XV, los europeos exploraron la costa africana en busca de una ruta que permitiera llegar a la India por vía marítima. Estas expediciones fueron realizadas principalmente por los portugueses, a quienes el Tratado de Tordesillas, —firmado como compensación de las Bulas Alejandrinas—, autorizaba a explorar y explotar todas las tierras no cristianas del Hemisferio oriental. Los europeos establecieron colonias costeras para organizar la trata de esclavos, pero el interior del continente permaneció inexplorado hasta el siglo XIX.  Durante este período se combinaron una serie de acontecimientos que dieron como resultado el dominio colonial europeo en África y alteraron el futuro del continente.
El imperialismo en Asia se remonta a finales del siglo XV con una serie de viajes que buscaban una ruta marítima a la India con la esperanza de establecer un comercio de especias directo entre Europa y Asia. Antes de 1500, las economías europeas eran en gran medida autosuficientes, solo complementadas por un comercio menor con Asia y África. En el siglo siguiente, sin embargo, las economías europeas y asiáticas comenzaron a integrarse lentamente debido al surgimiento de nuevas rutas comerciales mundiales. El empuje del poder político, el comercio y la cultura europea en Asia, dio lugar a un comercio creciente de mercancías lucrativas, un punto clave en el surgimiento de la economía capitalista del mundo moderno. Las colonias europeas en India fueron creadas por varias naciones a principios del siglo XVI. La rivalidad entre los poderosos reinos europeos impulsó las expediciones de holandeses, británicos y franceses, entre otros.

### Búsqueda delPasoy exploraciones posteriores
Pocos años después del descubrimiento de América, resultó evidente que esa enorme masa terrestre constituía un obstáculo en la ruta hacia oriente. Comenzó entonces una etapa de sucesivas exploraciones cuyo objetivo era encontrar un paso que permitiera sortear dicho obstáculo.
Las expediciones se orientaron hacia el sur del continente y finalmente fue Fernando de Magallanes quien descubrió el canal natural navegable que hoy lleva el nombre de estrecho de Magallanes. Durante los siguientes siglos, numerosas expediciones con distintos objetivos exploraron la región de los canales fueguinos y los canales patagónicos.
- 1553: Francisco de Ulloa logró internarse 90 millas en el estrecho de Magallanes, probando la viabilidad de la navegación oeste-este en dicho paso.[128]
- 1557-1559: Juan Ladrillero exploró la Patagonia chilena y el estrecho de Magallanes.[129]
- 1579-1584: Pedro Sarmiento de Gamboa registró información sobre el golfo Trinidad y dejó documentadas recomendaciones para la navegación en los canales patagónicos y el estrecho de Magallanes.[130]
- 1615-1617: Jacob Le Maire y Willem Schouten, marinos neerlandeses, descubrieron el Cabo de Hornos en su viaje de exploración al Pacífico.[131]
- 1618-1619: Bartolomé y Gonzalo García de Nodal descubrieron las islas Diego Ramírez al suroeste del cabo de Hornos.[132]
- 1623-1625: Jacob l'Hermite, comerciante, almirante y pirata belga, cartografió las islas Hermite frente a las costas chilenas del cabo de Hornos.[133]
- 1642-1643: Hendrick Brouwer explorador, pirata y administrador colonial neerlandés, circunnavegó la isla de los Estados durante la frustrada expedición contra la capitanía general de Chile.[134]
- 1669-1671: John Narborough, al mando de una expedición de exploración y reconocimiento enviada por el almirantazgo Británico a los mares australes de América, realizó un importante trabajo de cartografía de la región.[135]
- 1674-1675: Bartolomé D. Gallardo inspeccionó el golfo de Penas.[136]
- 1675: Antonio de Vea exploró el archipiélago Guayaneco.[137]
- 1681-1720: Bucaneros ingleses y franceses recorrieron las costas occidentales de la Patagonia.[138] Bartolomé Sharp en 1681,[139] William Dampier en 1683,[140] William Ambrose Cowley en 1683,[141] Jacques Gouin de Beauchêne en 1698,[142] y Rogers en 1708.[143]
- 1741-1742: George Anson comandó una expedición destinada a interferir líneas de comunicaciones marítimas.[144]
- 1766: El religioso jesuita Padre José García realizó una travesía evangelizadora en el sur de Chile.[145]
- 1767: El piloto Cosme Ugarte recorrió en piragua la región de los canales patagónicos.[145]
- 1768-1769: José de Sotomayor y Francisco Machado reconocieron las islas que se encuentran a la entrada del canal Messier.[146]
- 1768-1771: Primer viaje de James Cook.
- 1772-1775: Segundo viaje de James Cook.
- 1778-1779: Los religiosos Benito Marín y Juan Real atravesaron el istmo de Ofqui y llegaron al canal Fallos una travesía evangelizadora.[147]
- 1789-1794: Alejandro Malaspina navegó en torno al cabo de Hornos y exploró la costa del Pacífico.[148]
- 1826-1830: Phillip Parker King realizó investigaciones hidrográficas en América meridional.[149]
- 1831-1836: Robert FitzRoy realizó una trascendente expedición hidrográfica a América meridional y circunnavegó el globo terrestre.
- 1882-1883: Louis-Ferdinand Martial realizó una expedición científica en la zona austral de Chile y Tierra del Fuego.[150]

### Ruta de los clíperes

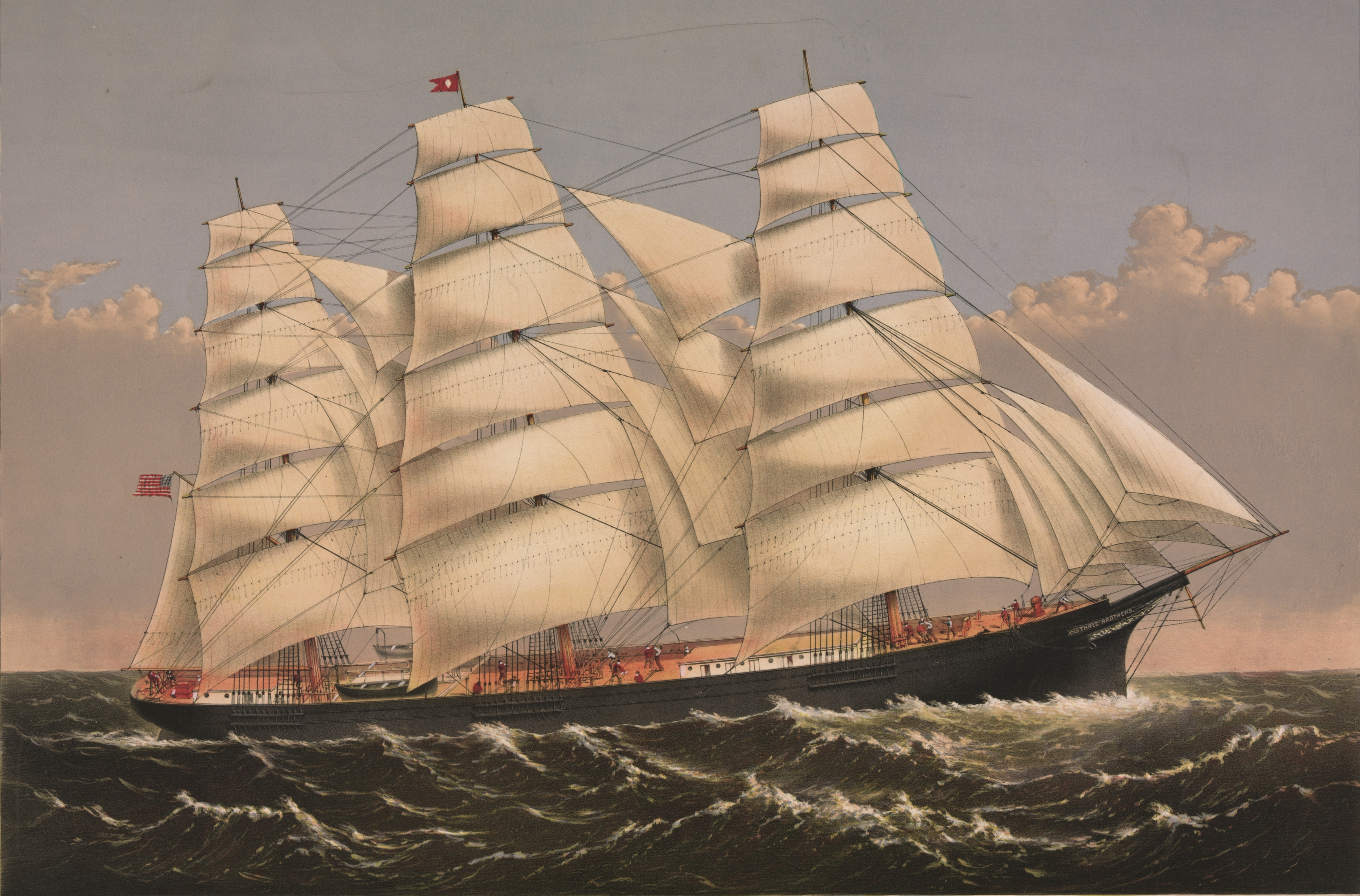
Cuadro de un clípper de tres mástiles, el Three Brothers, 1857.

Durante esta época se estableció la ruta de los clíperes, —sobre la base de la antigua ruta de Brouwer—, que se extendía entre Europa y el Lejano Oriente, Australia y Nueva Zelanda y era utilizada por veleros rápidos llamados clíperes (clipper, en inglés). La ruta corría de oeste a este a través del Océano Antártico, aprovechando los fuertes vientos del oeste de los Rugientes Cuarentas. Muchos barcos y marineros se perdieron debido a las duras condiciones de navegación que imponía el trayecto, particularmente en el Cabo de Hornos, que los clíperes debían rodear de suroeste a nordeste en su regreso a Europa.
En 1526 Francisco de Hoces había llegado hasta la entrada del cabo de Hornos, y continuó hacia el Pacífico por el Mar de Hoces, renombrado y conocido como Pasaje de Drake luego del viaje de circunnavegación que Francis Drake efectuara el 1578. Jacob Le Maire y Willem Schouten exploraron la región en un viaje entre 1615 y 1617. Tanto Hoces como Drake navegaron la zona en dirección inversa a la establecida para los clíperes, desde el Atlántico hacia el Pacífico.
Esta ruta ofrecía a los capitanes la circunnavegación más rápida y, por lo tanto, las mayores recompensas; muchos clípers cargados con grano, lana y oro navegaron esta ruta, regresando al puerto de origen con valiosos cargamentos en un tiempo relativamente corto. Sin embargo esta ruta, que pasa al sur de los tres grandes cabos y atraviesa gran parte de su longitud a través del Océano Antártico, también conlleva los mayores riesgos, exponiendo a los barcos a los peligros de los vientos feroces, las enormes olas y los icebergs.
La ruta de los clíperes cayó en desuso para fines comerciales con la introducción de los barcos de vapor y la apertura de los canales de Suez y Panamá.

### Fin de la etapa de exploración
Hacia principios del siglo XVII la etapa de las grandes exploraciones llegaba a su fin. En este momento, los buques europeos estaban lo suficientemente bien construidos y sus navegantes bien entrenados como para viajar hacia prácticamente cualquier lugar del planeta. La exploración, por supuesto, continuó. La Antártida no fue explorada hasta comenzado el siglo XIX, en tanto el polo norte y el polo sur no fueron alcanzados antes de la primera década del siglo XX.

## Era de la vela

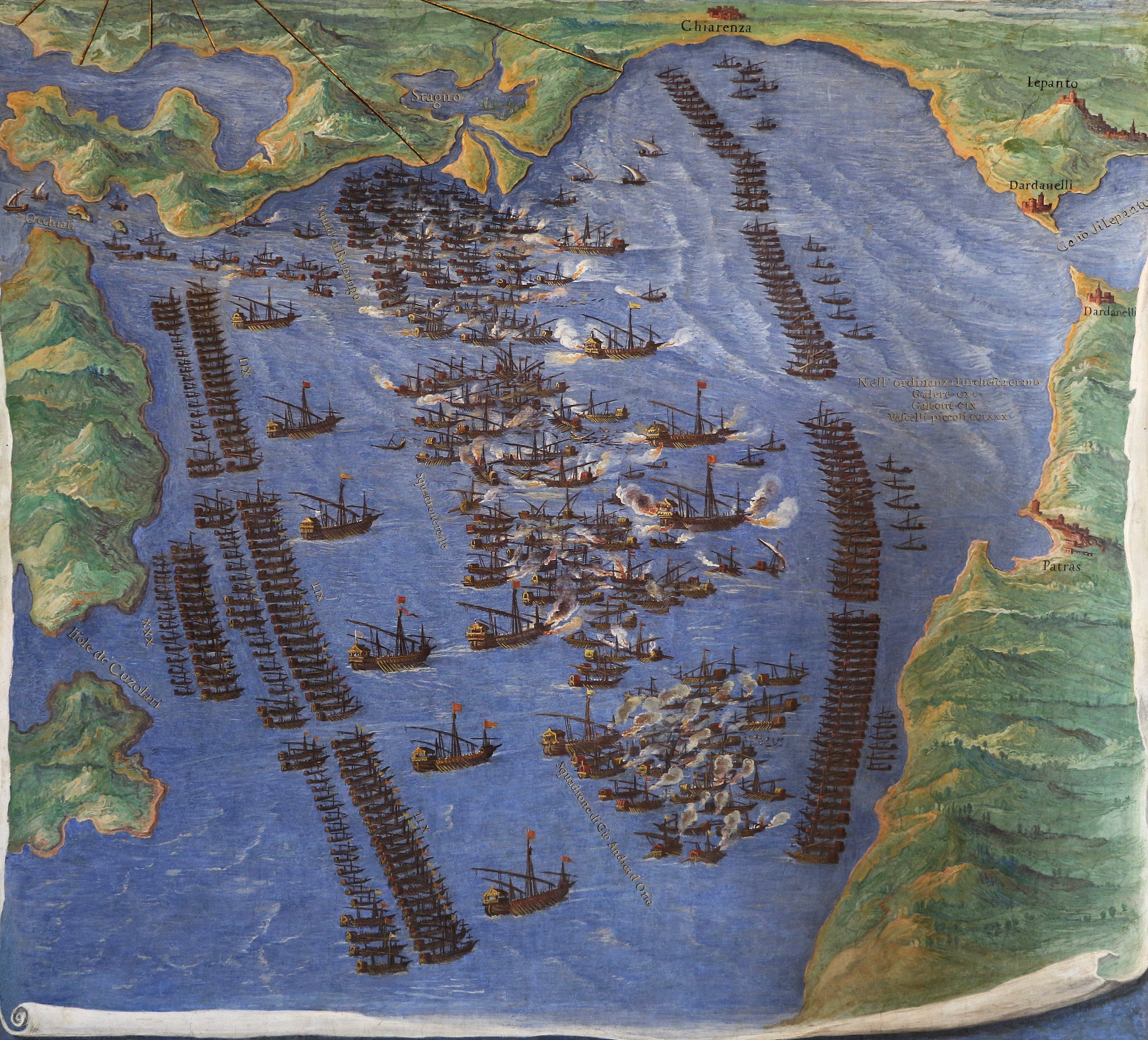
Fresco de la batalla de Lepanto.

Yacimientos de estaño explotados en la antigüedad.

La era de la navegación a vela fue un período en que el comercio internacional y los combates navales estuvieron dominados por los barcos veleros, comprendido entre el siglo XVI y mediados del siglo XIX; desde la batalla de Lepanto en 1571 hasta la batalla de Hampton Roads en 1862. Lepanto fue el fin de las galeras, barcos a remo, y Hampton Roads de los veleros de madera que fueron vencidos por los buques con casco de hierro y corazas que eran movidos por máquinas a vapor.
La edad de la vela coincidió con la edad de los descubrimientos. Desde el siglo XV hasta el XVIII, se vieron veleros con aparejos con velas cuadradas que transportaban colonos europeos a muchas partes del mundo en una de las migraciones humanas más importantes de la historia. Este período estuvo marcado por grandes esfuerzos de exploración y colonización por parte de los reinos europeos.

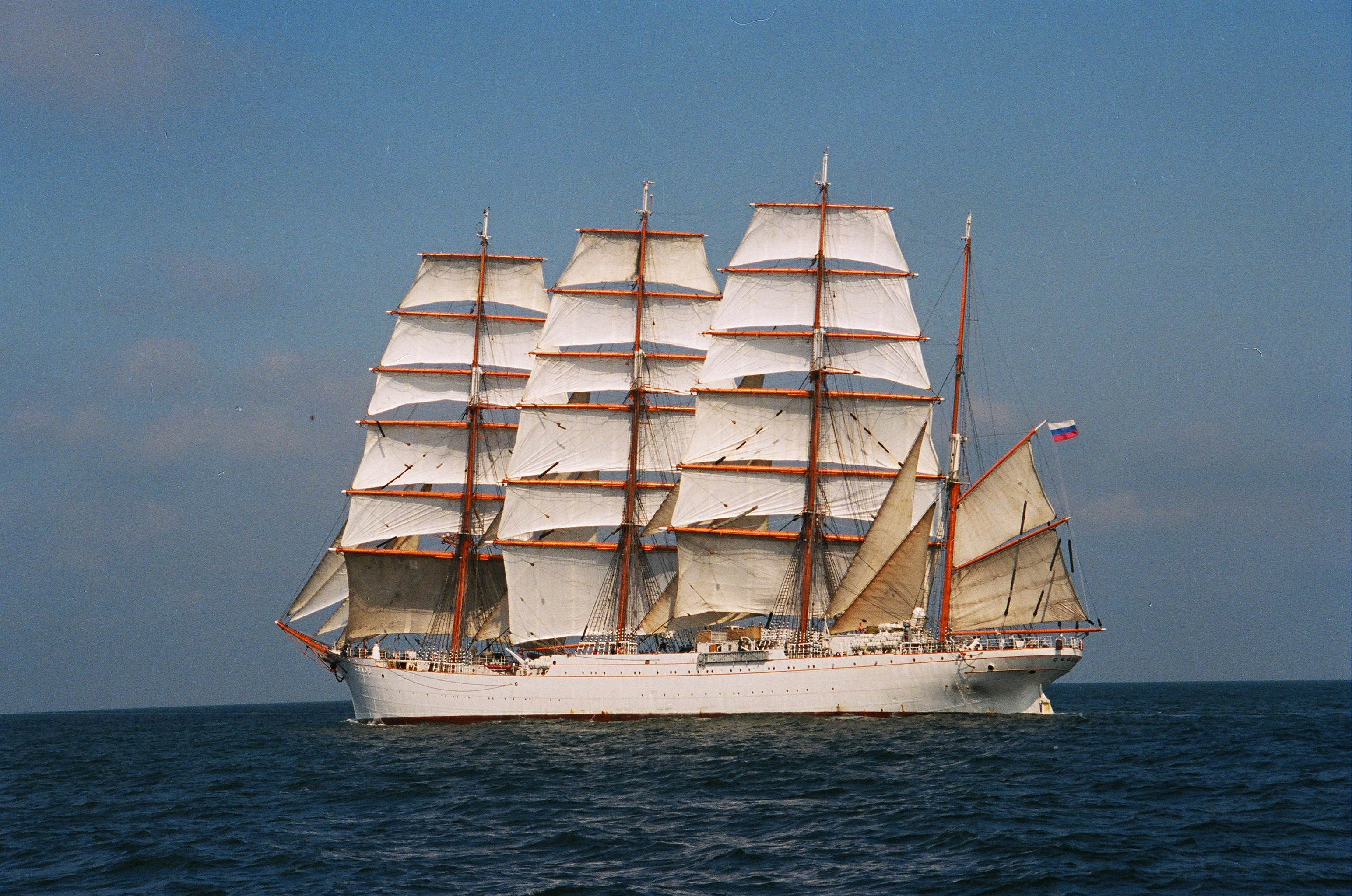
Sedov, el velero más grande del mundo, 2016.

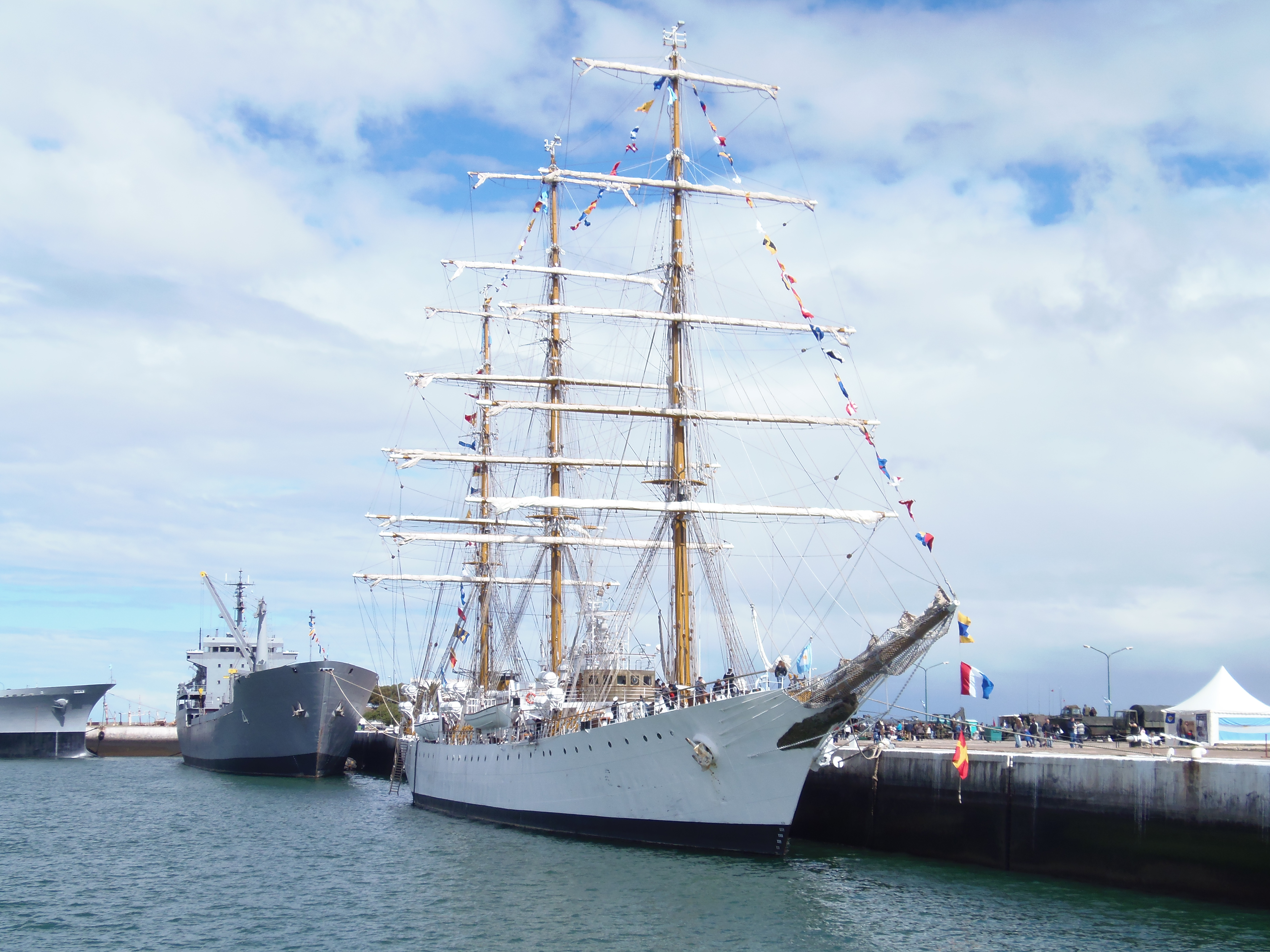
Fragata Libertad en puerto Belgrano, año 2013.

Finalizada la Era de la vela los marinos sintieron la necesidad de mantener la navegación a la vela como parte de la formación de las futuras tripulaciones, y con este fin construyeron veleros apropiados; y en ellos efectúan cruceros de instrucción, generalmente largos viajes con muchos días en el mar para que los futuros marinos tengan la oportunidad de navegar en todas las condiciones de mar. De este modo comienzan a conocer el medio en que vivirán durante largos períodos y sienten los efectos de la soledad y la prolongada lejanía de tierra y de sus familiares. Frecuentemente los veleros pertenecientes a las Armadas de sus países son empleados por los respectivos gobiernos como sus representantes diplomáticos ante las autoridades de los países visitados.

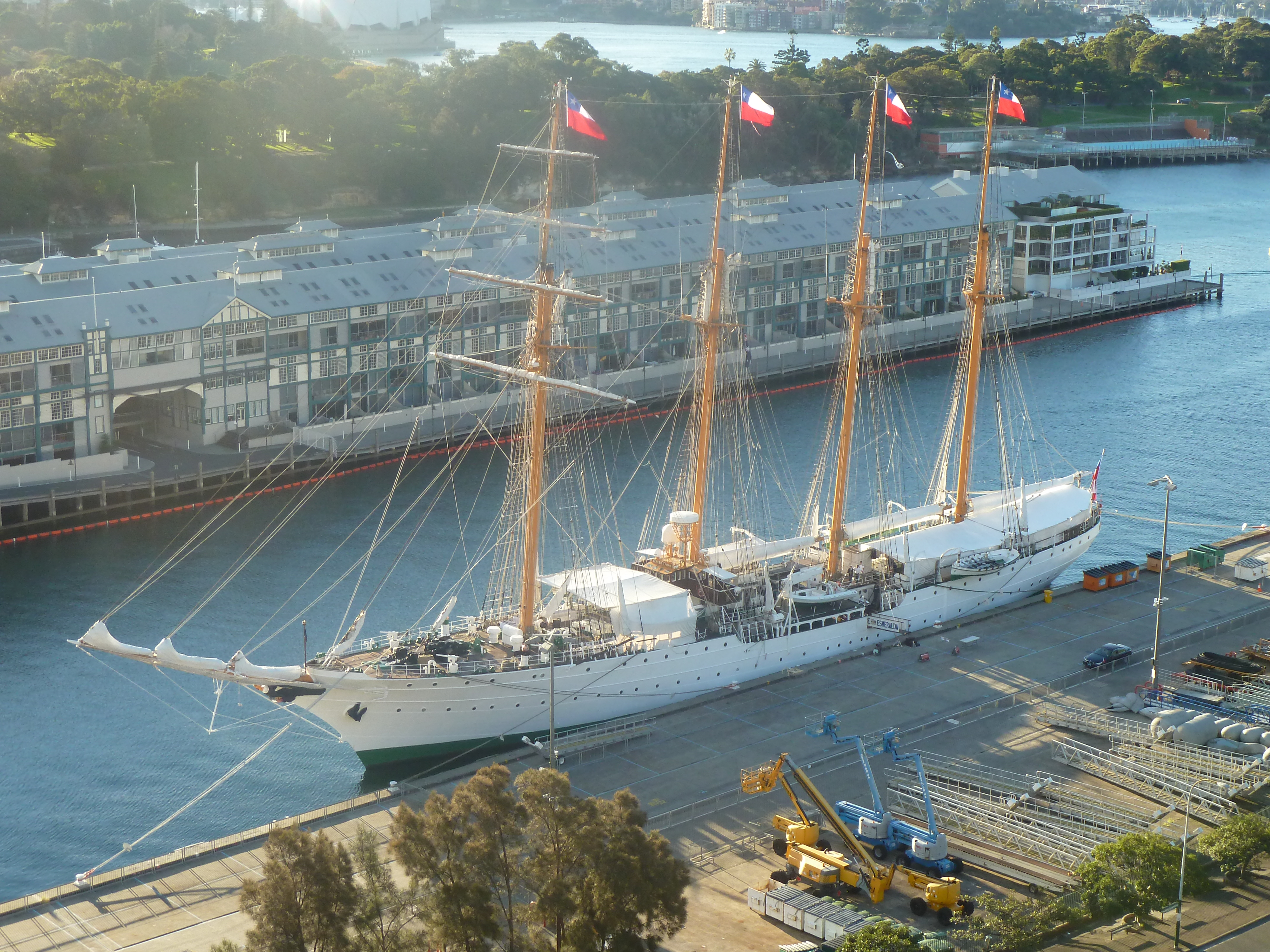
BE Esmeralda en Australia el año 2012.

Los buques escuela de acuerdo a su aparejo son clasificados como fragatas, bergantines, bricbarcas y bergantines goleta. Son muchos los que actualmente surcan los mares. En 2016 algunos de los más grandes de acuerdo con su eslora eran:
- Sedov, Rusia, 117,5 metros de eslora, buque escuela de las universidades de Múrmansk, San Petersburgo y Arcángel.
- Unión, Perú, 115,75 metros de eslora, buque escuela de la Armada peruana.
- Krusenshtern, Rusia, 114,40 metros de eslora total, buque escuela de la Armada de la Federación Rusa.
- Juan Sebastián Elcano, España, 113,1 metros de eslora, buque escuela de la Armada española.
- Esmeralda, Chile, 113,1 metros de eslora, buque escuela de la Armada chilena.
- Nippon Maru II y Kaiwo Maru, Japón, buques gemelos de 110,09 metros de eslora, buques escuela del Instituto de Formación para la Navegación Marítima de Japón.
- Pallada, Rusia, 109,4 metros de eslora, buque escuela de la Far East State Technical University.
- Mir, Rusia, 109,2 metros de eslora, perteneciente a la Admiral Makarov State Maritime Academy de San Petersburgo.
- Dar Mlodziezy, Polonia, 108,8 metros de eslora, pertenece a la Armada polaca.
- Nadezhda, Rusia, 108,6 metros de eslora, pertenece a la Universidad Estatal Marítima del Almirante Nevelsky, Vladivostok.
- Libertad, Argentina, 103,75 metros de eslora, buque escuela de la Armada argentina.

### La Armada Invencible y la Contraarmada

Ruta de la Armada Invencible.

La Armada Invencible fue una flota española que bajo el mando de Alonso Pérez de Guzmán, duque de Medina Sidonia, zarpó desde Lisboa el 30 de mayo de 1588 en apoyo del traslado del ejército español al mando de Alejandro Farnesio, duque de Parma, que se pretendía fuese efectuado en forma segura desde Flandes a Inglaterra. La Armada fue enviada por el rey Felipe II de España, que había sido rey consorte de Inglaterra hasta la muerte de su esposa la reina María I de Inglaterra hacía ya treinta años. La misión de la flota era trasladar y apoyar al Ejército de Flandes del duque de Parma desde los Países Bajos españoles a través del mar del Norte y desembarcarlos en el sureste de Inglaterra. Suprimido el apoyo inglés a las Provincias Unidas, Felipe tenía la intención de eliminar los ataques que los ingleses efectuaban contra las posesiones españolas en el Nuevo Mundo y contra la Flota de Indias en el Atlántico, como también esperaba revertir la revolución Protestante en Inglaterra por lo cual la expedición contaba con el apoyo del papa Sixto V. El mando de la flota había sido confiado originalmente a Álvaro de Bazán, almirante de gran experiencia que falleció en mayo de 1588 antes que zarpara desde Lisboa.
La Armada española consistía en alrededor de 130 buques de guerra y buques mercantes armados. Después de forzar su navegación hacia el Canal de la Mancha fue atacada por una flota de 200 barcos ingleses en el Mar del Norte, en Gravelines, frente a la frontera costera entre Francia y los Países Bajos españoles. El ataque con brulotes los hizo dejar su fondeadero. Las fuerzas inglesas lograron su objetivo y los españoles tuvieron que desistir de su encuentro con el ejército del duque de Parma.
La Armada española, por causa del viento, tuvo que tomar rumbo al norte por la costa este de Inglaterra y en un movimiento estratégico decidió regresar a España navegando alrededor de Escocia y pasado Irlanda continuar por el Atlántico. Pero un clima muy severo destruyó una parte de la flota y más de 24 barcos naufragaron en las costas norte y oeste de Irlanda teniendo los sobrevivientes que buscar refugio en Escocia. Del número inicial de buques de la Armada Invencible, 63 no regresaron a España.

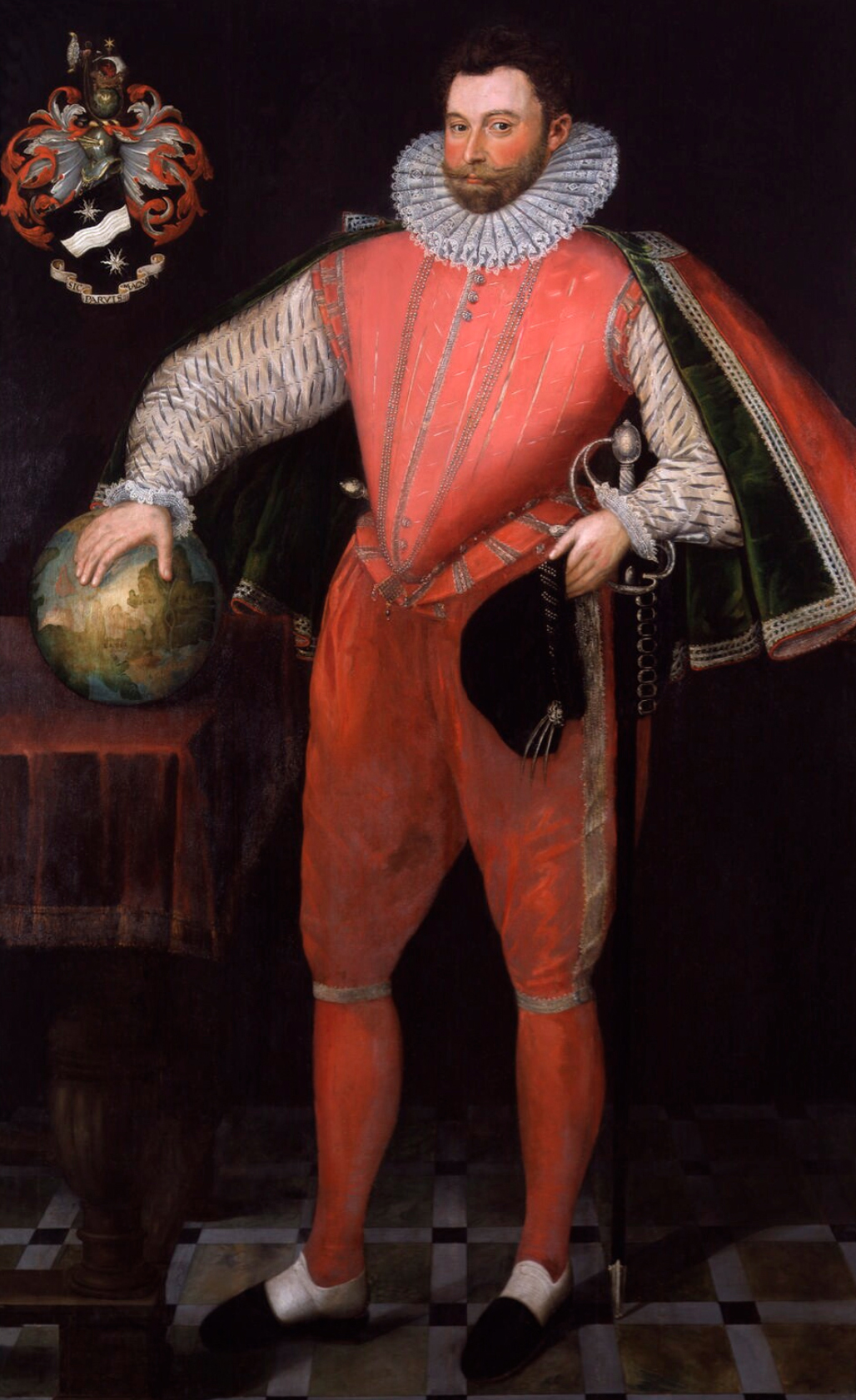
Francis Drake, almirante.

La Invencible Inglesa o Contraarmada fue una flota de invasión enviada a la costa ibérica por la reina Isabel I de Inglaterra en 1589, durante la guerra anglo-española (1585-1604). Fue mandada por Francis Drake como almirante y John Norreys como general de las tropas de desembarco y fracasó en su intento de aprovechar la ventaja que Inglaterra había ganado tras la derrota y dispersión de la Armada española el año anterior. Se perdió la oportunidad de dar un golpe decisivo contra los debilitados españoles; el fracaso de la expedición agotó aún más el tesoro de la corona que había sido cuidadosamente restaurado durante el largo reinado de Isabel I. La guerra anglo-española fue muy costosa para ambas partes. España que también combatió contra Francia y las Provincias Unidas, en 1596 tuvo que suspender el pago de su deuda, luego de otra incursión a Cádiz. Pero el fracaso de la Armada inglesa fue un punto de inflexión, y las fortunas de las diversas partes en este complicado conflicto fluctuaron hasta el Tratado de Londres de 1604 en que se acordó la paz.
La armada española se recuperó rápidamente y superó ampliamente su anterior predominio en el mar, hasta que las derrotas ante los holandeses, cincuenta años más tarde, marcaron el comienzo de su declive. Con la paz, los ingleses pudieron consolidar su control sobre Irlanda y realizar un esfuerzo concertado para establecer colonias en América del Norte.

### La vida a bordo
Durante el siglo XIX miles de marinos navegaron por el mar, entre la costa este de los Estados Unidos y Gran Bretaña, Francia, el Báltico y el Mediterráneo. A mediados de 1800 veleros efectuaban largos viajes hacia y a través del océano Pacífico. El tráfico marítimo era un negocio en el que se transportaba todo tipo de mercaderías y pasajeros. La vida a bordo carecía de la mayoría de los entretenimientos que se encontraban en tierra o en los barcos actuales. En 1800 un viaje entre Nueva York y China por lo menos duraba un año y a veces dos. Las comunicaciones con el hogar dependían del intercambio de cartas que los buques hacían alrededor de los puertos de todo el mundo. La primera obligación de un capitán mercante era con sus armadores, dueños de la nave que a veces esperaban que el capitán contribuyera comprando un octavo de las acciones del buque. Su segunda responsabilidad era con la carga y finalmente era responsable de la tripulación.
Para que el buque navegara día y noche, la tripulación estaba dividida en dos guardias: la de babor y la de estribor. Cada una de ellas hacia turnos alternos de cuatro horas comenzando a medianoche. En los buques estadounidenses era normal dividir una de las guardias de cuatro horas en dos de dos horas con el objeto de que fueran un número impar de turnos en las 24 horas; estas eran llamadas guardias de perro.
Izar un ancla, levar, requería mucho trabajo cuando estas eran pesadas y para aliviar su peso se usaban máquinas especiales. A mediados de 1800 las anclas eran izadas ayudados por un molinete y a finales del siglo XIX ya se empleaban cabrestantes que hicieron que esta faena fuese bastante más aliviada. En una nave con velas cuadras, normalmente había que izar unas quince a dieciocho velas. Había que dirigir la nave, cubriendo la rueda de gobierno, achicar el agua que se acumulaba en las sentinas, mantener las cubiertas y reparar los daños que se producían por malos tiempos y desgaste.
La comida a bordo era bastante pobre, como no había refrigeración, la carne era conservada salándola o bien enlatándola. El pan era una galleta muy dura. Durante las horas de descanso los marineros podían dedicarse a sus tareas personales como lavar y reparar su ropa, leer, escribir diarios, tocar algún instrumento o tallar maderos. La American Seamen's Friend Society le prestaba cajas con libros a los buques para lectura de la tripulación.
En 1840 la vida a bordo de un barco con inmigrantes que efectuaban el cruce del Atlántico era increíblemente mala. Los armadores y sus agentes sobrevendían los espacios de la nave pues su único interés era llenarlo con el máximo de pasajeros posible. Eran apiñados en espacios insanos para un viaje de seis o más semanas y estaban expuestos a contraer enfermedades. En esa época existía poco control gubernamental para garantizar que recibieran una atención adecuada durante el viaje. Los barcos con inmigrantes británicos a menudo mostraban menos cuidado con los pasajeros que con los delincuentes que trasladaban por buque a Australia. En 1803, la Ley de Buques de Pasajeros de Gran Bretaña limitaba el número de pasajeros a uno por cada dos toneladas de registro del buque. Estados Unidos promulgó leyes más estrictas en 1819 que limitaban los barcos a una proporción de dos personas por cada cinco toneladas de registro con multas elevadas en caso de que llegara a puerto un barco sobre poblado. La Ley de febrero de 1847 aumentó aún más la cantidad de espacio concedida a los pasajeros.

## Buques de investigación

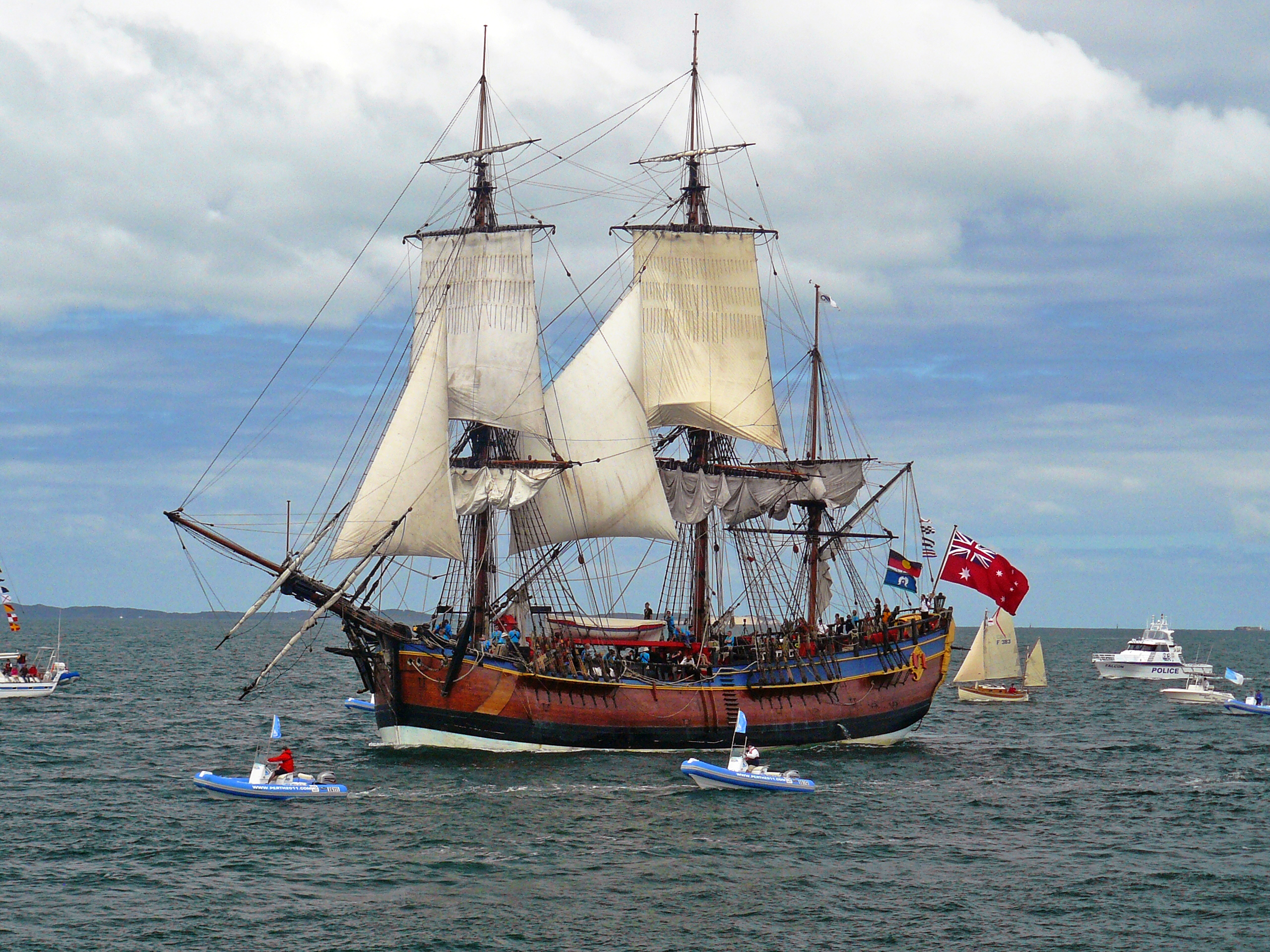
Réplica del HMB Endeavour.

En el siglo XVIII, en el marco de la Ilustración, se realizaron importantes viajes destinados a la investigación científica.
El Endeavour, al mando de James Cook, realizó su primer viaje al Pacífico sur entre 1768 y 1771, con el objetivo de efectuar observaciones y registrar el tránsito de Venus de 1769. Cook fue acompañado por Joseph Banks, naturalista inglés que realizó la primera recolección de flora australiana, describiendo muchas especies nuevas para la ciencia.
Entre 1831 y 1836 Robert Fitz Roy comandó el Beagle durante el viaje alrededor del mundo en el que Charles Darwin realizó las observaciones que darían lugar a la teoría de la biología evolutiva, plasmada años después en El origen de las especies. Las memorias del viaje quedaron registradas en El viaje del Beagle.
Entre 1839 y 1843, James Clark Ross, al mando del Erebus y el Terror, condujo la expedición británica cuyo objetivo era encontrar el Polo Sur Magnético. Durante la expedición se descubrieron varios puntos geográficos, como el monte Erebus, la isla de Ross y el monte Terror, nombrados en honor a las naves y su comandante. El estrecho de McMurdo lleva el nombre de Archibald McMurdo, teniente del Terror.
En 1902, el Discovery al mando de Robert Falcon Scott y con la asistencia del explorador Ernest Shackleton emprendió una de las más conocidas exploraciones a la Antártida, durante la cual lograron aproximarse al polo sur y cartografiar las costas del mar de Ross.
A principios del siglo XX, el Fram, especialmente diseñado para navegar en mares helados, fue el buque de madera que alcanzó las más altas latitudes: 85°57' N y 78°41' S. Transportó a la expedición Amundsen, primera en llegar al Polo Sur a fines de 1911.

### La expedición del HMSChallenger
En el siglo XVIII las expediciones de exploración científica comenzaron la práctica de embarcar naturalistas especialmente preparados. Los tres viajes del comandante James Cook no solo marcaron una era en la historia de los descubrimientos geográficos sino también en el estudio de los seres vivos. Entre los naturalistas que Cook llevó con él estaban Joseph Banks y Daniel Solander que ilustraron y describieron colecciones de especies botánicas desconocidas en Europa.

Expedición del Beagle.

Un importante viaje que cubrió los hemisferios occidental y oriental fue el del HMS Beagle bajo el mando del comandante Robert Fitz Roy que zarpó en 1831 llevando como naturalista a Charles Darwin. Aparte de las investigaciones y teorías con las cuales el nombre de Darwin es especialmente asociado, el viaje dio a conocer toda una multitud de nuevas especies.

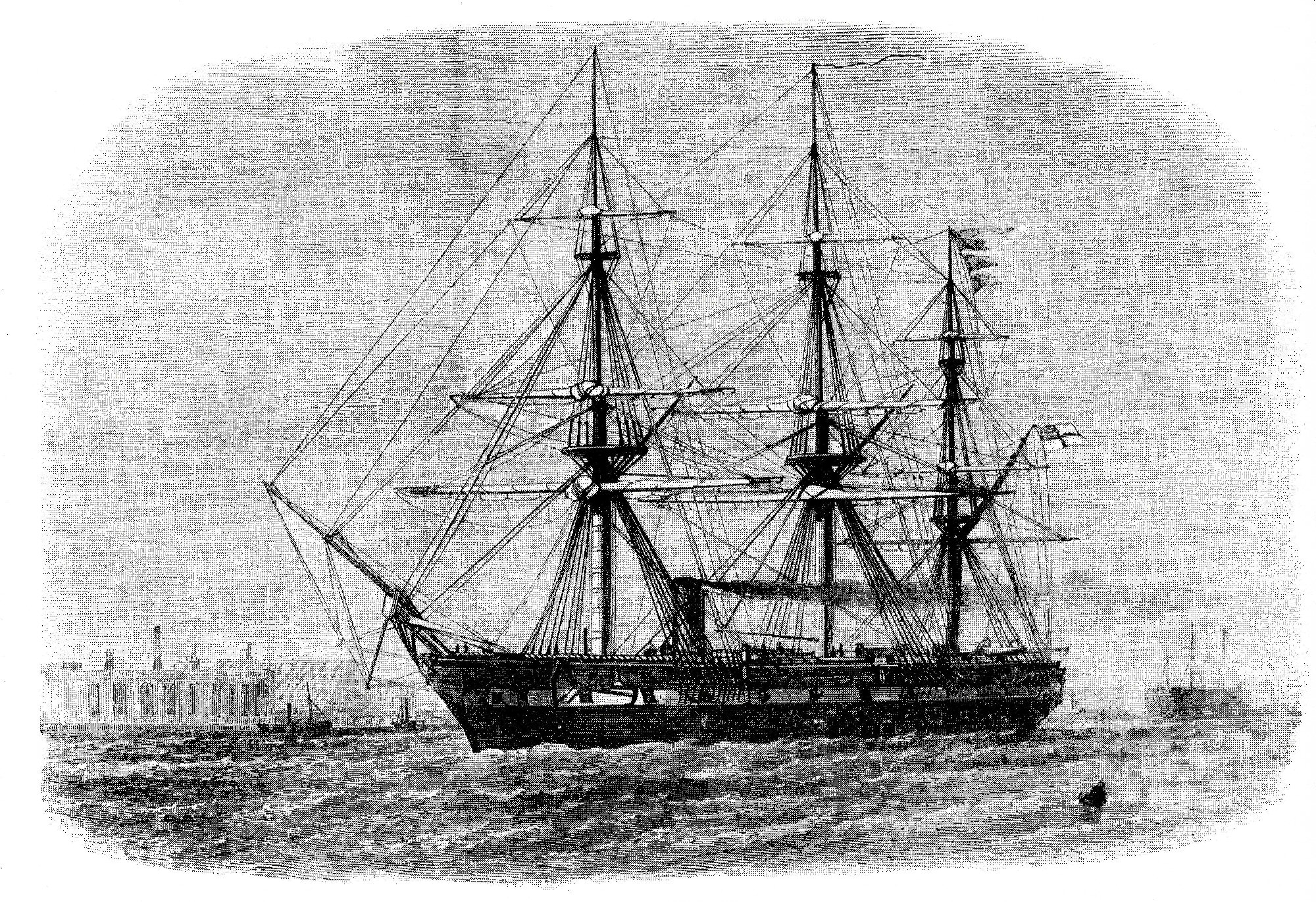
El HMS Challenger.

A mediados del siglo XIX, la exploración y la prospección habían sido reconocidas como un deber importante del Almirantazgo británico, muchas expediciones científicas fueron enviadas pero, indudablemente, la más importante fue la del HMS Challenger que zarpó en 1872. Fue preparada bajo los auspicios del Almirantazgo británico y la Royal Society.

Las características de esta expedición fueron, en primer lugar, el examen muy cuidadoso de la profundidad y el carácter del mar y el agua de mar mediante el cual la oceanografía se estableció como una ciencia separada; segundo, la gran cantidad de lugares remotos visitados; y tercero, la magnífica forma en que se publicaron los resultados científicos del viaje.
Los informes de la expedición Challenger todavía están en uso por naturalistas. La influencia de esta expedición, como culminación de una serie de viajes previos de exploración, fue modificar considerablemente la visión general de la extensión y la variedad de los seres vivos y permitir a los naturalistas formar una imagen de la vida presente en las zonas más profundas.

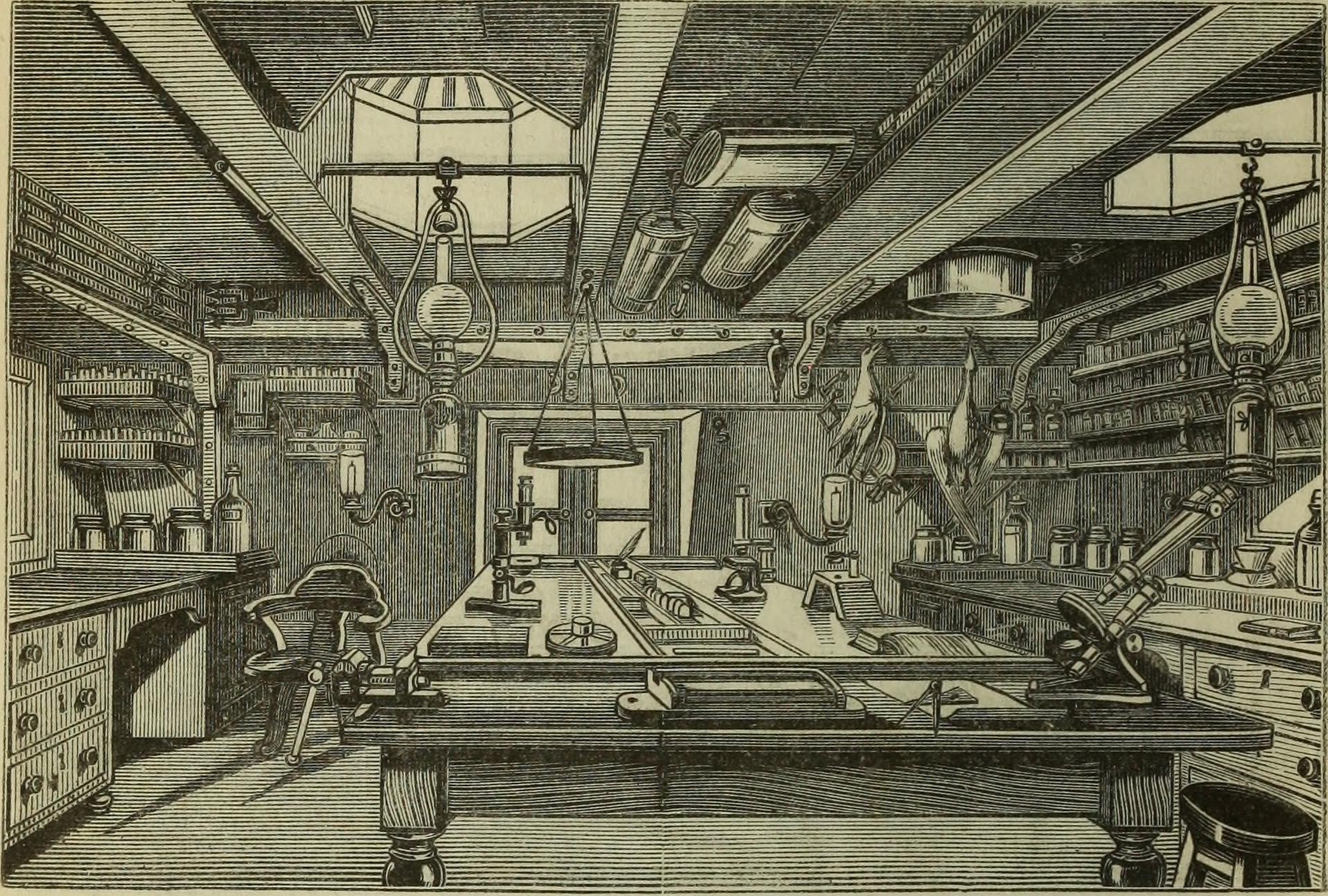
Laboratorio a bordo del Challenger.

La expedición se efectuó a bordo del HMS Challenger, corbeta de madera de propulsión mixta, velas y hélice, que fue puesta bajo el mando del comandante George Strong Nares, quien en diciembre de 1874 fue asignado a una nueva comisión Polar por lo que le entregó el mando al comandante Frank Tourle Thomson. El equipo científico estuvo dirigido por el profesor Charles Wyville Thomson de la Universidad de Edimburgo. La nave zarpó de Portsmouth el 21 de diciembre de 1872, navegó 68 890 millas marinas y efectuó y recogió información en alrededor de 400 estaciones. Se realizaron observaciones físicas, químicas, meteorológicas, magnéticas, geológicas y de historia natural, además de recolectar cientos de especímenes y muestras. Terminado el viaje, en mayo de 1876, comenzó el verdadero trabajo de análisis de los datos científicos y el estudio de las muestras y especímenes. Este trabajo estuvo a cargo de Thomson hasta seis años después de finalizada la expedición en que falleció siendo sucedido por John Murray que en otros 13 años dio por terminado el trabajo que fue publicado en 52 volúmenes y que todavía hoy, se continúan estudiando y son considerados como fundamentales para la oceanografía física y biológica. Los originales de los volúmenes se encuentran depositados en la «Challenger Office», en Edimburgo.

## Era del vapor

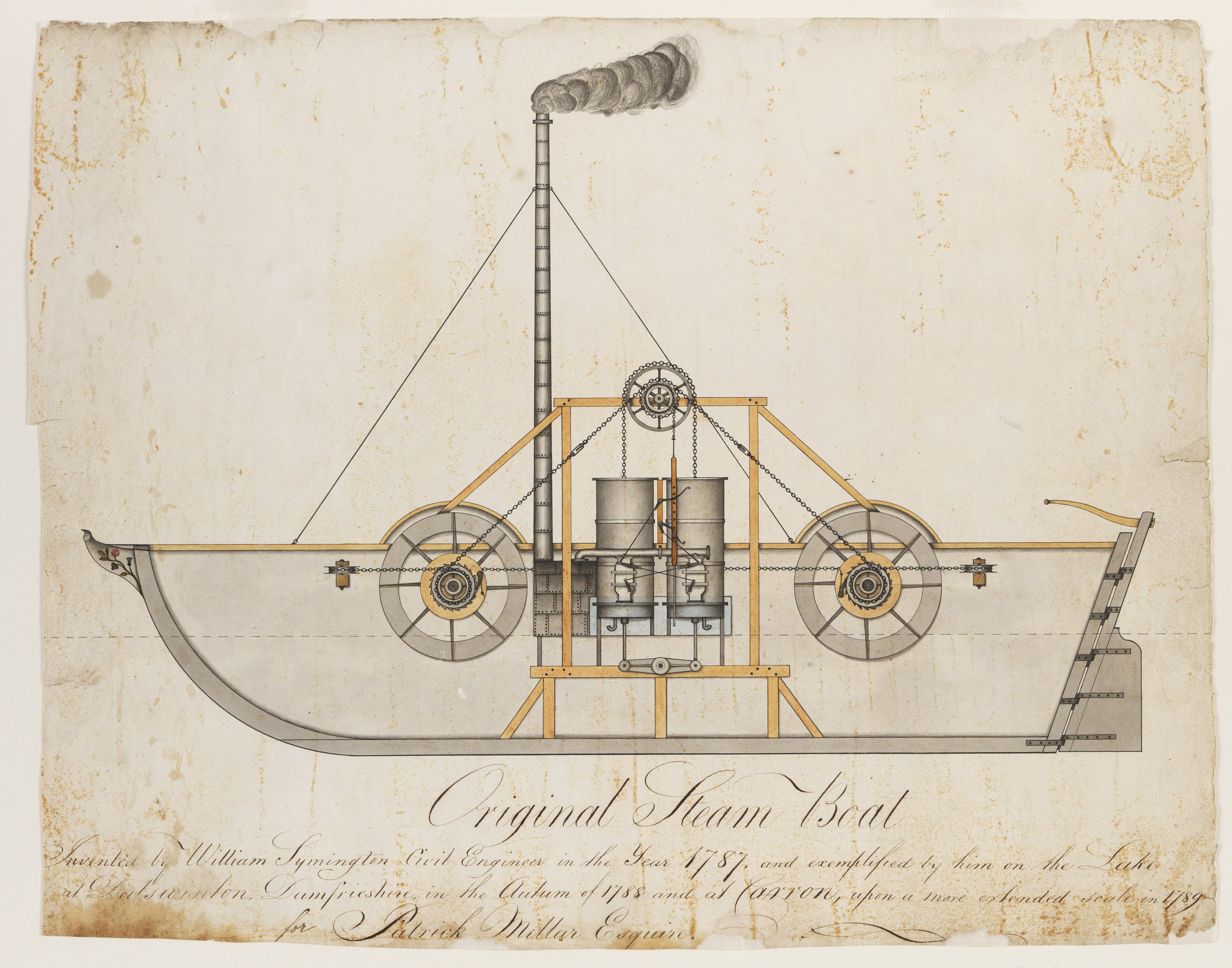
Diseño de la embarcación a vapor de Miller y Symington. Dibujo de William Symington (1787).

Las investigaciones de Denis Papin y luego de Thomas Newcomen en el diseño y construcción de máquinas térmicas, (básicamente, dispositivos capaces de transformar calor en movimiento), permitieron que Claude Jouffroy D'Abbans desarrollara el Palmipède, un barco de 13 metros propulsado mediante paletas movidas por un motor a vapor que navegó por el río Doubs, y en 1793 el Pyroscaphe, una embarcación de 45 m de eslora con impulsores accionados por una máquina con dos cilindros que pudo remontar la corriente del río Saona.
En 1789 el ingeniero William Symington y el banquero Patrick Miller, ambos escoceses, construyeron un barco impulsado por un motor a vapor que logró alcanzar la velocidad de 7 nudos, (unos 12 km/h).
El primer buque comercial que utilizó esta tecnología de propulsión fue nombrado Clermont, desarrollado por Robert Fulton y que navegó por primera vez las aguas del río Hudson en 1807. La impresión que causó en los observadores hizo que el buque fuera apodado coloquialmente como «el monstruo de Fulton».
La propulsión a vapor implicaba que debían cargarse grandes cantidades de combustible, típicamente leña, para alimentar las calderas. Esto disminuía de manera significativa el espacio aprovechable para la carga de mercaderías. Paralelamente, las ruedas y paletas hacían que los buques fueran poco estables y perdieran gobernabilidad en los mares, excepto cuando las condiciones eran de absoluta calma. Durante décadas se utilizaron barcos híbridos, (vela-vapor), para la navegación oceánica, con la propulsión a vapor usada únicamente ante la ausencia de viento.

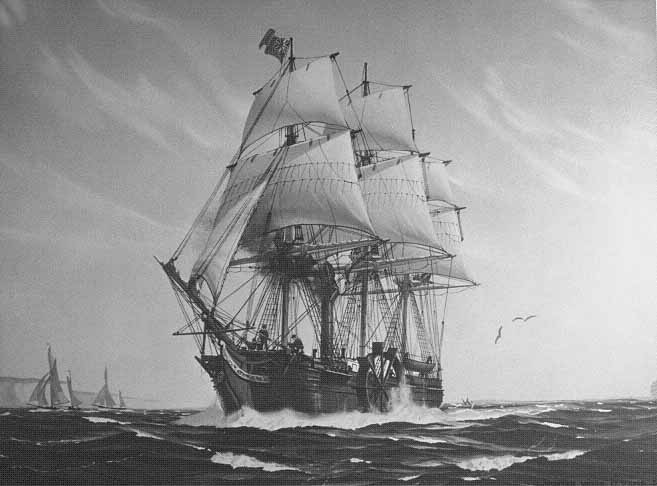
SS-Savannah.

El Savannah, un velero al que se le había agregado un motor a vapor, partió de Estados Unidos y cruzó el Atlántico en 29 días; llegó a Liverpool el 20 de junio de 1819. Tenía la particularidad de que las ruedas podían retirarse del agua cuando no era necesario utilizarlas, condición que lo hacía más gobernable y equilibrado.
En abril de 1838 el Sirius y el Great Western cruzaron el Atlántico entre Bristol y Nueva York en 18 y 15 días, respectivamente. El Great Western fue la primera nave de la naciente compañía Great Western Steamship Company. En los años siguientes atravesó el Atlántico varias veces sentando las bases de la navegación regular entre Europa y Norteamérica.
La propulsión a vapor demoraría unos años en ser aceptada para usos militares, ya que los marinos argumentaban que las grandes ruedas y el motor ubicados en puntos visibles eran un blanco fácil para el enemigo. La solución llegaría con las hélices, dispositivo ideado por Josef Ressel y mejorado por John Ericsson, que reemplazaría las ruedas de palas. Más adelante, la turbina de vapor desarrollada por Charles Algernon Parsons y probada por primera vez en el buque experimental Turbinia cambiaría radicalmente el diseño de los barcos y las condiciones de la navegación marítima.

## SiglosXXyXXI
El siglo XX estuvo caracterizado por avances científicos y tecnológicos, transformaciones socioeconómicas y los conflictos bélicos más extendidos y profundos que hubiera enfrentado la humanidad en su historia.

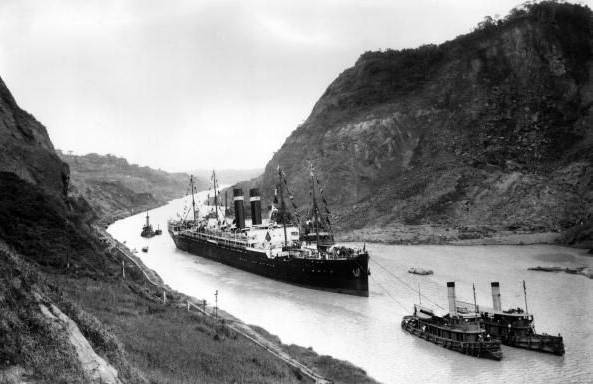
El canal de Panamá en 1915.

El canal de Suez, inaugurado en 1869, une los mares Mediterráneo y Rojo. El canal de Panamá, inaugurado en 1914, une el mar Caribe con el océano Pacífico. Ambos representaron nuevas rutas que alterarían de modo definitivo el tiempo y los riesgos de las travesías marítimas entre los continentes.
Rudolf Diesel presentó su primer motor de combustión interna en 1897, y pocos años después, el mercante ruso Vandal iniciaba la etapa de propulsión diésel, al incorporar motores diésel que alimentaban a otros eléctricos que se aplicaban a las hélices. Con ello se solventaba la imposibilidad de inversión de giro de los primeros.
La evolución de los motores y el uso de combinaciones de tecnologías en busca de maximizar las ventajas y minimizar las debilidades de los distintos métodos de propulsión, dio lugar al desarrollo de sistemas combinados conocidos por sus siglas como CODOG, (Combined Diesel or Gas -- Combinado diésel o gas); CODAG, (Combined Diesel and Gas -- Combinado diésel y gas) y COGAG, (COmbined Gas And Gas - Combinado gas y gas), entre otros.
El NS Savannah realizó su viaje inaugural en 1962. Fue el primer buque mercante en utilizar propulsión nuclear. Pese a las enormes expectativas que causó esta innovación, los riesgos potenciales hicieron que pocos años después se descartara este sistema de propulsión en buques civiles, a diferencia de los buques y submarinos militares que lo siguen utilizando.

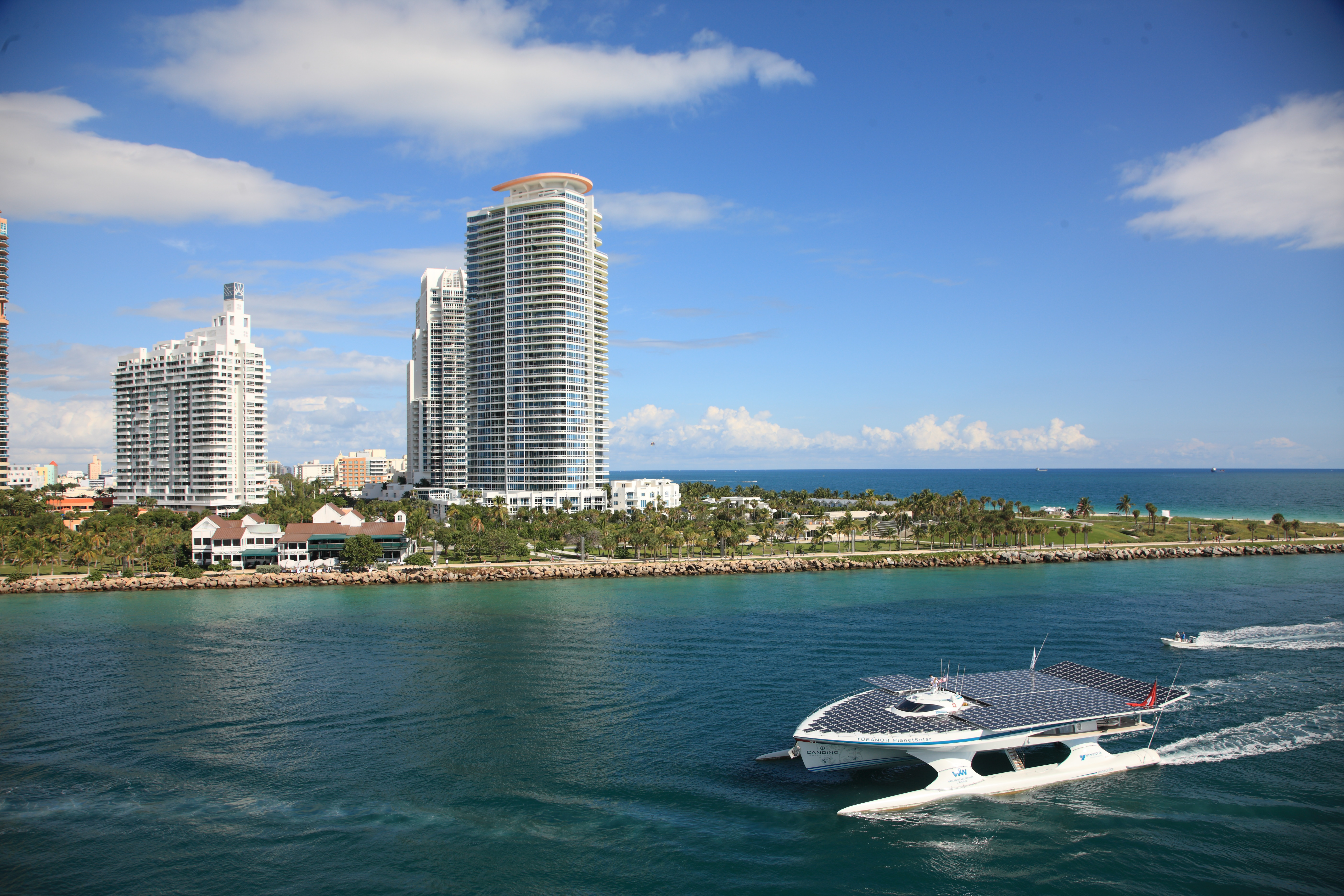
Tûranor PlanetSolar en Miami.

La primera crisis del petróleo puso en alerta a los países industrializados, cuyos modelos de desarrollo se basan en energía derivada de combustibles fósiles. Los investigadores y científicos comenzaron a desarrollar teorías y modelos basados en el aprovechamiento de energías renovables.
Hacia 2017, unos 1000 barcos solares prestaban diferentes servicios, aunque persisten las dudas acerca de las reales posibilidades de este tipo de propulsión para reemplazar totalmente los grandes motores de combustión interna.
La necesidad de disponer de amplias superficies donde ubicar los paneles fotovoltaicos y la preocupación por reducir al máximo las pérdidas de energía, han dado lugar al desarrollo de diseños especiales. El Tûranor PlanetSolar, con 512 m² de paneles solares es un ejemplo de este tipo de proyectos.
La posibilidad de impulsar una embarcación utilizando energía solar también permite mejorar el transporte y la comunicación de comunidades aisladas y alejadas de centros urbanos.

### Usos militares

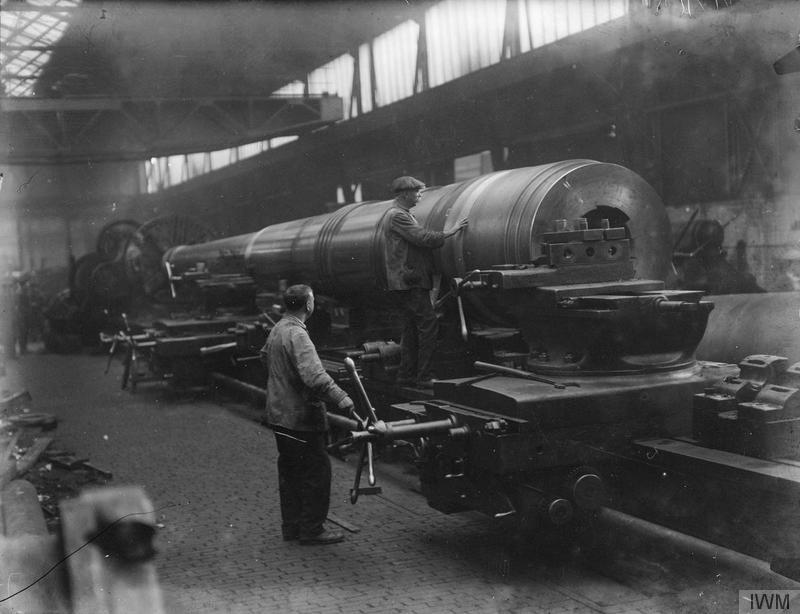
Fabricando un cañón naval de 15 pulgadas en Inglaterra.

Para tener una idea de la magnitud de las guerras del siglo XX hay estudios que consideran que entre los años 1816 y 1965 hubo 74 conflictos armados locales, regionales o mundiales. Ordenados por el número de muertos, los cuatro primeros ocurrieron en el siglo XX y fueron: la Primera y Segunda Guerra Mundial, la guerra Japón - China de 1937-1939 y la de Corea de 1950-1953. En estos cuatro conflictos murieron en combate más de un millón de hombres. En el siglo XIX, en la mayor confrontación murieron 150 000 hombres. Por lo tanto podemos decir que el siglo XX dio comienzo a la “edad de las matanzas”.
La guerra moderna afectó a todos los ciudadanos, gran número de ellos fueron movilizados. La fabricación de armamento afectó fuertemente la economía, causó una destrucción elevadísima y transformó por completo la vida de los países en conflicto. Estas características fueron propias de los conflictos del siglo XX; antes fue excepcional la participación masiva de toda la sociedad.

#### Primera Guerra Mundial

Ruta de la escuadra alemana del Asia oriental (1914-1915).

La Primera Guerra Mundial comenzó el 28 de julio de 1914 y finalizó el 11 de noviembre de 1918. Se enfrentaron la Triple Alianza formada por el Imperio alemán y el Imperio austrohúngaro contra la Triple Entente formada por el Reino Unido, Francia y el Imperio ruso. Según avanzó la guerra, el Reino de Italia, el Imperio del Japón y Estados Unidos se unieron a la Triple Entente, mientras el Imperio otomano y el Reino de Bulgaria se unieron a la Triple Alianza.
Al comienzo de la guerra, el Imperio Alemán tenía cruceros dispersos por todo el mundo, la Royal Navy los persiguió sistemáticamente con pobres resultados. Por ejemplo, el crucero ligero alemán SMS Emden, separado del escuadrón de Asia Oriental estacionado en Qingdao, incautó o destruyó 15 buques mercantes, así como hundió un crucero ruso y un destructor francés.
Poco después del estallido de las hostilidades, Gran Bretaña inició el bloqueo naval contra Alemania y minó aguas internacionales para evitar que los barcos navegaran por grandes partes del océano, poniendo en peligro incluso a los buques neutrales. Esta estrategia resultó efectiva pues cortó suministros militares y civiles, vitales para Alemania.
Los U-boote alemanes intentaron cortar las líneas de suministro entre Norteamérica y Gran Bretaña. La naturaleza de la guerra submarina significó que los ataques a menudo venían sin previo aviso, dando a las tripulaciones de los buques mercantes pocas esperanzas de supervivencia. Después del hundimiento del buque de pasajeros RMS Lusitania en 1915, Alemania se comprometió a no atacar transatlánticos. Finalmente, a principios de 1917, Alemania adoptó una política de guerra submarina irrestricta al comprobar que los estadounidenses entrarían en la guerra.
La amenaza submarina disminuyó para los aliados en 1917 cuando los buques mercantes comenzaron a navegar en convoyes escoltados por destructores que empleaban cargas de profundidad contra los submarinos. Las pérdidas se redujeron significativamente pero el sistema de convoyes hizo más lento el flujo de suministros, la solución a los retrasos fue un programa masivo de construcción de buques mercantes.
La Primera Guerra Mundial fue el conflicto bélico en el que se emplearon por primera vez portaviones en combate, con el HMS Furious lanzando Sopwith Camel. Las principales batallas de la guerra fueron la de Coronel y de las Malvinas, la de Jutlandia y la submarina.

##### Batalla de Coronel

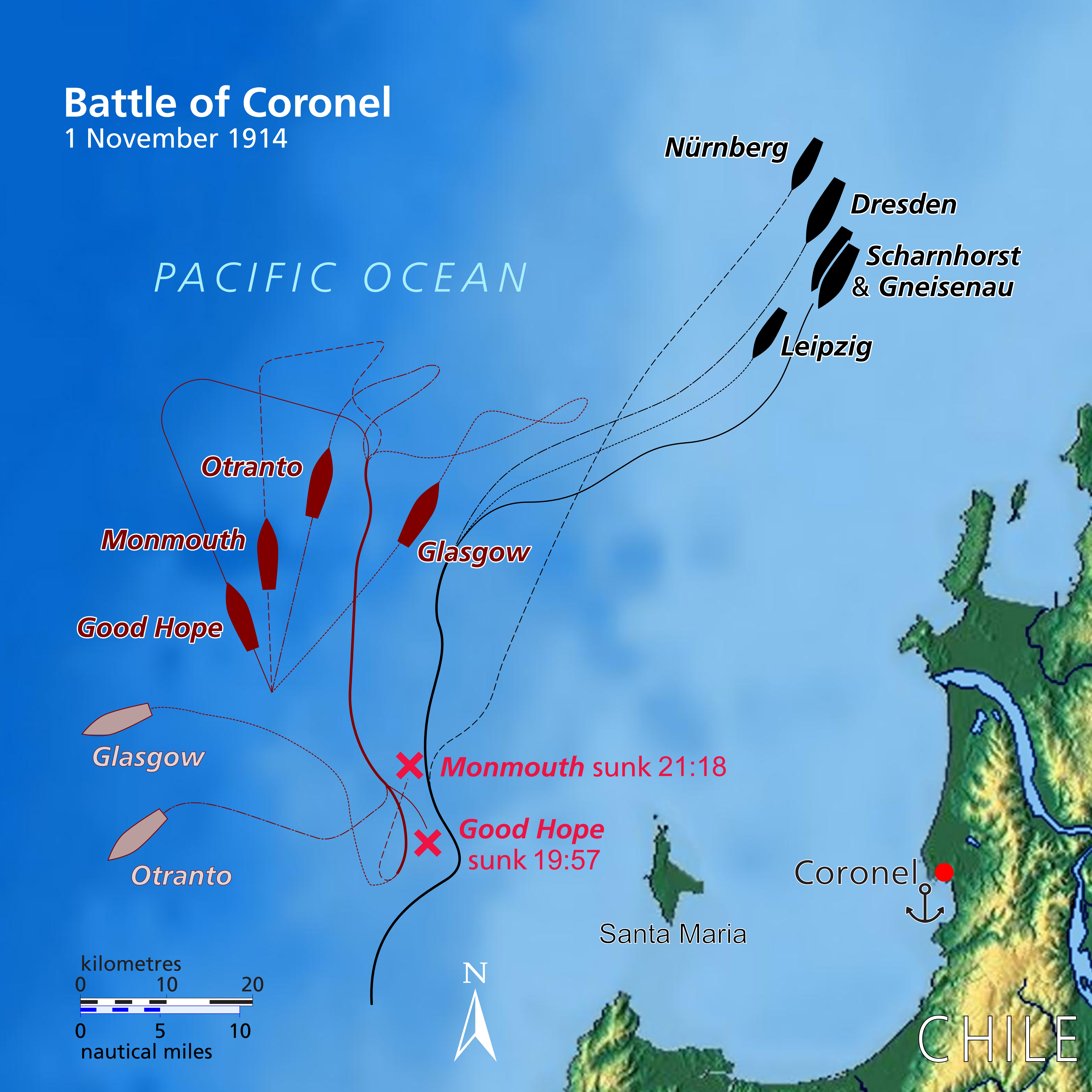
La batalla de Coronel.

La Batalla de Coronel fue una notable victoria naval alemana que se libró el 1 de noviembre de 1914. A principios de octubre de 1914 el almirantazgo británico tuvo evidencia que el escuadrón del Asia Oriental de la marina alemana, bajo el mando del vicealmirante Graf Maximilian von Spee se estaba moviendo hacia la costa oeste de América del Sur donde su presencia amenazaría las vitales líneas de suministro de Chile a Gran Bretaña. El contraalmirante Christopher Cradock, que mandaba un escuadrón formado apresuradamente por los anticuados cruceros Good Hope y Monmouth, el crucero liviano Glasgow y el mercante armado Otranto, recibió instrucciones de patrullar y proteger el comercio a lo largo de la costa de Chile. Con la excepción del Glasgow, estos buques estaban tripulados principalmente por antiguos reservistas y en parte por marinos sin entrenamiento. A las 4:25 p. m. del 1 de noviembre los buques británicos avistaron al escuadrón alemán formado por los cruceros de primera clase Scharnhorst y Gneisenau, y los cruceros livianos Leipzig, Dresden y Nürnberg todos tripulados por personal con largos años de servicio a bordo.
Cradock inició el ataque dos horas más tarde pero su situación ya era desesperada, porque von Spee además de tener mayor fuerza, alcance y velocidad, tenía asegurada la posición cercana a la costa, de modo que el crepúsculo cubría las naves alemanas mientras que los británicos se recortaban contra el sol poniente. Pasada una hora el Good Hope explotó perdiéndose con toda su tripulación. El Monmouth estaba incendiándose , el Otranto se había retirado y solo el Glasgow podía continuar la batalla. El comandante del Monmouth ordenó al Glasgow que escapara y poco antes de las 9 p. m. el Mounmouth con toda su tripulación, que se negó a rendirse, fue hundido por el Nürnberg.
Von Spee obtuvo la victoria a un costo insignificante, pero los británicos se vengaron por completo cinco semanas más tarde en la batalla de las Malvinas.

##### Batalla de las Malvinas

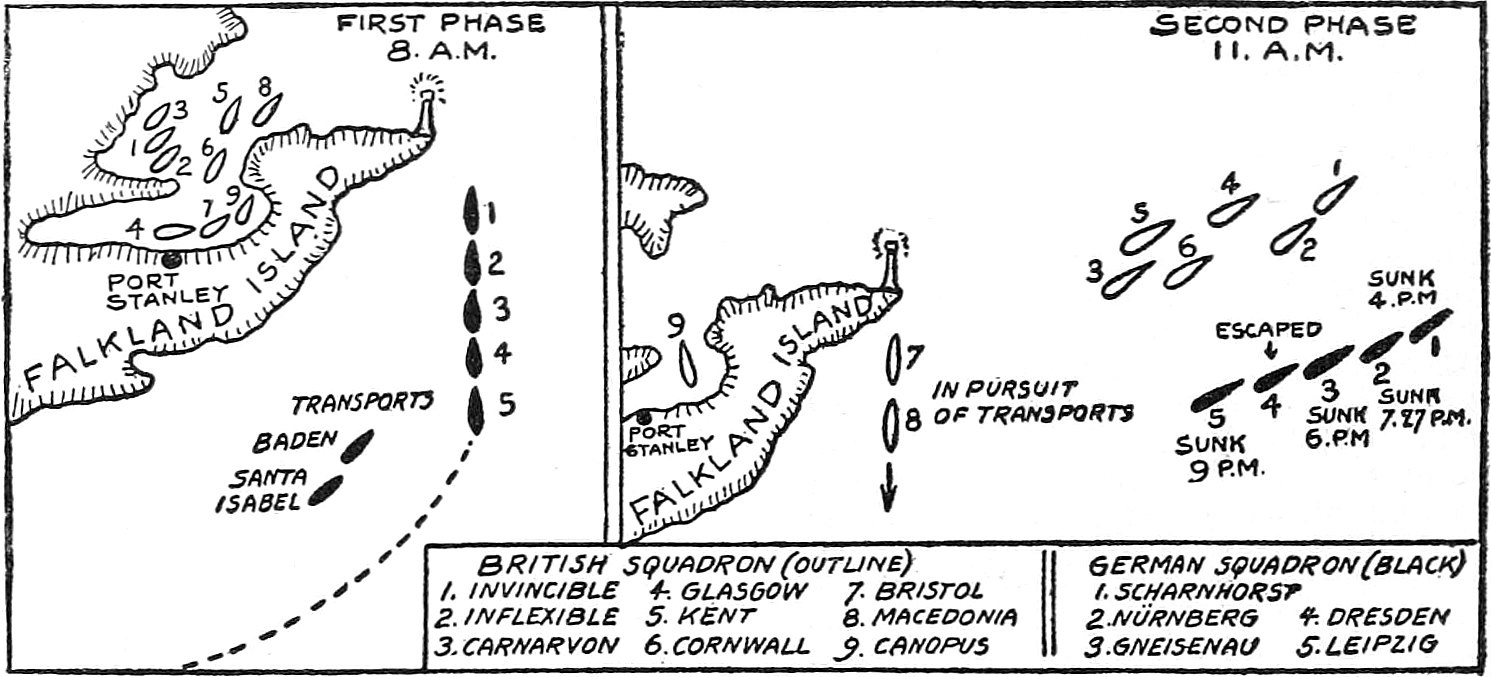
Dos momentos de la batalla.

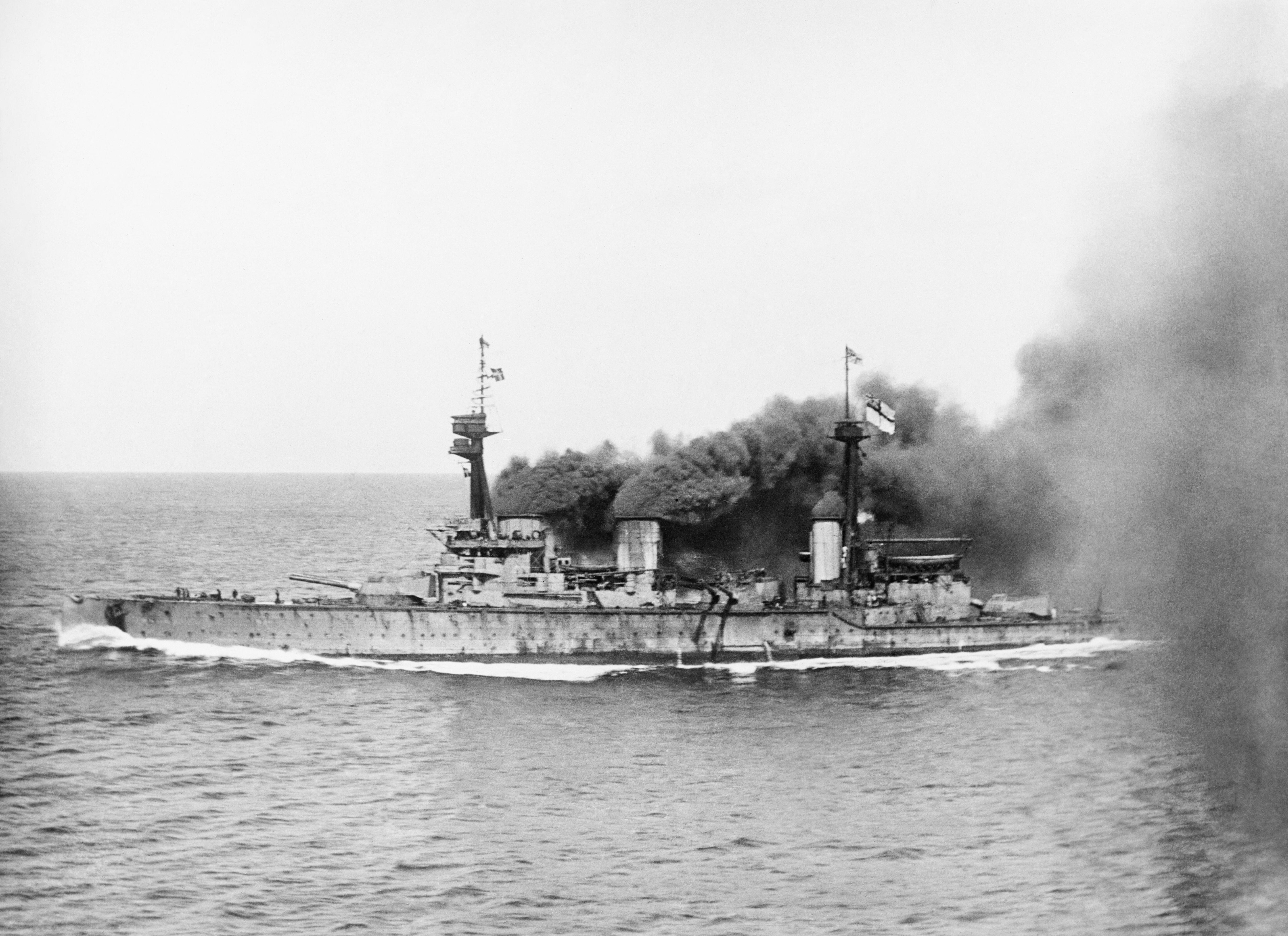
El HMS Invincible iniciando la persecución.

Cuando el Almirantazgo británico supo de la batalla de Coronel del 1 de noviembre de 1914, tomó medidas inmediatas para restablecer la supremacía de la armada real en el mar y eliminar la amenaza que el escuadrón alemán, bajo el mando del vicealmirante Maximilian von Spee, constituiría para su comercio marítimo si ingresaba al Atlántico.
Para ello envió a las islas Malvinas, la principal base británica y estación de abastecimiento de carbón en el Atlántico sur, a dos cruceros de batalla, el HMS Invincible y el HMS Inflexible, que zarparon de Devonport el 11 de noviembre de ese año bajo el mando del vicealmirante Frederick Doveton Sturdee. Otros buques se les unieron en la travesía y el 7 de diciembre recalaron a Puerto Stanley los dos cruceros de batalla, acompañados por tres cruceros de la clase county, dos cruceros ligeros y el mercante armado Mecedonia. El crucero de batalla HMS Canopus estaba estacionado en Puerto Stanley como buque de guardia.
Sturdee ordenó al Macedonia que patrullara fuera del puerto y el resto de su flota comenzó inmediatamente a embarcar carbón. A las 8:30 a.m. del día siguiente los vigías informaron el avistamiento del escuadrón de von Spee, integrado por los cruceros acorazados SMS Scharnhost y SMS Gneisenau y los cruceros ligeros SMS Nürnberg, SMS Leipzig y SMS Dresden.

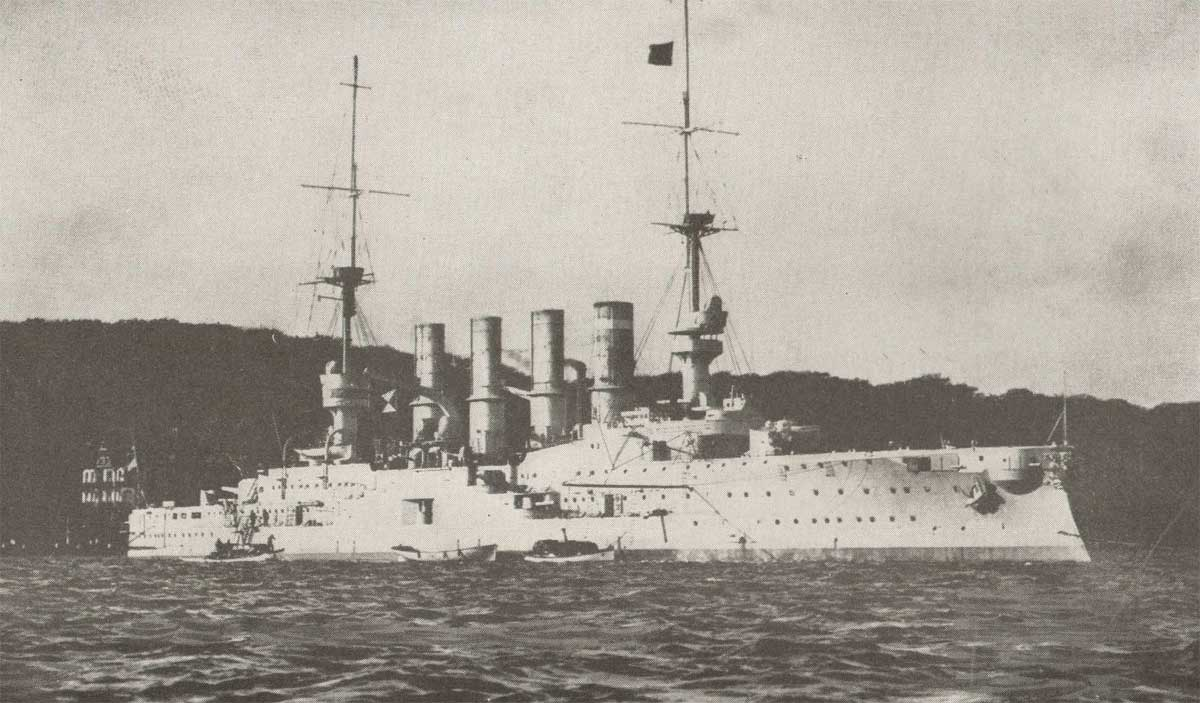
SMS Gneisenau.

No se sabe exactamente por qué el almirante alemán decidió atacar las islas Malvinas, pero con toda seguridad nadie en los buques alemanes sospechaba la presencia allí de los cruceros de batalla británicos. Los buques alemanes se presentaron y al ver las naves inglesas se retiraron. El día estaba despejado, la visibilidad era excelente, los buques británicos zarparon del puerto y la distancia entre las dos flotas se estrechó rápidamente. A la 1:20 p. m. von Spee intentó proteger a sus cruceros ligeros ordenando al Sharnhorst y al Gneisenau que se volvieran y aceptaran la batalla. Sturdee, sin embargo, había previsto esta maniobra, por lo que envió a los cruceros ligeros Cornwall y Kent que persiguieran al Leipzig, Dresden y Nürnberg, mientras que los cruceros de batalla se enfrentaban a los buques blindados germanos.

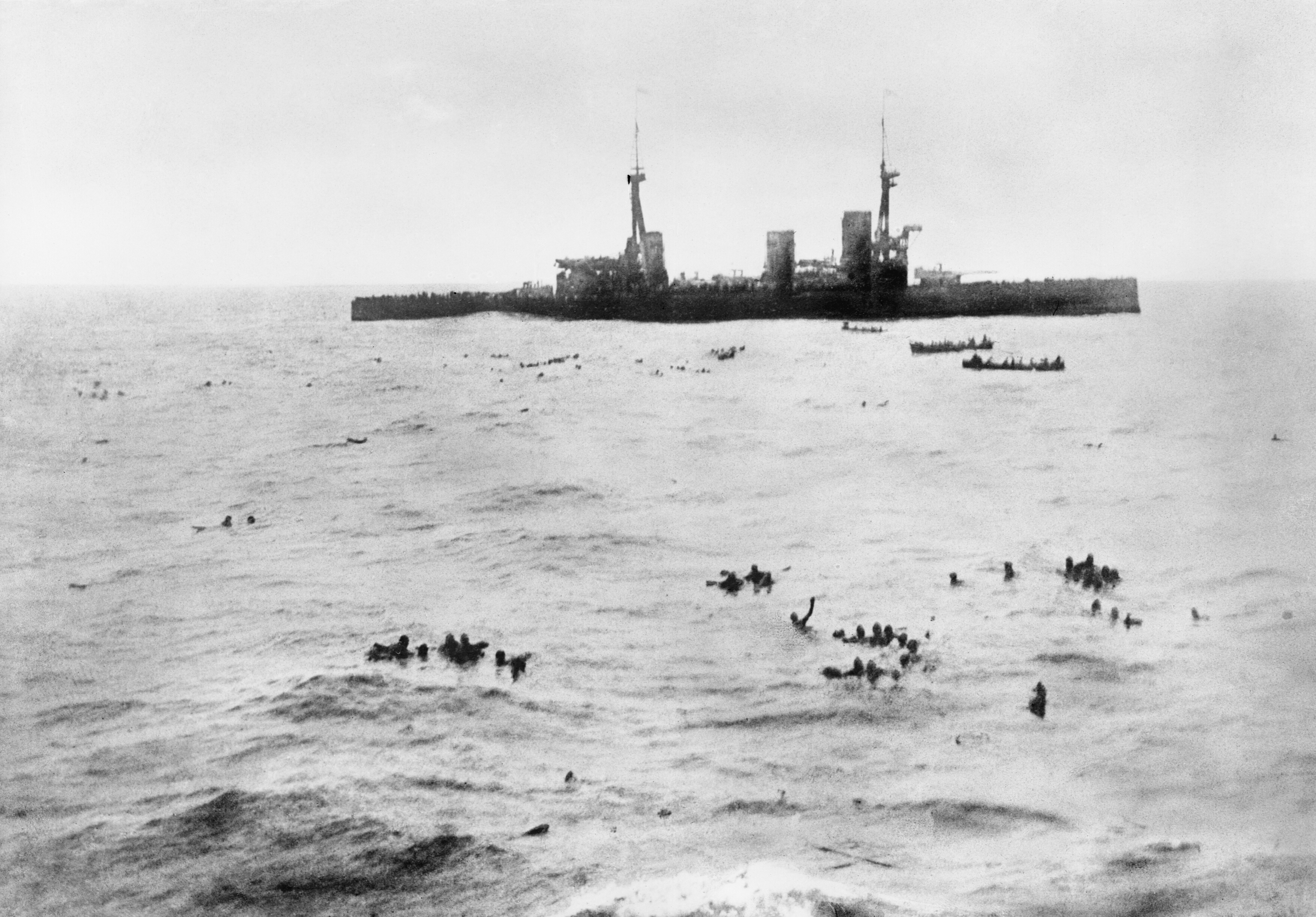
El HMS Inflexible rescatando sobrevivientes del SMS Gneisenau.

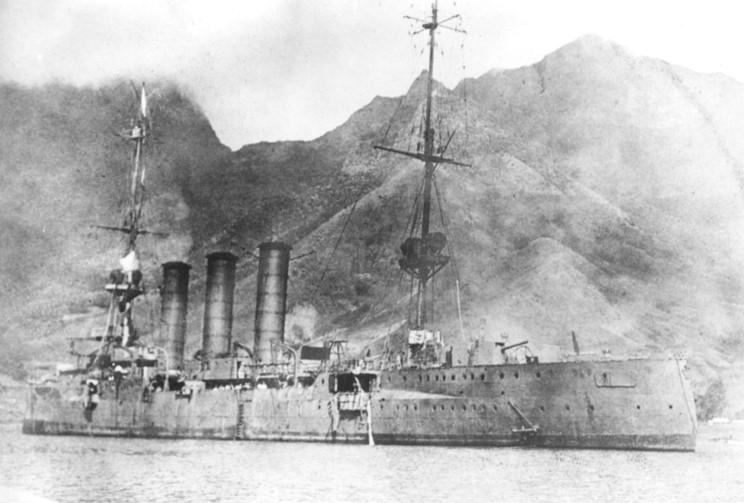
SMS Dresden en el Archipiélago Juan Fernández.

La artillería alemana era excelente pero las naves no tenían protección contra las granadas de 12 pulgadas de los cruceros de batalla británicos. A las 4 p. m. el Scharnhorst estaba muy dañado, sus chimeneas habían desaparecido, sus cañones estaban fuera de combate y tenía incendios a proa y popa; a las 4:17 p. m. se ladeó sobre su costado y se hundió llevándose consigo el almirante alemán y a toda la dotación. El Gneisenau luchó contra los dos cruceros de batalla y el crucero Carnarvon hasta que todos sus cañones estuvieron fuera de combate. A las 5:40 p. m. su comandante ordenó dinamitar su casco y el barco se hundió poco después de las 6 p. m. siendo salvados 187 tripulantes.
De los cruceros ligeros alemanes, el Nürnberg se hundió a las 7:27 p. m. después de combatir con el Kent. El Leipzig se hundió poco después de las 9 p. m. luego de una larga acción contra el Corwall y el Glasgow. El Dresden escapó pero fue perseguido y finalmente el 14 de marzo de 1915 fue hundido por su propia tripulación en la bahía Cumberland del archipiélago Juan Fernández. Hubo 7 sobrevivientes del Nürnberg y 18 del Leipzig. Las bajas británicas solo ascendieron a 10 muertos y 15 heridos.

##### Batalla de Jutlandia
La batalla de Jutlandia fue el mayor combate naval de la Primera Guerra Mundial. Ocurrió el 31 de mayo de 1916 en el Mar del Norte frente a la costa de Dinamarca, entre las dos flotas de combate más poderosas que se conocían: la gran flota británica y la flota alemana de alta mar.

Mapa de la batalla.

El enfrentamiento había sido largamente preparado y esperado ansiosamente por los británicos, quienes con su fuerza superior esperaban aniquilar a la flota alemana, pero fue un plan alemán el que lo provocó. El almirante Reinhard Scheer, al mando de la flota alemana de alta mar, era consciente de que la capacidad de Gran Bretaña para proseguir la guerra se basaba en su poder naval y dominio de los mares; su propia flota no era lo suficientemente poderosa como para desafiar esa fuerza mientras permaneciera concentrada, pero si pudiera lograr que esta se dispersara podría ser posible que la flota de alta mar la destruyera por partes. Parte de ese plan ya se había puesto en ejecución. Durante la noche del 24 de abril, Lowestoft fue bombardeado por el crucero de batalla Seydlitz con el resultado de que el comandante en jefe británico, almirante John Jellicoe, envió al puerto de Rosyth al 5.º escuadrón de batalla desde la base principal en Scapa Flow para aumentar la flota de cruceros de batalla del vicealmirante David Beatty allí estacionado. Fue esta fuerza la que el almirante Scheer planeó atraer y destruir antes de que el resto de la gran flota pudiera zarpar de Scapa Flow para su rescate.

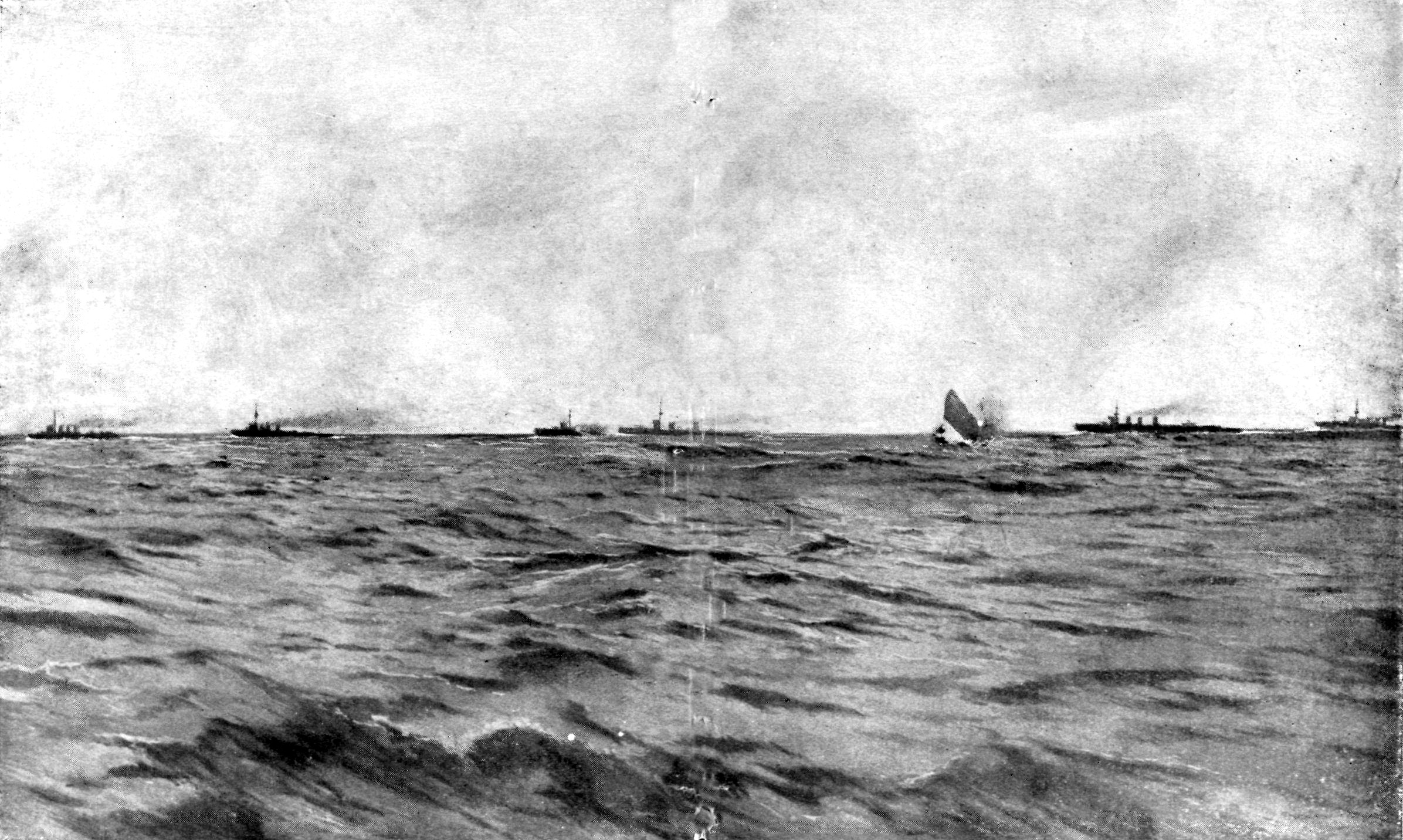
La batalla.

El plan era simple. Los grupos de exploración de la flota de alta mar consistentes en los cruceros de batalla Lützow, Derfilinger, Seydlitz, Moltke y Von der Tann, acompañados por cuatro cruceros ligeros y bajo el mando del vicealmirante Franz von Hipper, navegarían hacia el norte desde Wilhelmshaven hasta un punto de la línea de la costa noruega. Esta fuerza sería seguida por los escuadrones de batalla de la flota de alta mar dejando un intervalo de aproximadamente 50 millas y en esta brecha se esperaba que el escuadrón sur de la gran flota sería atraída simplemente por la presencia del grupo de exploración alemán en aguas tan lejanas de su base. A las 3:40 a. m. del 30 de mayo el almirante alemán envió la señal que dio inicio a este plan.
Por desgracia para el almirante Scheer, esta señal fue interceptada por las estaciones de escucha británicas y aunque sus detalles exactos no se entendieron completamente era obvio, por su amplia distribución, que era inminente un movimiento a gran escala de la flota de alta mar.
Con esta información Jellicoe ya antes de las 10:30 p. m., incluso antes de que los grupos exploradores alemanes hubiesen abandonado la cuenca de Jade, toda la gran flota británica estaba en el mar y se encontraba cerca de la entrada del Skagerrak, justo al frente de la ruta que planeaba navegar la flota alemana. Hipper se hizo a la mar con su grupo a las 1:00 a. m. del 31 de mayo, la vanguardia de una flota de 100 naves tripuladas por 45 000 hombres que aunque no lo sabían, debían enfrentarse con 145 naves y 60 000 hombres en la mayor batalla naval de la historia.
Los británicos sufrieron mayores pérdidas que los alemanes en barcos y hombres: tres cruceros de batalla, tres cruceros y ocho naves torpederas habían sido hundidas contra un acorazado, un crucero de batalla, cuatro cruceros ligeros y cinco naves torpederas perdidas por los alemanes; 6274 hombres de la gran flota habían muerto o caído prisioneros contra 2545 hombres muertos en la flota de alta mar.
El hecho significativo, sin embargo, fue que a pesar de estas pérdidas, la gran flota continuó dominando el mar del Norte y en el tiempo restante de la guerra, la flota alemana efectuó solo dos salidas a la mar y en ambas tuvo que regresar rápidamente a buscar el refugio de su base. Cuando en noviembre de 1918, se le ordenó a la flota alemana hacerse a la mar, estalló un motín que presagió el colapso de la Alemania imperial.

##### La guerra submarina
La guerra submarina fue una forma relativamente nueva de guerra naval que comenzó principalmente desde la Primera Guerra Mundial y en este aspecto, paralela a la historia de la guerra aérea y la guerra de tanques. Fue posible gracias al desarrollo tecnológico, durante los primeros años del siglo XX, del submarino propiamente tal y del periscopio, el torpedo y la radio.

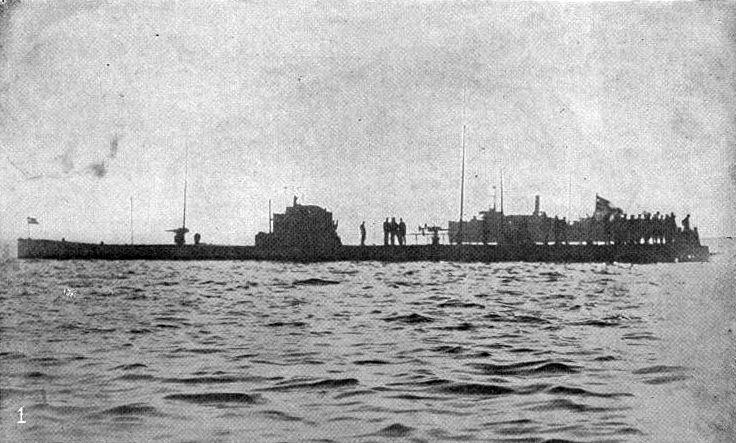
El U-53.

A principios del siglo XX, Francia lideró el desarrollo de los submarinos, pero fue Alemania quien primero los empleó en la guerra como sustitutos de los buques corsarios.

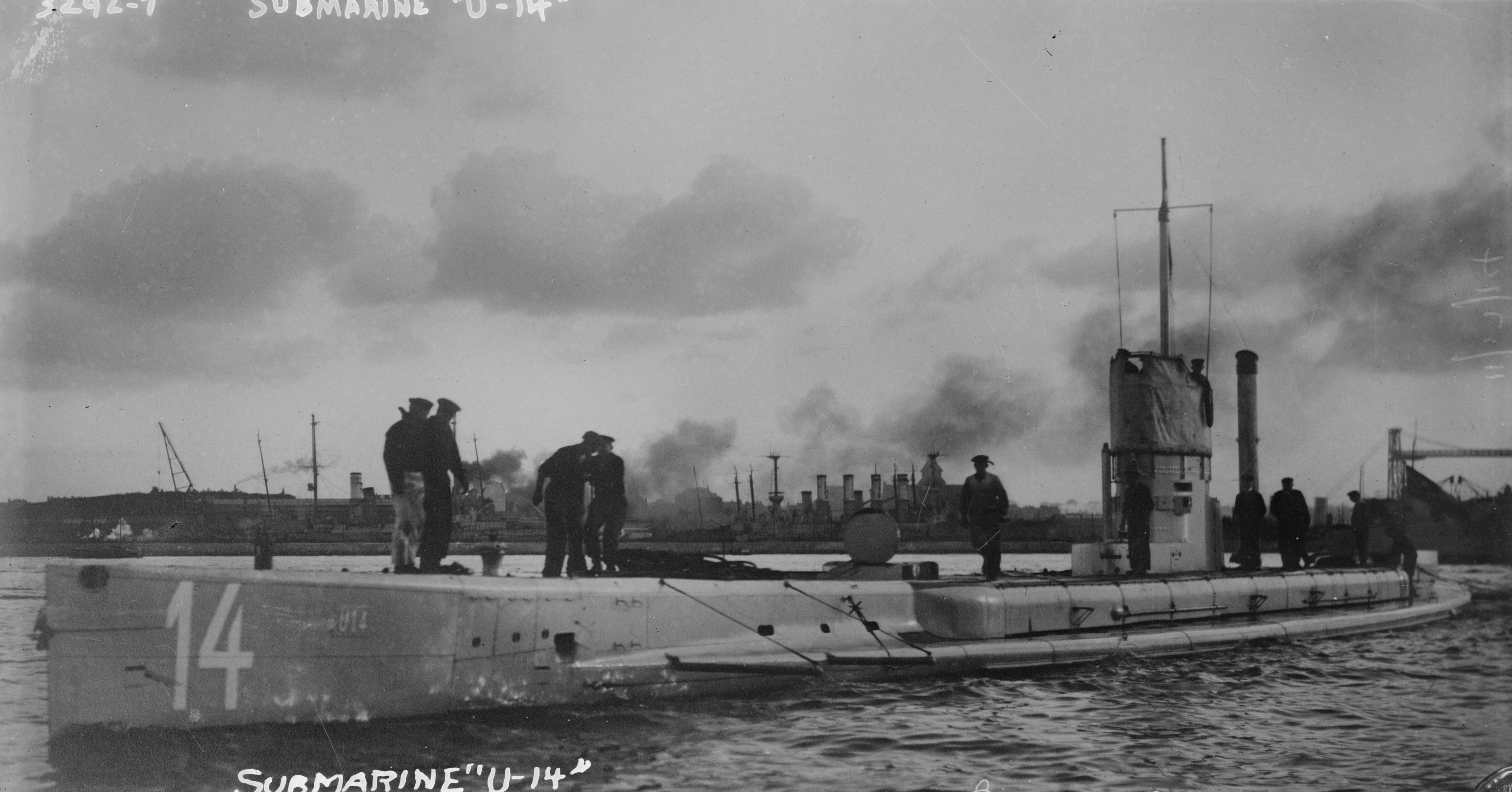
El U-14.

Al comienzo de la Primera Guerra Mundial, los submarinos alemanes, aunque solo eran 28, lograron un éxito notable contra los buques de guerra británicos, pero debido a las reacciones de potencias neutrales, especialmente los Estados Unidos, Alemania dudó antes de adoptar la guerra submarina sin restricciones contra los buques mercantes. La decisión de hacerlo, en febrero de 1917, fue en gran parte responsable de la entrada de los Estados Unidos en la guerra.
La campaña submarina se convirtió en una carrera entre el hundimiento de buques mercantes por los alemanes y la construcción de barcos mercantes por los aliados para reemplazarlos, principalmente de parte de los Estados Unidos. En abril de 1917 fueron hundidas 430 naves aliadas y neutrales con un total de 852 000 toneladas y parecía probable que la apuesta alemana tendría éxito. Sin embargo, la introducción de convoyes, la llegada de numerosos destructores de los Estados Unidos y la gran cantidad de astilleros estadounidenses cambiaron el panorama. Al final de la guerra, Alemania había construido 344 submarinos y tenía 226 en construcción. El máximo de la fuerza submarina de 140 unidades se alcanzó en octubre de 1917, pero nunca hubo a la vez más de 60 en la mar, sin embargo, este número comparativamente pequeño de submarinos dio cuenta de casi el 90 % de las pérdidas del transporte aliado. Los términos del armisticio requirieron que Alemania y Austria entregaran todos sus submarinos y el Tratado de Versalles les prohibió poseer submarinos en el futuro.
Debido a que los buques de superficie alemanes y austriacos estuvieron confinados dentro del Mar del Norte y el Mar Adriático, respectivamente, y sus barcos mercantes fueron barridos rápidamente de los mares, los submarinos aliados nunca pudieron encontrar abundantes blancos. Pero los submarinos británicos penetraron en el Báltico en 1914-1915 y en el mar de Mármara durante la campaña de Galipoli de 1915. En ambos casos, algunos submarinos causaron una interrupción considerable del tráfico de suministros.
Los submarinos emplearon tres tipos de armas en la Primera Guerra Mundial: el torpedo, la mina y el cañón. El torpedo era el arma natural del submarino, ya que podía ser lanzado mientras el submarino estaba completamente sumergido y se estaba aproximando a su objetivo sin ser detectado; los campos de minas también podían colocarse de la misma manera sigilosa, pero para usar sus cañones, el submarino tenía que salir a la superficie donde estaba en desventaja contra el buque de guerra de superficie o el mercante armado porque carecía de blindaje protector y llevaba solo unos pocos cañones pequeños en la cubierta. Al comienzo de la Primera Guerra Mundial, los submarinos usaban el fuego de artillería contra los buques mercantes, pero cuando estos últimos fueron armados, los submarinos prefirieron no enfrentarlos ya que los buques mercantes generalmente montaban cañones más poderosos.

#### Segunda Guerra Mundial

##### La guerra en el Atlántico y en aguas europeas

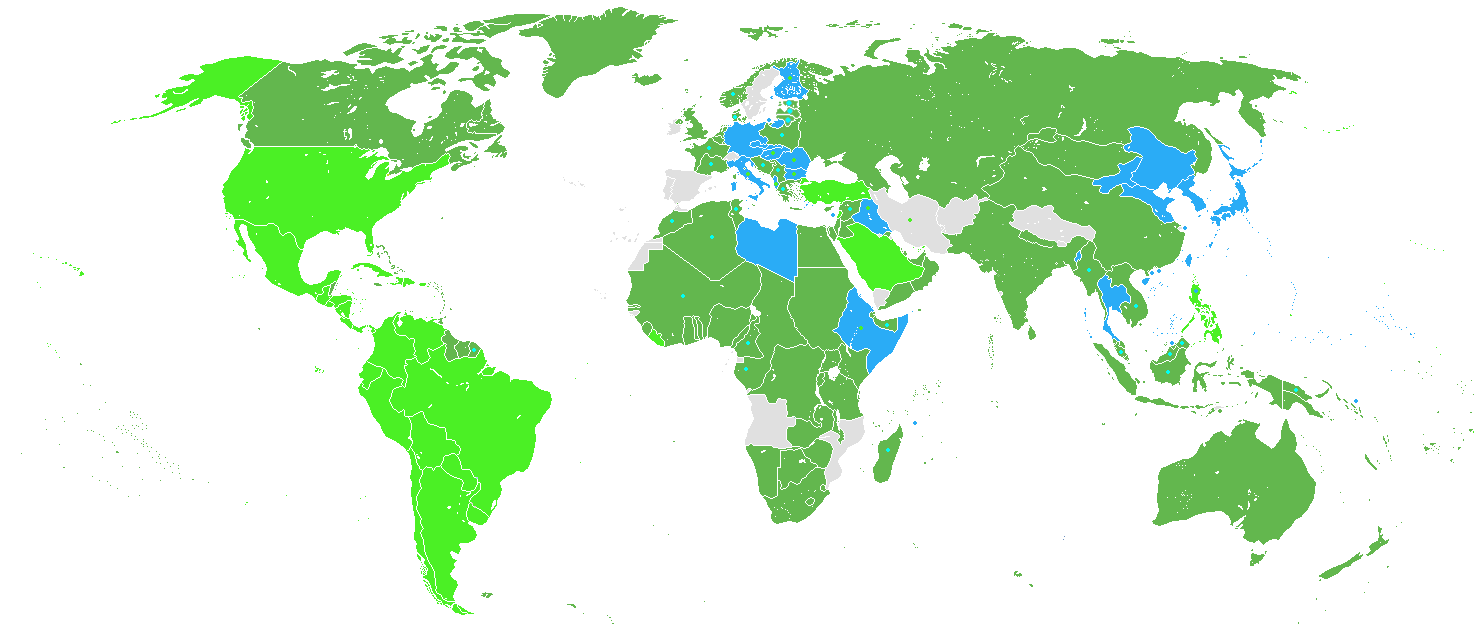
Mapamundi con los participantes en la Segunda Guerra Mundial.
Aliados
Aliados tras el ataque a Pearl Harbor
Potencias del Eje
Países neutrales

La Segunda Guerra Mundial fue un conflicto internacional que enfrentó a una coalición de muchas naciones lideradas por Gran Bretaña, la Unión Soviética, los Estados Unidos, China y Francia (hasta su derrota en junio de 1940) contra el llamado Eje integrado por Alemania, Italia y Japón. Comenzó en 1939 y terminó en 1945. Gran Bretaña declaró la guerra el 1 de septiembre de 1939.
Una de las políticas fundamentales de Gran Bretaña durante muchas décadas fue mantener una flota igual a cualquier combinación de dos oponentes que pudieran ser enfrentados.
El creciente nacionalismo de Alemania y la sensación de que el país solo podría ser pacífico si se le permitía tener una armada apropiada para satisfacer la dignidad nacional se tradujo en el acuerdo anglo-alemán de 1935 y en la declaración de 1937. Estos dieron a Alemania el derecho a construir buques de superficie hasta el 35 % de la fuerza de Gran Bretaña en todas las categorías y al 100 % en submarinos, por lo que podía tener una flota moderna. Alemania había comenzado a reconstruir su flota y había construido los acorazados de bolsillo  Deutschland el  Admiral Graf Spee y el  Admiral Scheer (cruceros pesados de 10 000 toneladas nominales, lo suficientemente poderosos para enfrentarse a buques de un tonelaje considerablemente mayor), el  Gneisenau y el  Scharnhorst (acorazados de 26 000 toneladas que se terminaron de construir en 1938 y 1939, respectivamente), el Tirpitz y el Bismarck y submarinos en grandes cantidades. Los acorazados británicos eran viejos y el nuevo programa de construcción de acorazados no pudo completarse hasta 1941-1942.

###### Dos grandes objetivos estratégicos
La estrategia británica tenía un triple objetivo: garantizar la llegada segura de suministros de todo tipo desde el país de origen, evitar el desembarco de cualquier expedición militar enemiga que pudiera enfrentarse y mantenerse en territorio enemigo.
La estrategia alemana apuntaba a cortar los suministros de Gran Bretaña, principalmente mediante submarinos, en segundo lugar por los corsarios de superficie y en tercer lugar por los aviones.

###### Batalla del Río de la Plata - El Altmark

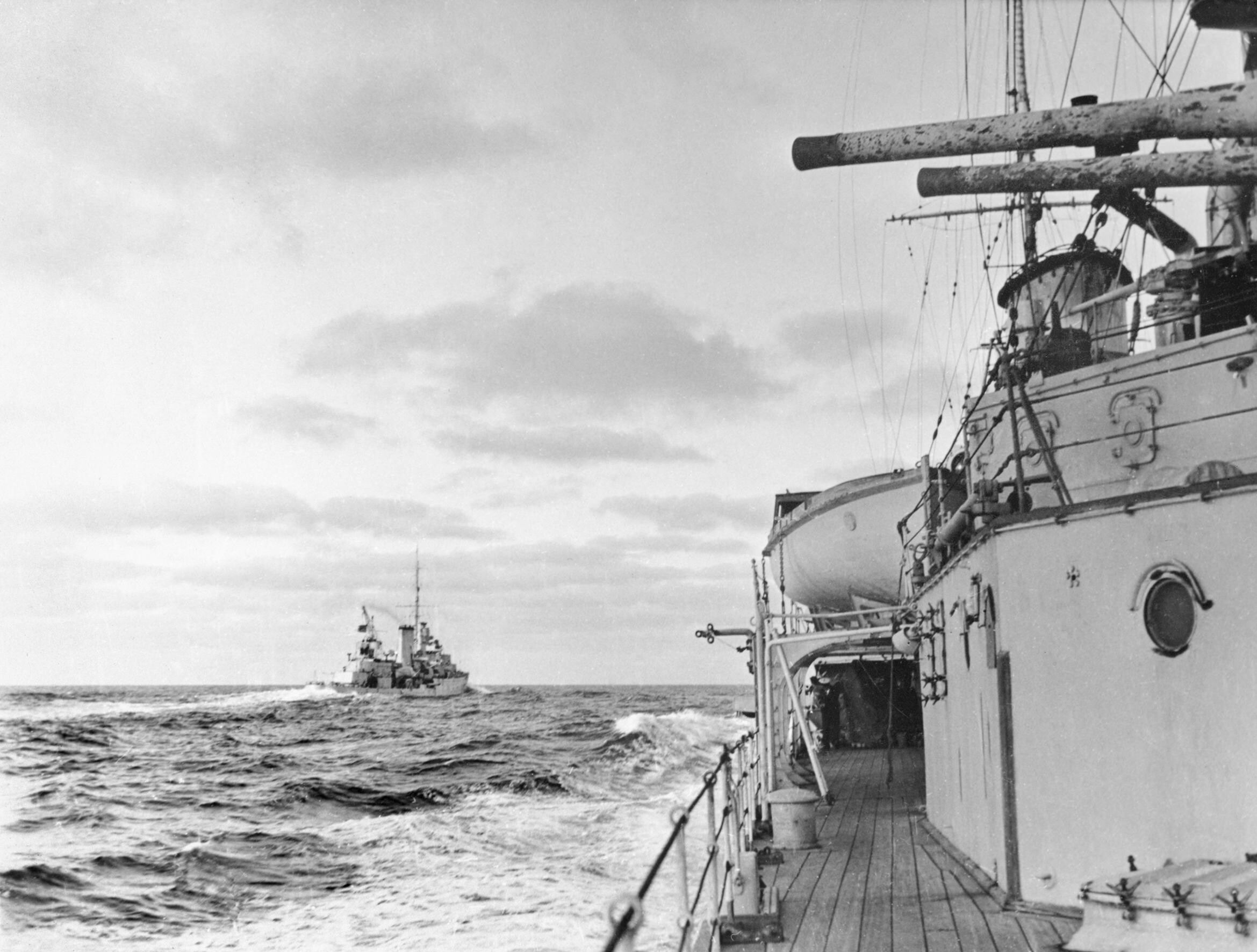
HMS Achilles visto desde el HMS Ajax.

El 13 de diciembre de 1939, frente a las costas de Punta del Este, un escuadrón de cruceros británico bajo el mando del comandante Henry Harwood, compuesto por el HMS Ajax, el HMS Exeter y el HMS Achilles luchó contra el acorazado de bolsillo alemán Admiral Graf Spee. Las naves británicas dañaron al buque alemán que dio media vuelta y se dirigió hacia el puerto neutral de Montevideo, perseguido por las naves británicas que también habían sufrido daño. El 17 de diciembre, el Admiral Graf Spee abandonó el puerto y para sorpresa de los británicos que esperaban afuera de la bahía para continuar la lucha, fondeó cerca de la costa y el buque explotó. Su tripulación que había sido previamente desembarcada fue internada y su comandante, el capitán Hans Langsdorff, se suicidó dos días después.
El 16 de febrero de 1940 ocurrió un incidente que, aunque relativamente sin importancia, creó un revuelo considerable. Se sabía que el buque tanque de suministros Altmark, que regresaba a Alemania con 300 prisioneros de guerra británicos después de su campaña en el Atlántico sur como buque nodriza del Admiral Graf Spee, estaba navegando en aguas territoriales noruegas rumbo a Alemania. Fue detectado por los británicos por lo que entró al fiordo Jossing y acto seguido el destructor británico HMS Cossack bajo el mando del comandante Philip Vian entró al fiordo, lo abordó y rescató a los prisioneros.

###### Operaciones en Dinamarca y Noruega
El 9 de abril de 1940 Alemania invadió Dinamarca y Noruega, afirmando que se vio obligado a esta acción porque los británicos habían puesto minas en aguas noruegas en la mañana del 8 de abril. El 9 de abril, el HMS Renown avistó a los cruceros de batalla Scharnhorst y Gneisenau y abrió fuego dañando severamente a este último, pero ambos buques escaparon protegidos por el mal tiempo.
El 10 de abril un escuadrón de destructores británico bajo el mando del capitán de navío H. Warburton-Lee a bordo del HMS Hardy entró en el fiordo de Narvik y atacó a la fuerza naval alemana. En la batalla, un destructor alemán fue hundido, tres fueron incendiados y varios barcos de suministros fueron hundidos o quemados. Los británicos perdieron los destructores Hardy y Hunter y al comandante Warburton-Lee. El mismo día, submarinos británicos hundieron buques de transporte alemanes en el Skagerrak y en Bergen, mientras que el crucero Koenigsberg fue hundido por la aviación naval.
El 13 de abril, el acorazado Warspite y una poderosa fuerza de destructores realizaron un segundo ataque a Narvik bajo el mando del vicealmirante William Whitworth y lograron hundir a siete destructores alemanes y capturar el fiordo, mientras que el submarino británico Truant hundió al Karlsruhe.
Dos días después, una fuerza británica, francesa y polaca desembarcó en Noruega y los británicos ocuparon las Islas Feroe. La invasión alemana había tenido éxito a pesar de un alto costo; además de las bajas mencionadas, también se perdieron otros 26 buques de transporte. Entre el 1 y el 4 de junio los alemanes, apoyados por una fuerza aérea muy superior, forzaron a los Aliados a evacuar lo conquistado. Los británicos perdieron el portaviones Glorious y los cruceros Curlew y Effingham.

###### Inmovilización de la Armada francesa

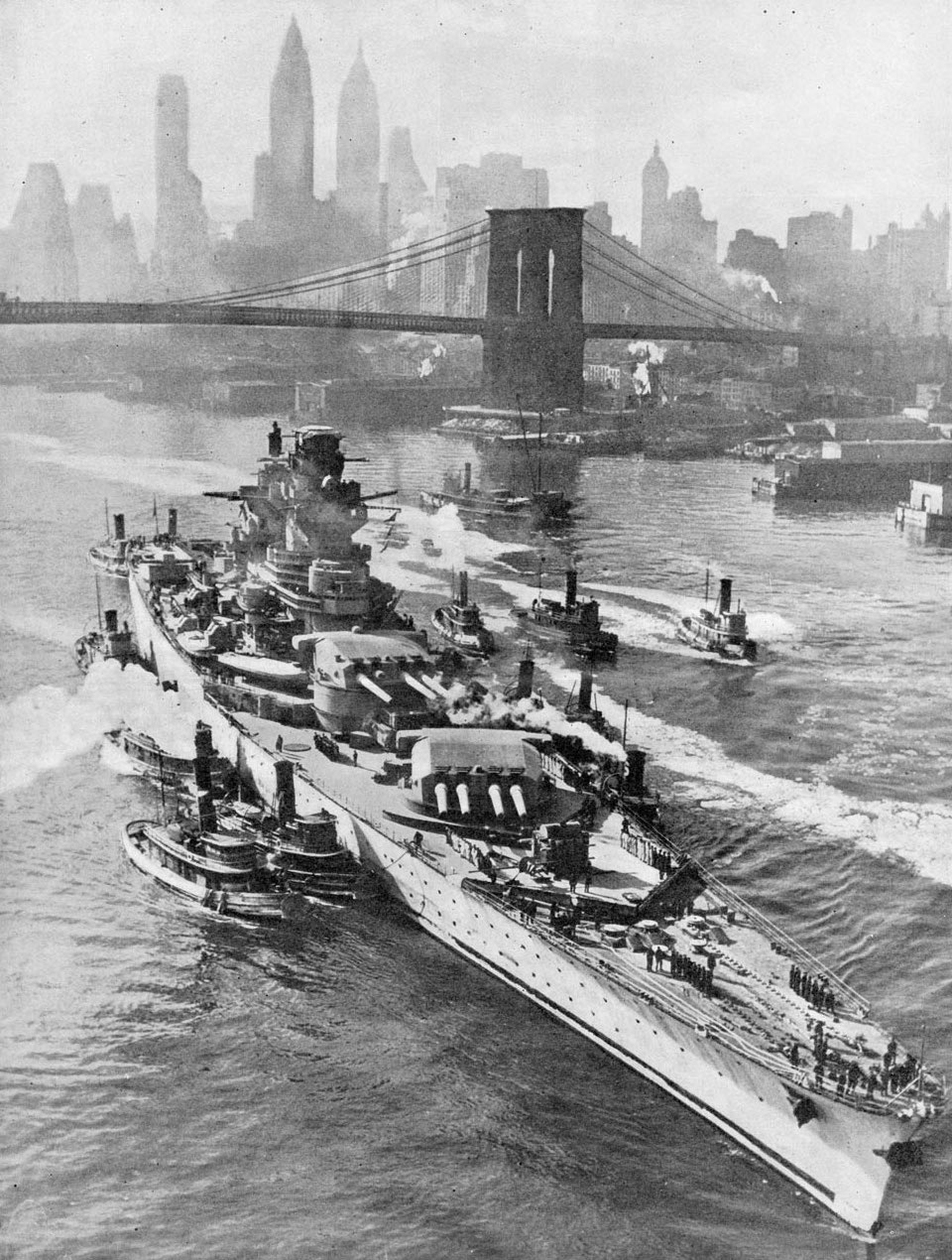
El Richelieu recalando a Nueva York con su torre dañada - 1942.

Ahora que Italia estaba en la guerra, la Armada francesa presentaba un problema grave; porque si Alemania obtenía la posesión de ella, las marinas mixtas italianas y germano-francesas eran un obstáculo serio para los británicos.
El 3 de julio, todos los buques de guerra franceses en los puertos británicos fueron abordados y quedaron en poder británico. A los buques que se encontraban en los puertos del norte de África se les ofrecieron condiciones alternativas diseñadas exclusivamente para mantenerlos fuera del control alemán. Una fuerza naval importante que incluía al crucero de batalla Dunkerque estaba en el puerto de Mazalquivir en el golfo de Orán, el almirante al mando Marcel-Bruno Gensoul se negó a aceptar las condiciones ofrecidas y preparó sus buques para la batalla. Una fuerza británica bajo el mando del almirante James Somerville, después de 8½ horas de aviso, abrió fuego y se produjo una batalla en la que la mayoría de la fuerza francesa fue destruida.
El 8 de julio, el acorazado Richelieu estaba en Dakar y una vez más, el almirante francés rechazó las alternativas ofrecidas. Durante la noche una partida británica colocó cuatro cargas de demolición antisubmarinas en el casco que no explotaron, pero a la mañana siguiente un torpedo lanzado por un avión del portaviones británico Hermes lo dañó severamente quedando inmovilizado por un tiempo prolongado.

##### Operaciones en el Mediterráneo
Italia entró a la guerra el 10 de junio de 1940 lo que alteró la situación estratégica en el Mediterráneo pues las líneas de comunicaciones marítimas de Gran Bretaña con sus colonias en el Oriente se vieron seriamente amenazadas. La flota italiana estaba integrada por 6 acorazados, 7 cruceros pesados, 12 cruceros ligeros y más de un centenar de destructores, torpederos y submarinos. Además se consideraba a toda Italia como un «gigantesco portaviones», eslogan que Mussolini usaba para resolver las discusiones entre su armada y su aviación, y justificar así su negativa a la construcción de portaviones. La flota británica contaba con 5 o 7 acorazados con sus respectivas unidades acompañantes que formaron dos fuerzas de tarea, una con base en Gibraltar con el portaviones Ark Royal y el almirante James Sommerville como comandante en jefe y la otra en Alejandría, con el Eagle, al mando de Andrew Cunningham.

###### Batalla de Calabria
La primera operación que enfrentó a ambos adversarios sucedió el 9 de julio de 1940 a unas 30 nmi al este de punta Stilo. Intervinieron por ambas fuerzas muchas unidades, pero ninguno alcanzó a vencer al otro. El 6 de julio ambos mandos, sin saberlo, coincidieron en trasladar tropas, los italianos de Nápoles a Bengasi y los aliados desde Malta a Alejandría; ambos convoyes escoltados por un número considerable de naves de guerra. La fuerza británica estaba bajo el mando del almirante Cunningham y la italiana del almirante Inigo Campioni. El 8 de julio, dos aviones de exploración italianos avistaron las naves aliadas y su flota se alistó para enfrentarlos. El 9 de julio se produjo la batalla que resultó indecisa, los británicos tuvieron que soportar el daño de 1 crucero ligero y de 2 destructores; los italianos el daño de 1 acorazado, 1 crucero pesado y 1 destructor; ambos convoyes arribaron a sus puertos de destino.

###### Batalla de Tarento

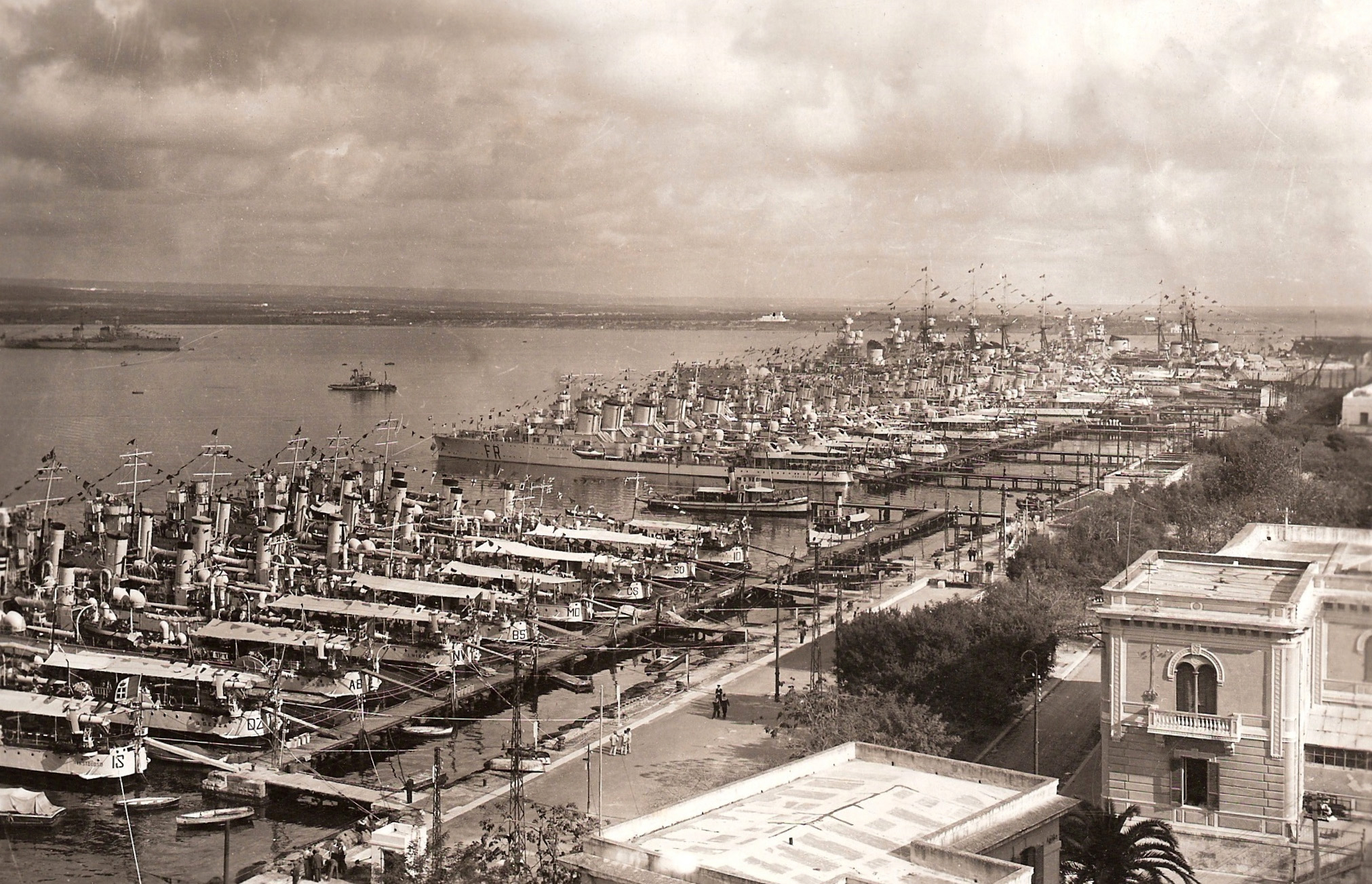
La base naval de Tarento a mediados de la década de 1930.

En noviembre de 1940 se encontraban anclados en el puerto de Tarento 6 acorazados, 7 cruceros pesados, 2 cruceros ligeros y 8 destructores italianos. Los británicos planificaron atacarlos por sorpresa para lo cual el mando ordenó a los portaviones HMS Eagle y HMS Illustrious que los combatieran con sus aviones. El ataque se efectuó el 11 de noviembre al anochecer, definitivamente participó solo el HMS Illustrious pero embarcando los aviones del HMS Eagle. Los aviones emplearon sus torpedos y bombas causando grandes daños en 3 acorazados, 3 cruceros y en varias otras unidades, los británicos solo perdieron 2 aviones. Este golpe demoledor estableció la supremacía naval británica en el Mediterráneo, pero los aviones en tierra que operaban desde Sicilia, Cerdeña, la costa africana y el Dodecaneso continuaron interfiriendo la libre circulación del transporte británico.

###### Batalla de Cabo Teulada

HMS Ark Royal en el Mediterráneo en 1940.

Ocurrió en el extremo sudoeste de Cerdeña el 27 de noviembre de 1940. La escuadra italiana del almirante Sempioni trató de interceptar un convoy británico que procedía desde Gibraltar escoltado por naves del almirante Sommerville. Las naves se avistaron al amanecer. Los británicos estaban formados en dos agrupaciones y los italianos en tres. Pasado el mediodía comenzó el combate que duró solo 54 minutos pues ambos almirantes decidieron retirar sus fuerzas. Los italianos sufrieron el daño del destructor Lanciere y los británicos en los cruceros Berwick y Birmingham. Una vez más quedó en evidencia la falta de una aviación naval por parte de la Armada italiana que no pudo aprovechar una situación que se les presentaba favorable.

###### Batalla de Cabo Matapán

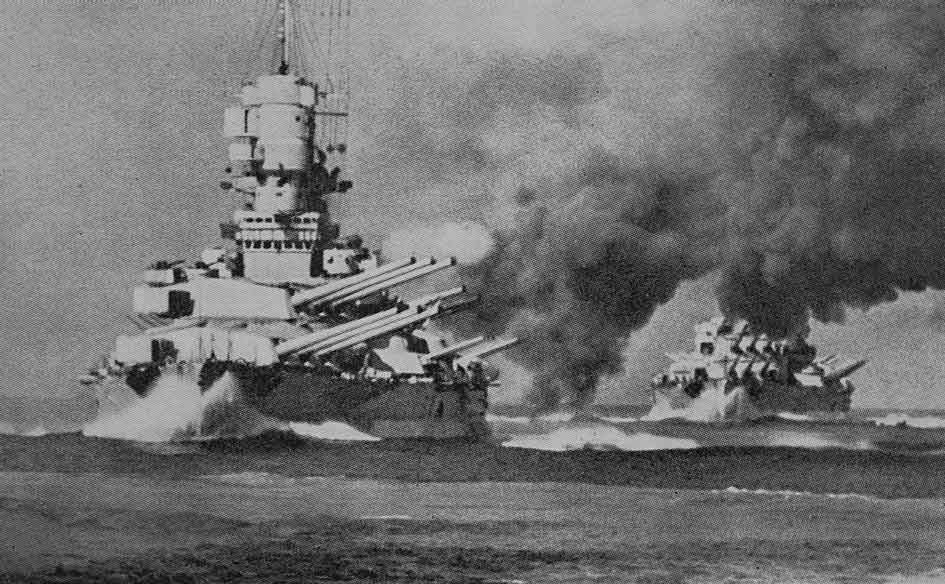
Acorazado Vittorio Veneto en el Mediterráneo en 1940.

El 28 de marzo de 1941 aviones de reconocimiento británicos informaron la presencia al sureste de Sicilia de un escuadrón italiano que navegaba hacia el sudeste. El comandante en jefe británico envió una fuerza de cuatro cruceros, un portaviones y algunos destructores para que los interceptaran y los siguió con tres acorazados defendidos por destructores. Las fuerzas ligeras avistaron un acorazado italiano y dos cruceros, y mientras atacaban al acorazado con torpedos, aviones condujeron a los cruceros hacia la flota de batalla británica. El acorazado italiano recibió varios impactos en el curso del combate pero muy dañado logró arribar a su base.
Una segunda fuerza italiana de dos acorazados y varios cruceros se avistó ahora a cierta distancia hacia el norte, y fue perseguida hasta que el crucero con cañones de 8 pulgadas Pola, que había sido atacado por un avión torpedero, fue avistado, detenido y fuertemente dañado. En la noche, otros tres cruceros más grandes cruzaron la proa de la flota de batalla británica, posiblemente en apoyo del Pola. Los acorazados abrieron fuego y los cruceros fueron rápidamente destruidos. El resultado de esta acción fue que los tres cruceros con cañones de 8 pulgadas: Pola, Zara y Fiume, uno o dos cruceros más pequeños y dos destructores fueron hundidos. Las fuerzas italianas restantes escaparon hacia el noroeste. Los británicos perdieron solo dos aviones y a la mañana siguiente recogieron a más de 900 náufragos italianos.

###### Otros enfrentamientos del año 1941
En la noche del 15 al 16 de abril, una fuerza de cuatro destructores británicos dirigidos por el HMS Jervis avistó un convoy de cinco grandes barcos de transporte escoltados por cuatro destructores. En los primeros minutos del ataque británico, el principal destructor italiano fue dañado y hundido, luego todos los barcos del convoy fueron bombardeados y se produjo un enfrentamiento entre los destructores restantes. Los británicos perdieron el HMS Mohawk que fue torpedeado. Todos los destructores italianos fueron hundidos o incendiados, mientras que el convoy, que consistía en naves con municiones, transporte de automóviles y tropas alemanas, fue destruido. A pesar de las victorias navales, la posición británica en el Mediterráneo ahora sufrió un declive. El 3 de abril de 1941 los británicos evacuaron Benghazi seguido por el retiro a la frontera egipcia. Tobruk resistió y fue abastecido desde el mar.
El 27 de septiembre de 1941 el acorazado HMS Nelson fue alcanzado por un torpedo lanzado por un avión, quedando inutilizado hasta abril de 1942. El portaviones Ark Royal fue torpedeado por un submarino alemán y hundido el 14 de noviembre. El Barham fue torpedeado y hundido el 25 de noviembre. Por otro lado, el 9 de noviembre los británicos hundieron dos convoyes de diez buques de suministro y cuatro destructores.

##### El Hood y el Bismark

Batalla del Estrecho de Dinamarca y hundimiento del Bismarck.

El 19 de mayo de 1941 el acorazado Bismarck zarpó de Gotenhafen, en el mar Báltico, en compañía del crucero pesado Prinz Eugen en una misión contra el tráfico marítimo aliado en el Atlántico. El Almirantazgo Británico mantenía una permanente vigilancia de las costas danesas y noruegas. El 20 de mayo los buques alemanes fueron avistados por el crucero sueco Gotland y al día siguiente un avión de reconocimiento británico lo fotografió en el fiordo noruego Grimstad.
La tarea de encontrarlos y combatirlos recayó en el comandante en jefe de la Home Fleet, vicealmirante John Tovey quien envió los cruceros Norfolk y Suffolk al Estrecho de Dinamarca, mientras que tres grupos con naves capitales tomaron posiciones para interceptarlos. En la tarde del 23 de mayo, el Suffolk, comandado por el Capitán de navío R. M. Ellis, avistó al Bismarck y a su consorte cuando comenzaba a oscurecer. A la mañana siguiente el Hood y el Prince of Wales hicieron contacto e iniciaron la acción. El enfrentamiento fue afortunado para los alemanes ya que mientras el Bismarck y el Prínce of Wales sufrieron daños de cierta consideración, el Hood fue alcanzado en una santabárbara, estalló y se hundió con una tripulación de 1421 hombres de los cuales solo 3 se salvaron. El Prince of Wales se retiró detrás de una cortina de humo.
El Bismarck había sido alcanzado por tres proyectiles que le redujeron la velocidad lo que le impediría atacar los convoyes británicos; por lo que el almirante Lutjens decidió dirigirse a Francia para repararlo y le ordenó al Prinz Eugen que continuara hacia el Atlántico y siguiera con su tarea de atacar los convoyes aliados.
El 26 de mayo el Bismarck fue avistado por un avión de la RAF y los buques británicos se dispusieron a interceptarlo. Al atardecer fue atacado por una escuadrilla de aviones torpederos del Ark Royal que lo alcanzaron en dos o tres ocasiones, una de las cuales le inutilizó los timones quedando sin gobierno. Ahora fue un objetivo fácil para las naves británicas. A las 08:47 del 27 de mayo los acorazados Rodney y King George V y el crucero Dorsetshire terminaron por hundirlo. De una tripulación de 2220 hombres hubo 115 sobrevivientes.

##### La guerra en el Pacífico

Asia-Pacífico en 1939.

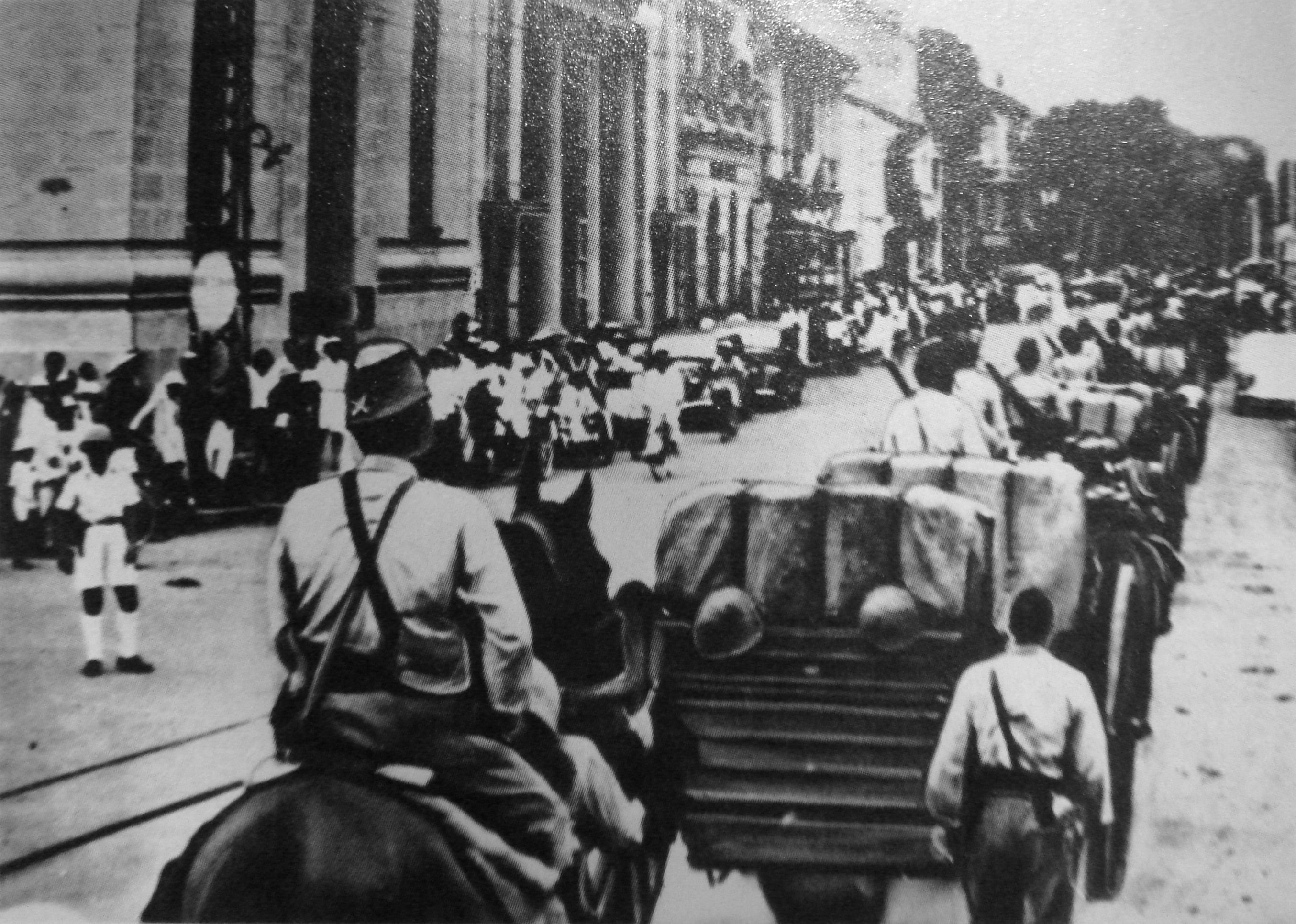
Tropas japonesas entrando en Saigón en 1941, en el contexto de la ocupación de la Indochina francesa.

En 1902 se había firmado la Alianza anglojaponesa que aceleró la occidentalización e industrialización de Japón con tal éxito que a los pocos años puso en peligro la economía anglo-estadounidense, por lo que en 1921 Gran Bretaña se negó a renovar el tratado. El 18 de septiembre Japón invadió Mukden y luego toda la región de Manchuria, y puso como emperador a Pu Yi. En 1933 Japón se retiró de la Sociedad de las Naciones y en 1937 entró en guerra con China. El 24 de septiembre de 1940 ocupó la Indochina francesa ante lo cual Estados Unidos, Gran Bretaña y Holanda, al sentirse amenazados en sus posesiones asiáticas, decretaron el bloqueo económico. Estados Unidos dispuso la congelación de todos los activos japoneses en el país y el embargo de las exportaciones de petróleo a Japón. El 27 de septiembre del mismo año, Japón firmó con Alemania e Italia el Pacto Tripartito. El 26 de noviembre de 1941, los Estados Unidos, por intermedio de su secretario de Estado Cordell Hull, le entregó al embajador japonés la Nota Hull, que Japón consideró como un ultimátum por lo que decidió poner en ejecución sus planes militares para entrar en guerra con Estados Unidos.
El ataque a Pearl Harbor estaba preparado desde hacía tiempo, desde que las relaciones con los Estados Unidos se hicieron tan tirantes que la guerra era inminente. Su objetivo era conseguir una ventaja inicial de tal magnitud que, mientras los americanos se reponían del golpe, los japoneses pudiesen llevar a cabo la conquista de las zonas de recursos del sudeste asiático cuya posesión les era imprescindible para mantener la guerra: Borneo, Filipinas, Sumatra y Java. El ataque fue fijado para el 8 de diciembre fecha de Tokio y 7 de Hawái.
El 7 de diciembre los representantes japoneses habían solicitado una entrevista con el secretario de Estado estadounidense para las 13:00 horas con el objeto de entregarle un memorando que no era otra cosa que la declaración de guerra. El acto tuvo que retrasarse hasta las 14:20 horas, causando que el ataque a Pearl Harbor se realizase antes de la declaración de guerra que según el derecho internacional debió haber sido por lo menos media hora después.

###### Pearl Harbor

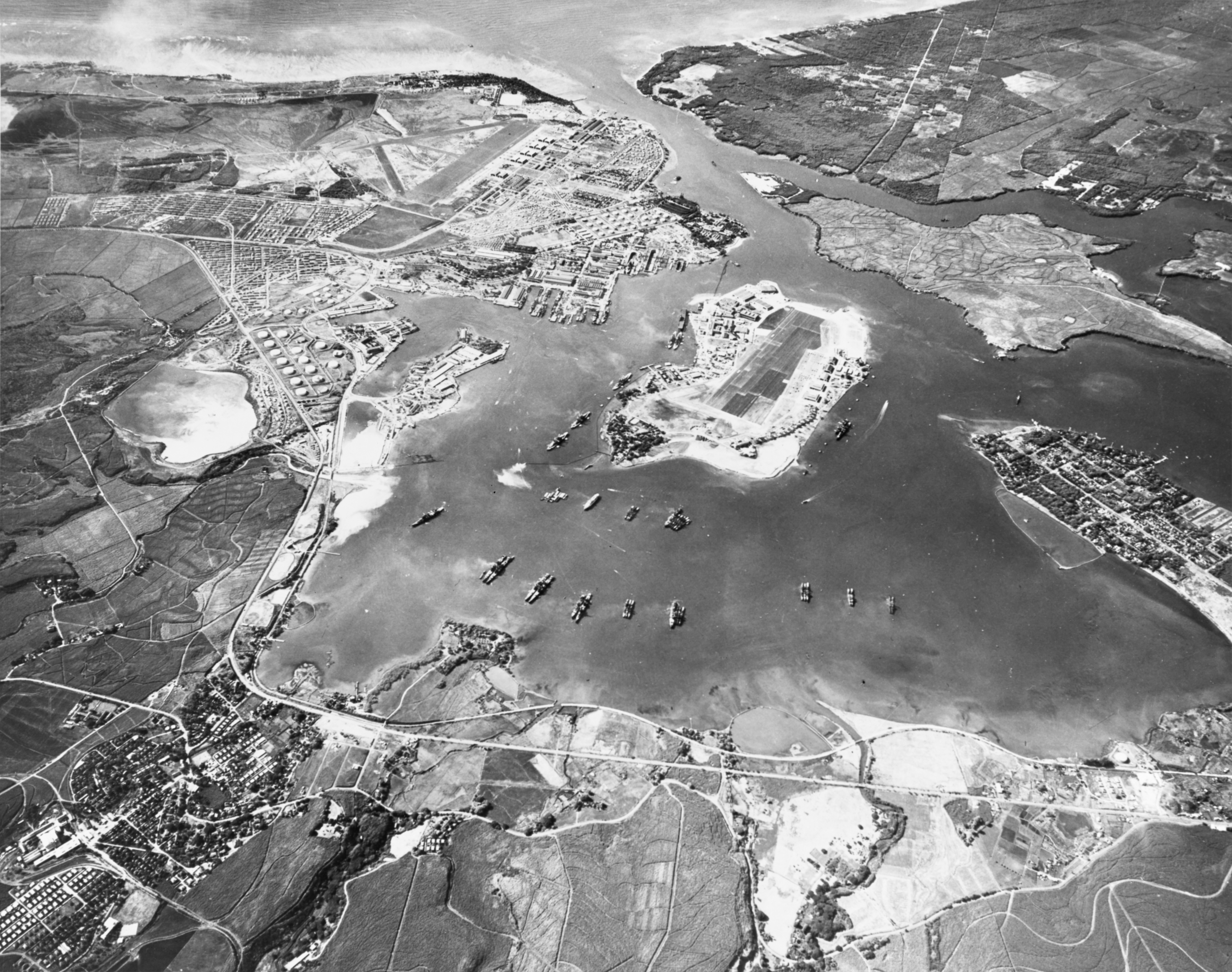
Vista de Pearl Harbor a finales de octubre de 1941.

El domingo 7 de diciembre de 1942 la base naval americana ubicada en Hawái estaba en descanso, mientras una flota japonesa bajo el mando del vicealmirante Chuichi Nagumo integrada por 6 portaviones con 353 aviones, 2 acorazados, 3 cruceros, 9 destructores, 12 submarinos y 12 buques nodriza navegaba hacia Hawái. En Pearl Harbor se encontraba fondeada la flota estadounidense del Pacífico integrada por 8 acorazados, 9 cruceros y otros buques que sumaban en total 94, su comandante en jefe era el almirante Husband E. Kimmel. Los portaviones Enterprise y Lexington se encontraban en la mar.
A las 07:06 horas de la mañana uno de los radares de vigilancia detectó aviones al norte, a 137 nmi de distancia, pero consideraron que eran aviones propios. Se trataba de la primera ola de ataque integrada por 183 aviones japoneses que se dirigían a la base que, por ser festivo, contaba solo con 4 baterías antiaéreas cubiertas de un total de 34 y en las naves estaban cubiertos 1/4 de los 184 cañones antiaéreos embarcados. Esta primera ola llegó a su objetivo a las 07:40 horas y destruyó naves, instalaciones terrestres y pistas de la isla.
A las 08:40 una segunda ola integrada por 187 aviones completó la destrucción y ataque a las naves fondeadas y 5 submarinos de bolsillo, con una tripulación de dos hombres y dos torpedos cada uno, entraron en la bahía y atacaron a las naves. La entrada de la bahía tenía su red abierta y los acorazados no contaban con redes protectoras.
En total fueron hundidas o averiadas 19 naves estadounidenses, 188 aviones fueron destruidos y 159 averiados, hubo 4575 bajas. Los japoneses perdieron 29 aviones y los 5 submarinos de bolsillo, 64 hombres murieron y un prisionero. Al día siguiente los Estados Unidos y Gran Bretaña declararon la guerra a Japón.

###### Batalla del Mar de Coral

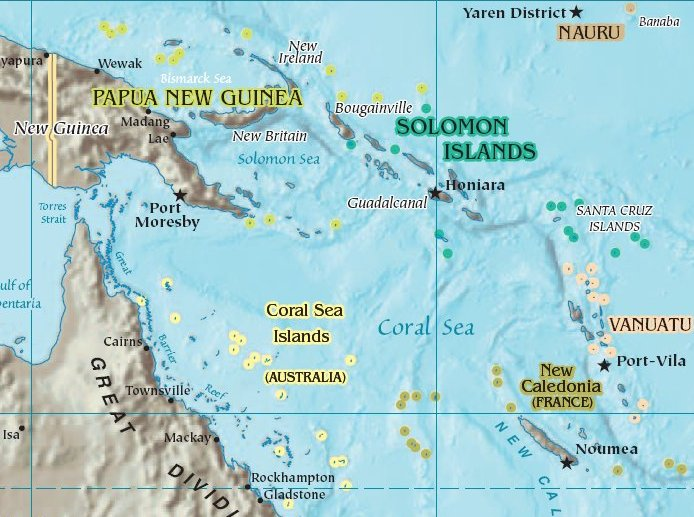
Área del Mar de Coral.

A comienzos de mayo de 1942 Japón decidió apoderarse de la gran base aliada de Port Moresby ubicada en la costa sureste de la isla de Nueva Guinea. Para ello envió una fuerza de invasión protegida por dos agrupaciones navales. Los aliados habían logrado descifrar los mensajes transmitidos por los japoneses por lo que conocían sus planes. Para oponerse al desembarco, los estadounidenses enviaron dos fuerzas navales. La batalla tuvo lugar entre el 6 y el 8 de mayo de 1941 en el mar de Coral.
Se trató de una batalla en que por primera vez en la historia naval las fuerzas oponentes estuvieron fuera de la vista una de otra y los buques de superficie no hicieron un solo disparo, todo fue realizado por los aviones de los portaviones. Ambas partes se adjudicaron la victoria, aunque los estudiosos consideran que fue una victoria táctica para los japoneses, ya que ocasionaron más daños en los aliados, pero fue una victoria estratégica para los aliados pues impidieron que los japoneses tomaran Port Moresby.
Las fuerzas aliadas estuvieron bajo el mando del almirante Frank Jack Fletcher y las japonesas del almirante Shigeyoshi Inoue. Los estadounidenses perdieron: 1 portaviones y otro resultó dañado, 1 destructor, 1 petrolero, 69 aviones y tuvieron 656 muertos. Los japoneses perdieron: 1 portaviones ligero y otro dañado, 91 aviones y 966 muertos.

###### Batalla de Midway

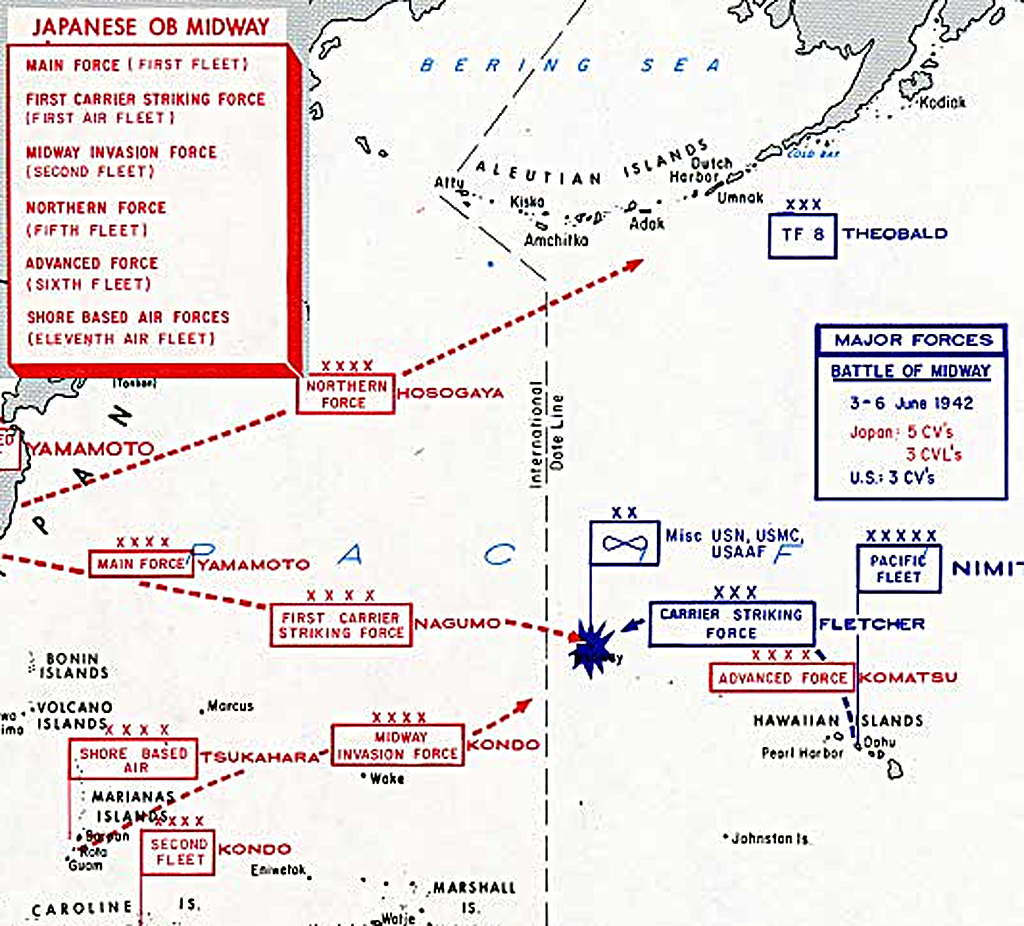
Mapa de la batalla.

Después de la batalla del Mar de Coral, el principal objetivo japonés era la destrucción de los portaviones estadounidenses y para lograrlo el almirante Isoroku Yamamoto, comandante en jefe de la Flota Combinada, montó el ataque a la base de Midway con el cual esperaba atraerlos en su defensa. El ataque y conquista de Midway estaba basado en el factor sorpresa, al igual que Pearl Harbor, pero ellos no sabían que la inteligencia estadounidense había logrado descifrar la clave con que transmitían sus mensajes operativos. Para enfrentar el ataque, el almirante Chester Nimitz, comandante en jefe de la Flota del Pacífico, reunió el máximo de unidades para combatir a los portaviones japoneses y reforzó las defensas de la base.
El almirante Nagumo lanzó su primer ataque sobre la isla en la madrugada del 4 de junio de 1942; eran 108 aviones con base en los portaviones. También envió aeronaves de reconocimiento para ubicar la flota estadounidense. Los aviones causaron grandes daños en la base, pero la defensa antiaérea de esta derribó varios atacantes. Aviones de la base habían despegado antes que llegaran los japoneses, fueron casi todos derribados por los veloces Zero japoneses, solo tres lograron regresar. Nagumo alistó sus aeronaves para una segunda ola contra la base aunque también recibió la información del avistamiento de un portaviones enemigo pero decidió continuar con el ataque a la base. El almirante Fletcher atacó a los portaviones japoneses con los torpederos del Yorktown pero casi todos fueron derribados por las defensas antiaéreas. Después llegaron los bombarderos de los portaviones estadounidenses, Yorktown y Enterprise y en pocos minutos dejaron en llamas a tres portaviones japoneses los que después se hundieron. El Hiryu, único operativo, lanzó sus aviones contra el Yorktown dañándolo seriamente y hundiéndolo, pero los del Enterprise y Hornet lo bombardearon terminando de hundirlo a las 02:20 del 5 de junio. Los portaviones Enterprise y Hornet no sufrieron daños. El 5 de junio comenzó la segunda fase de la batalla que también fue fatal para los japoneses: un crucero pesado japonés fue hundido al amanecer del 6 de junio y otro crucero pesado se retiró con grandes daños. El 7 de junio el almirante Yamamoto ordenó la retirada.
Esta batalla es considerada el punto de inflexión de la fase del Pacífico de la Segunda Guerra Mundial y la batalla naval más decisiva de la guerra. La lucha tuvo lugar en las aguas al norte y al oeste de las islas Midway. Las flotas oponentes estadounidense y japonesa no se vieron entre sí (a excepción de los submarinos) y la acción consistió principalmente en aviones con base en los portaviones y en tierra. Los japoneses perdieron mucho: cuatro portaviones y alrededor de 250 aviones, y no lograron capturar Midway. Las pérdidas de los Estados Unidos fueron mucho más leves, aunque incluyeron al portaviones Yorktown y muchos aviones con base en los portaviones y en tierra con sus tripulaciones altamente capacitadas. El portaviones se afirmó como un elemento indispensable de la guerra naval.

###### Batalla de la isla de Savo

Mapa de las islas de Guadalcanal y Savo.

El 1 de agosto de 1942 el almirante Nimitz recibió la orden de iniciar la ofensiva contra la parte sur de las islas Salomón. El 7 de agosto comenzó el ataque de Guadalcanal que duraría seis meses de intensa dureza. Fue la campaña más larga de la guerra en el Pacífico. Su primer objetivo fue capturar el campo de aviación japonés de la isla de Guadalcanal, en el archipiélago de las islas Salomón. Los Marines capturaron el campo de aviación en la tarde del 8 de agosto.
Las fuerzas japonesas de Rabaul reaccionaron de inmediato enviando una incursión aérea con 27 bombarderos escoltados por 18 cazas y 9 Aichi D3A. El ataque fue un fracaso pues perdieron 5 bombarderos, 2 cazas y los 9 D3A. Los aliados perdieron 9 aviones y 1 destructor resultó con daños, pero rechazaron el ataque. También enviaron una fuerza de desembarco y planificaron efectuar un ataque nocturno con todas las unidades de superficie. El 8 de agosto el submarino S-38 hundió al Meiyo Maru, uno de los buques de transporte de infantería, ya que Mikawa había ordenado anular el envío de tropas.
A las 01:38 del 9 de agosto los japoneses iniciaron el combate. Primero con un lanzamiento de torpedos y luego con el fuego de artillería desde sus baterías de gran calibre, iluminando a los aliados por bengalas lanzadas desde hidroaviones y por los reflectores de sus buques. La fuerza japonesa se retiró hacia el norte a las 02:16 horas. A las 08:00 el HMAS Canberra fue hundido por destructores. En solo 32 minutos los aliados habían perdido cuatro cruceros pesados y un destructor. Otros tres navíos aliados habían sido gravemente dañados; habían muerto 1270 hombres, y otros 709 estaban heridos. Los buques de Mikawa apenas recibieron daños ligeros y las bajas japonesas ascendieron a solo 35 muertos y 57 heridos. No obstante, en el viaje de regreso a Rabaul, el crucero Kako resultó hundido por otro submarino norteamericano.
Esta batalla demostró que la Marina Imperial estaba mejor entrenada para los enfrentamientos nocturnos, sorprendiendo con la excelente artillería de sus naves y con el empleo del torpedo 93, que al ser impulsado por oxígeno no dejaba burbujas ni estela visible. Por parte de los estadounidenses se demostró la falta de coordinación y de preparación de sus buques para el combate nocturno. Esta fue la peor derrota de los estadounidenses en el mar durante la guerra.

###### Batalla de Guadalcanal
Después de octubre de 1942, los aliados reunieron tropas y aviones en Guadalcanal. A mediados de noviembre los japoneses organizaron un nuevo intento a gran escala de reforzar la isla, pero en la batalla naval de Guadalcanal, del 13 al 15 de noviembre, perdieron 2 acorazados, 3 destructores, 1 crucero, 2 submarinos y 11 buques de carga o transporte. De los casi 12 500 soldados japoneses que intentaron desembarcar, solo unos 4000 lograron llegar a tierra y sin suministros ni municiones. Las pérdidas navales aliadas fueron dos cruceros y siete destructores hundidos, más un acorazado y un crucero gravemente dañados.
El 30 de noviembre, ocho destructores japoneses intentaron desembarcar más tropas pero fallaron después de que uno fuera hundido y otro seriamente dañado. Esta acción, la batalla de Tassafaronga, le costó a los aliados un crucero hundido y tres averiados.

###### Batalla del Golfo de Leyte

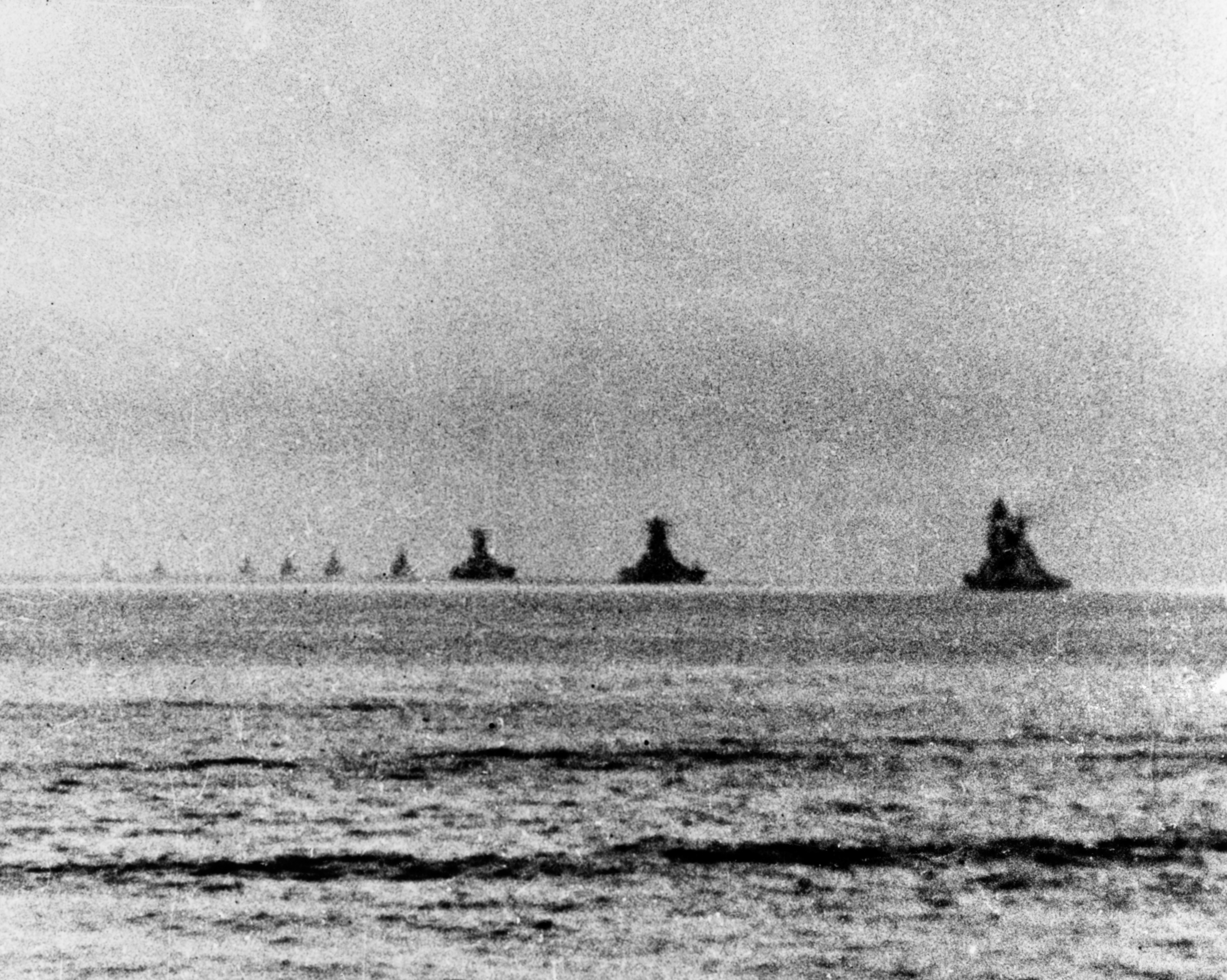
Escuadra japonesa rumbo a Leyte.

Buques Aliados rumbo a Leyte.

Los planes japoneses para la defensa de Filipinas originalmente habían exigido que el principal énfasis se realizara en Luzón, pero el alto mando japonés hizo un cambio de última hora y decidió hacer un esfuerzo total para derrotar a las fuerzas aliadas en Leyte. Primero reforzaron su aviación con base en tierra en las Filipinas para atacar a los barcos aliados en el golfo de Leyte y para apoyar una ofensiva de tres frentes dirigida a la desarticulación de la Tercera y Séptima flotas estadounidenses y la ruptura de las líneas de comunicaciones aliadas a Leyte. Con este propósito, la mayor parte de la flota combinada japonesa, bajo el mando del almirante Soemu Toyoda, se dividió en tres grupos y se envió a Leyte.
Un grupo de acorazados, cruceros y destructores avanzaron sobre el golfo de Leyte desde el sur, a través del estrecho de Surigao, y fueron vencidos por las naves de superficie de la Séptima flota estadounidense durante las horas previas al 25 de octubre de 1944. En el centro, moviéndose hacia el golfo de Leyte a través del estrecho de San Bernardino, llegó un grupo formado por los acorazados, cruceros y destructores japoneses más modernos. Esta fuerza proporcionó un daño considerable a la Séptima flota de portaviones escolta, destructores y otras naves antes de que se retirara el mismo día, aparentemente temiendo que la tercera flota del almirante Halsey lanzara fuertes ataques aéreos desde los portaviones.
La Tercera flota se había movido hacia el norte, frente a la costa este de Luzón, para interceptar al tercer grupo japonés que estaba formado alrededor de sus portaviones. Lanzando fuertes ataques con aviones con base en los portaviones, la Tercera flota hizo retroceder esta fuerza japonesa también el 25 de octubre. Al día siguiente, aviones aliados de la Tercera y Séptima flotas, así como los que estaban disponibles en la base de tierra de las fuerzas aéreas aliadas, persiguieron a las naves japonesas rezagadas mientras los restos de los tres grupos navegaban hacia aguas más seguras.
La batalla por el golfo de Leyte le costó a la flota combinada japonesa 3 acorazados, 1 portaviones pesado, 3 portaviones ligeros, 6 cruceros pesados, 4 cruceros livianos y 9 destructores. Casi todos los restantes buques recibieron daños considerables. Las pérdidas aliadas fueron de 1 portaviones ligero, 2 portaviones escolta, 2 destructores y 1 destructor escolta hundidos, y algunos buques recibieron algo de daño. El núcleo de la armada japonesa había sido demolido y no fue más un factor significativo en la guerra del Pacífico.

### Usos civiles
Hasta después de que la Segunda Guerra Mundial terminó, cuando la aviación civil comenzó su creciente desarrollo, prácticamente la totalidad del transporte transoceánico se realizaba en buques de carga o de pasajeros. Millones de personas atravesaron el Atlántico por este medio en su migración hacia América.
Con el tiempo, los diseños de buques se harían cada vez más específicos, contemplando los requerimientos particulares de su utilización. Los transatlánticos derivarían en su casi totalidad en cruceros, los buques de carga general resultarían obsoletos frente a las necesidades del transporte y comenzarían a imponerse los portacontenedores, entre otros.
Los transbordadores, en sus distintas versiones, siguen siendo un medio de transporte público utilizado por millones de personas anualmente. Las líneas con base en Hong Kong conectan diariamente la isla con varios puertos de China continental, los ferris de Estambul son el medio más utilizado para unir algunos puntos del sector europeo y el asiático, y varios ferris cruzan diariamente el Río de la Plata en la ruta Montevideo-Buenos Aires, entre ellos el catamarán Francisco, con capacidad para 1000 pasajeros y 150 automóviles.

#### Transporte de carga
El transporte marítimo es el medio que mueve el mayor volumen de transacciones comerciales internacionales. Para dar respuesta a esta demanda, se han puesto en operación, entre otros:
- Petroleros y superpetroleros, estos últimos con capacidad de carga de más de 500 000 t.[228]
- Portacontenedores, alguno de los cuales alcanza actualmente la capacidad de más de 20 000 teu.[229]
- Graneleros, diseñados para la carga de sólidos secos a granel, típicamente minerales o cereales, disponen de sus propios equipos para la descarga.[230]
- Metaneros, transportan gas natural licuado, para lo cual cuentan con tecnología especializada que permite que los tanques transporten el gas en estado líquido hasta su destino, donde es sometido a un proceso de regasificación.[231]
- Semisumergibles de carga pesada o «heavy-lift», diseñados para el traslado de cargas como plataformas petrolíferas u otros buques.[232]

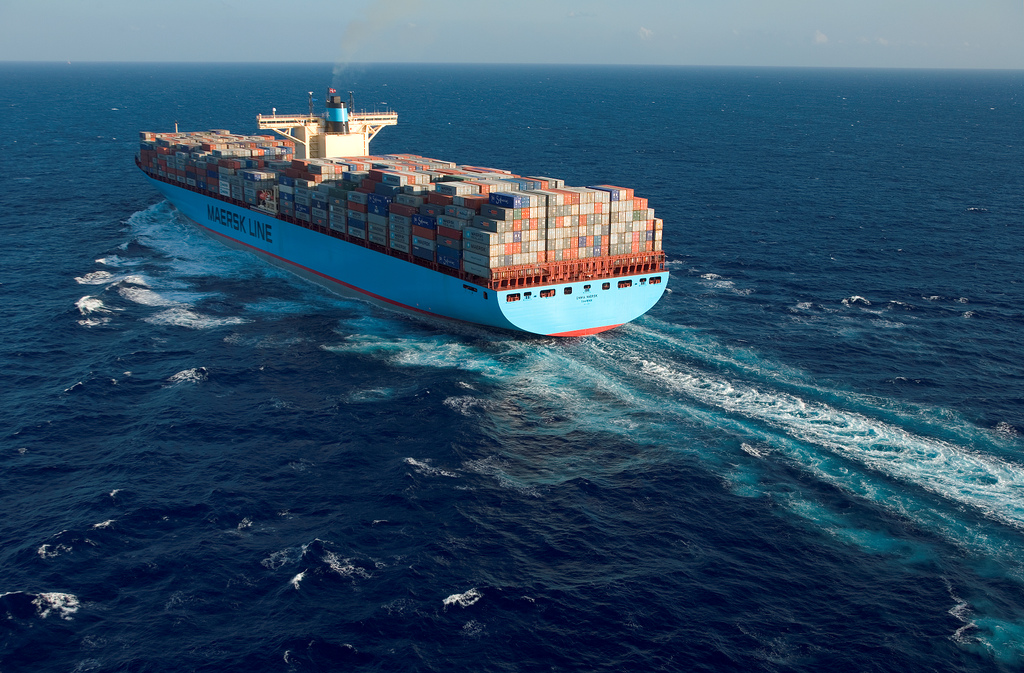
Portacontenedores Emma Mærsk.
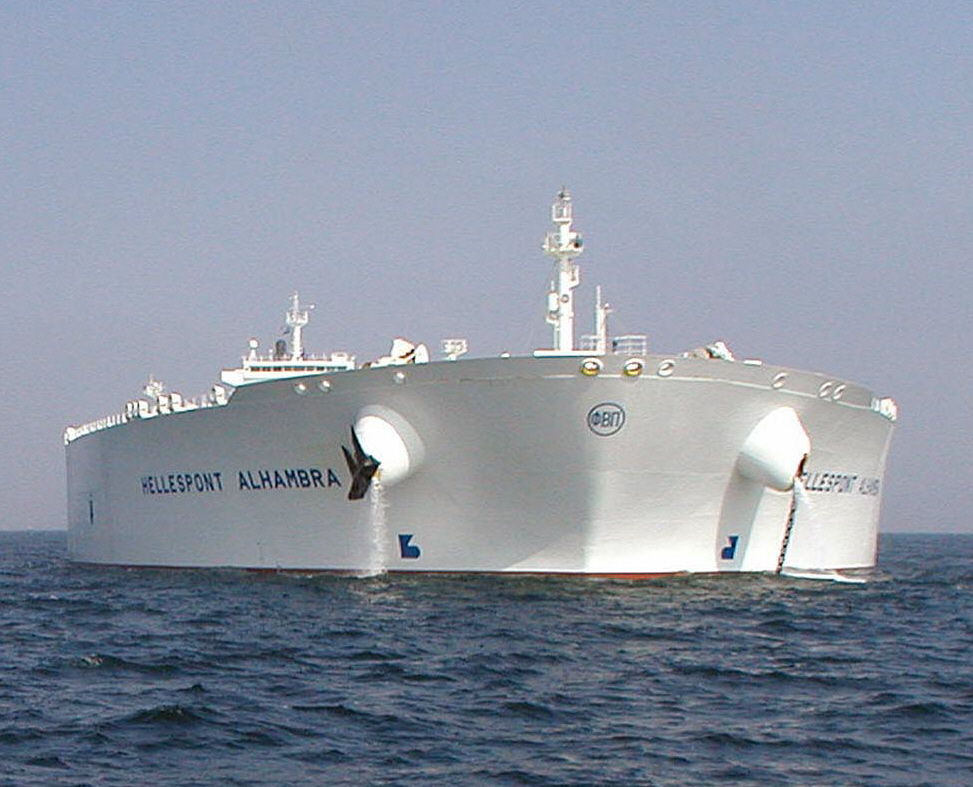
Superpetrolero Hellespont Alhambra.
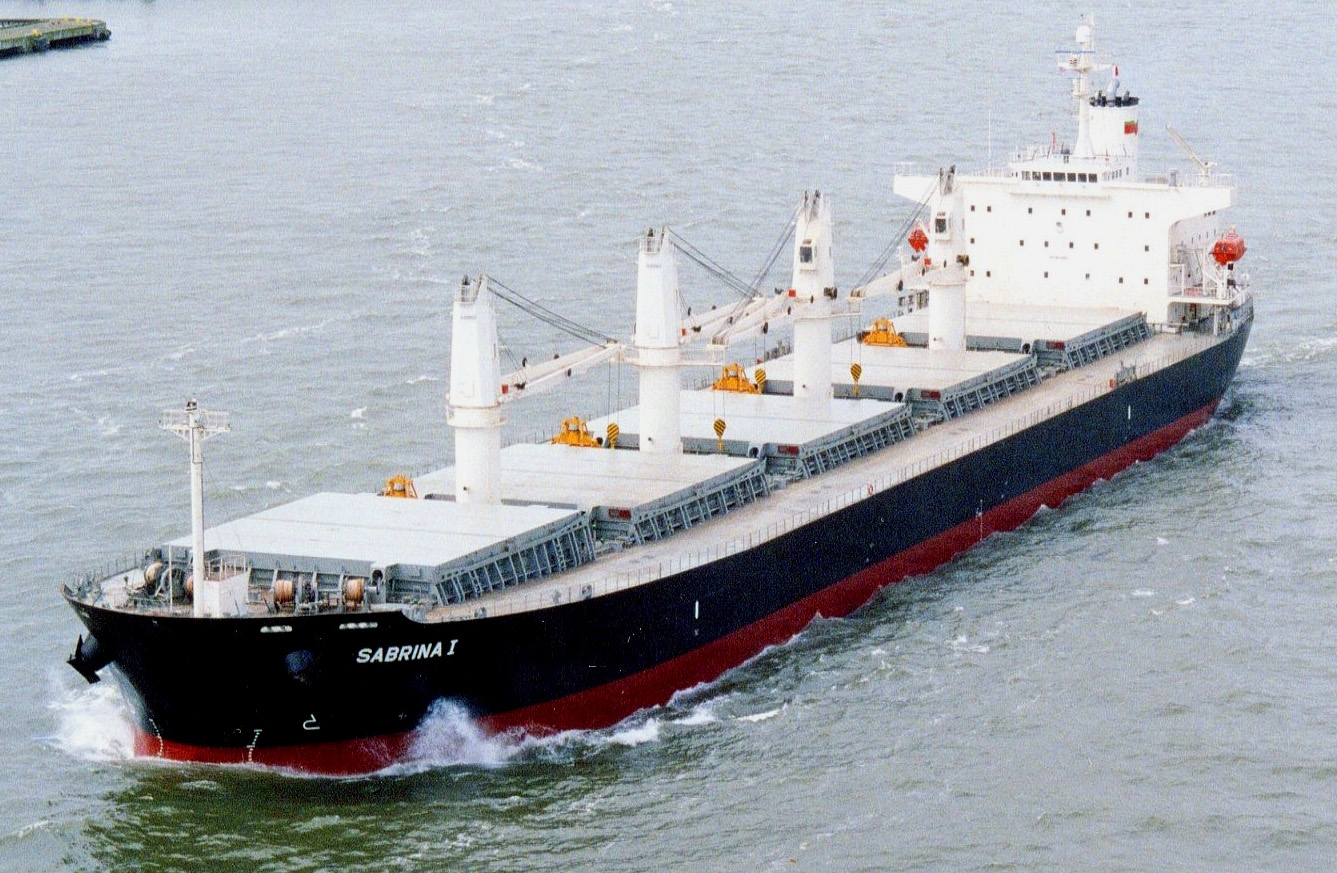
Granelero Sabrina I.
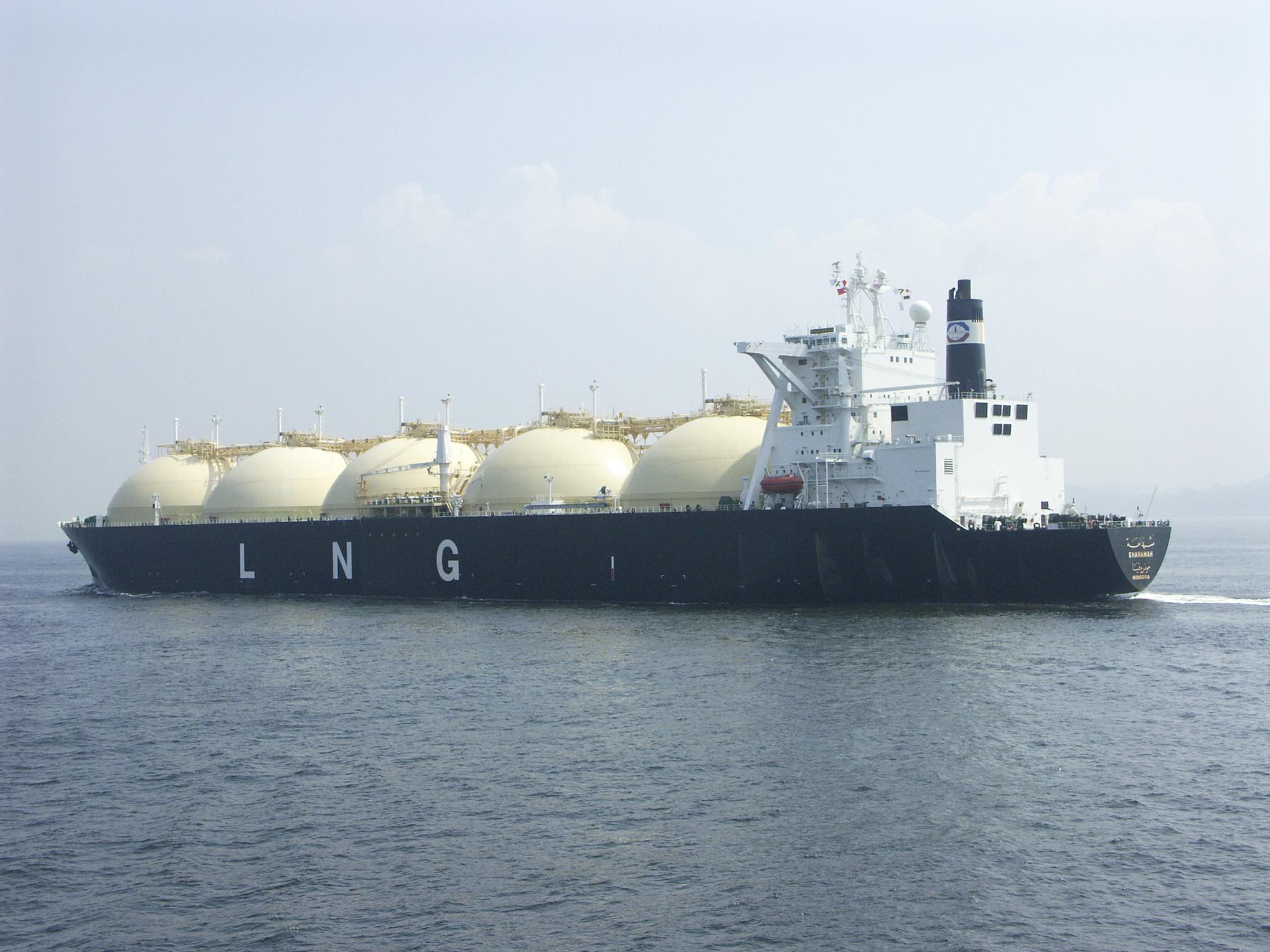
Metanero Shahamah.
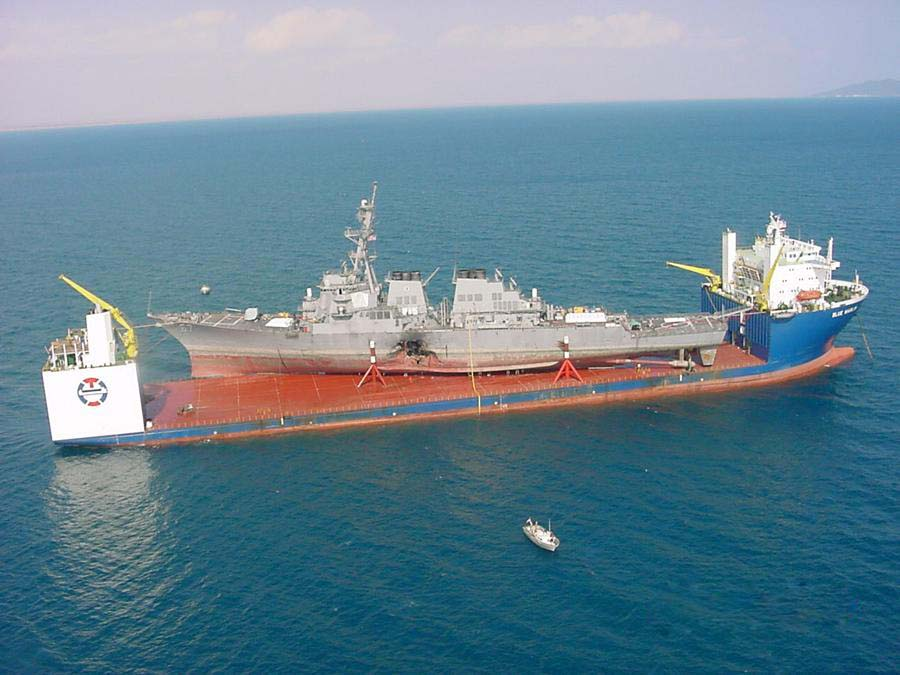
MV Blue Marlin transportando el destructor USS Cole.

#### Recreación y deporte
Los antiguos transatlánticos evolucionaron hasta convertirse en los actuales cruceros, donde el viaje en sí mismo es parte fundamental de la recreación. Suelen ser de grandes dimensiones y estar organizados de modo similar a complejos hoteleros de categoría.
La historia de Costa Cruceros muestra esta evolución. Al final de la Segunda Guerra Mundial, comenzó a transportar pasajeros desde Europa hacia América. En 1948, el Anna C y el Andrea C fueron reformados interiormente, se les incorporaron comodidades en camarotes especiales, una piscina y otras funciones. Años después, el Franca C se transformó en el primer buque de pasajeros enteramente concebido como crucero, con baños privados en todas las cabinas y completamente climatizado. Durante décadas, la «Linea C» representó el paradigma de los buques de placer.
Los barcos más grandes construidos hasta el momento se destinan a esta función. Se trata de los cruceros clase Oasis, operativos desde el 2009. El Harmony of the Seas, por ejemplo, con 18 cubiertas, 2747 camarotes preparados para alojar 5479 pasajeros y una tripulación de 2115, inaugurado en mayo de 2016, fue superado recientemente por el último de la serie, el Symphony of the Seas, cuyo viaje inaugural se realizó en abril de 2018.
A partir de mediados del siglo XX, los cambios sociales en cuanto a las condiciones económicas y los tiempos dedicados al descanso, permitieron que en muchos países, grupos pertenecientes a la clase media alta o aún a la clase media incorporaran la navegación recreativa o deportiva como parte de sus hábitos de consumo. Se multiplicaron entonces las embarcación de recreo, las marinas y los clubes náuticos. El auge de pequeñas embarcaciones destinadas a los niños, como el optimist y el cadet, forma parte de esta evolución.
Los aspectos deportivos tienen su expresión en las competencias de velocidad de embarcaciones de diversos tipos, como las regatas, las carreras de lanchas motoras y en los últimos años de motos de agua.

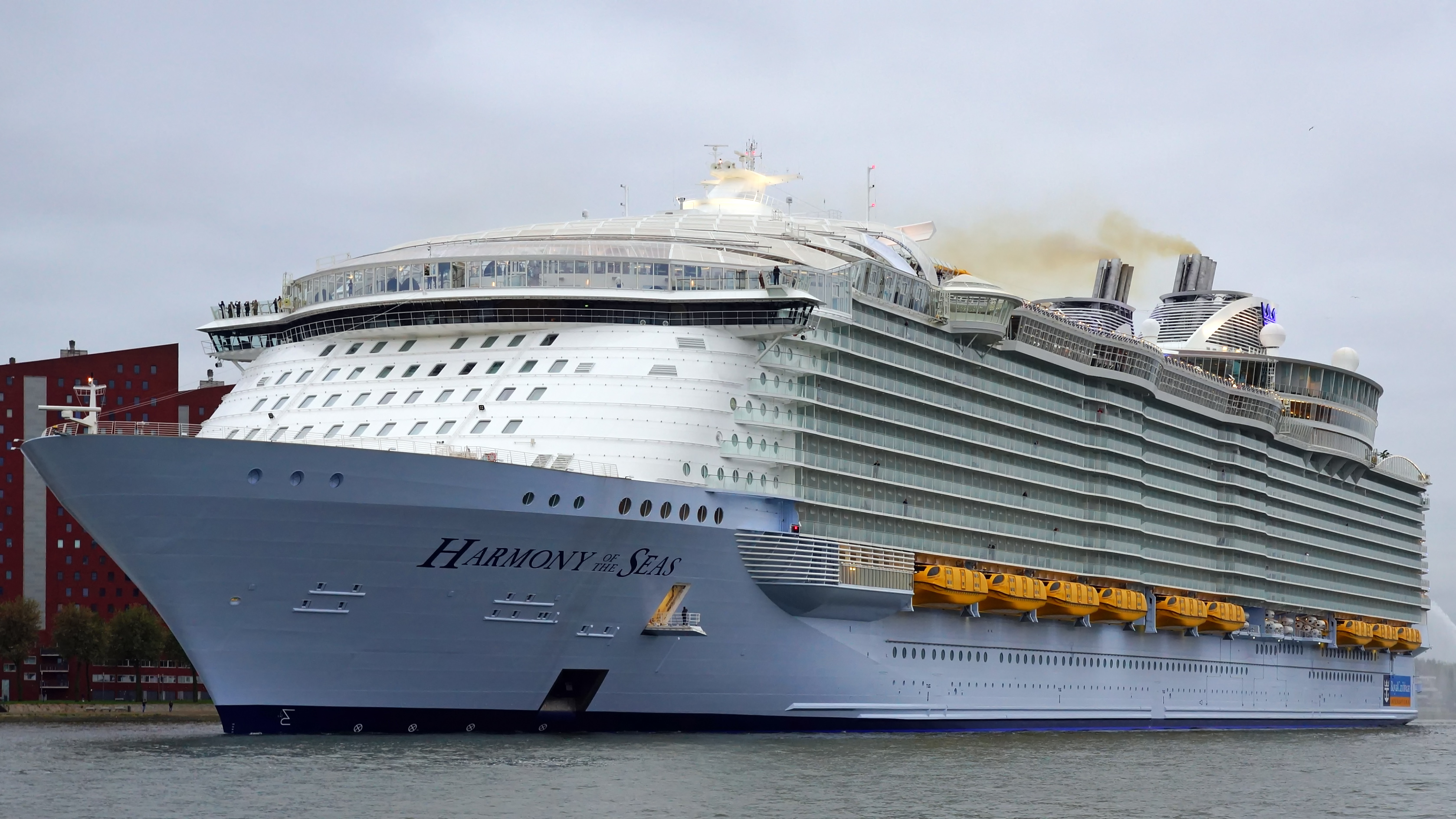
Harmony of the Seas (2016).
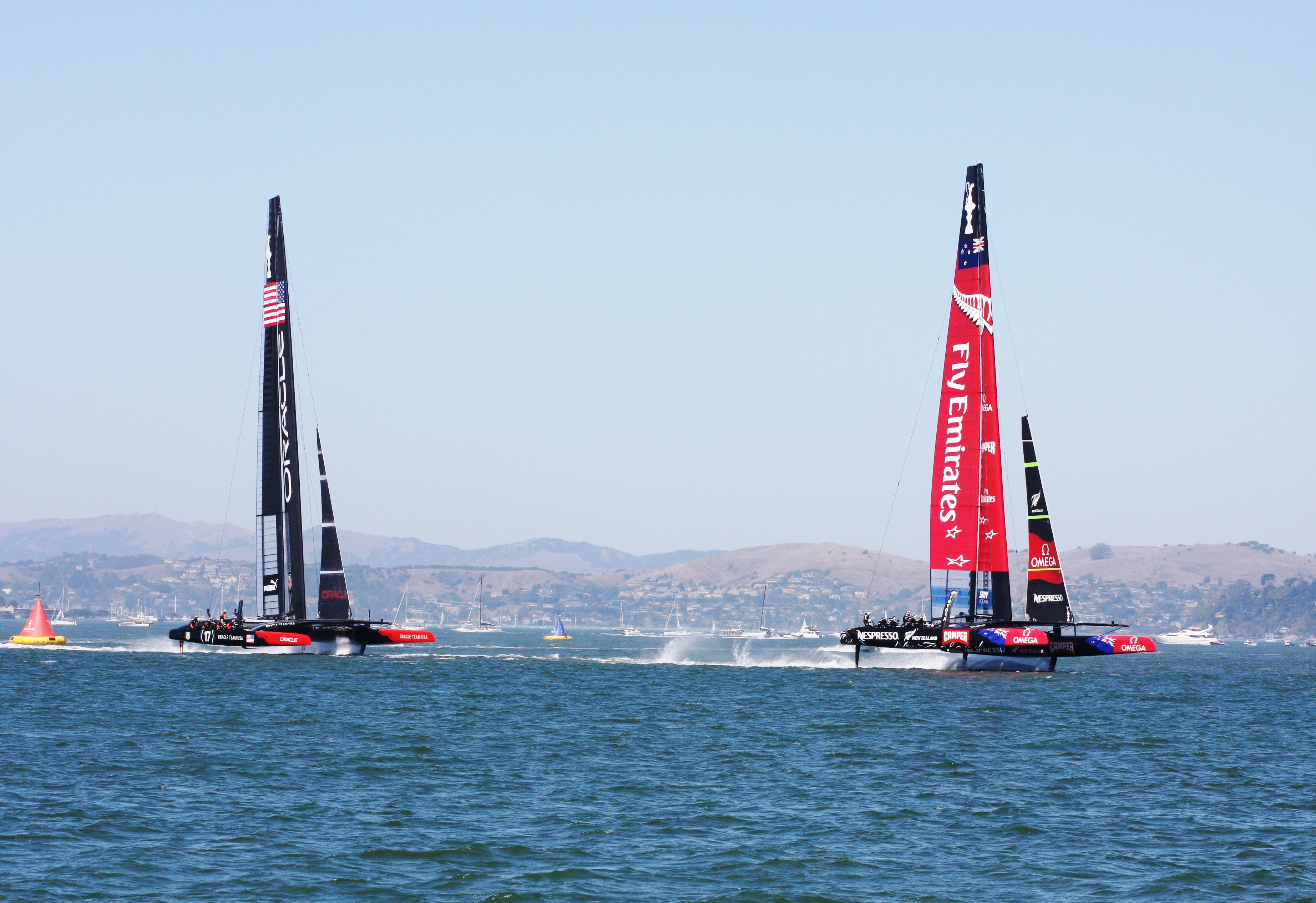
America's Cup, (2013).
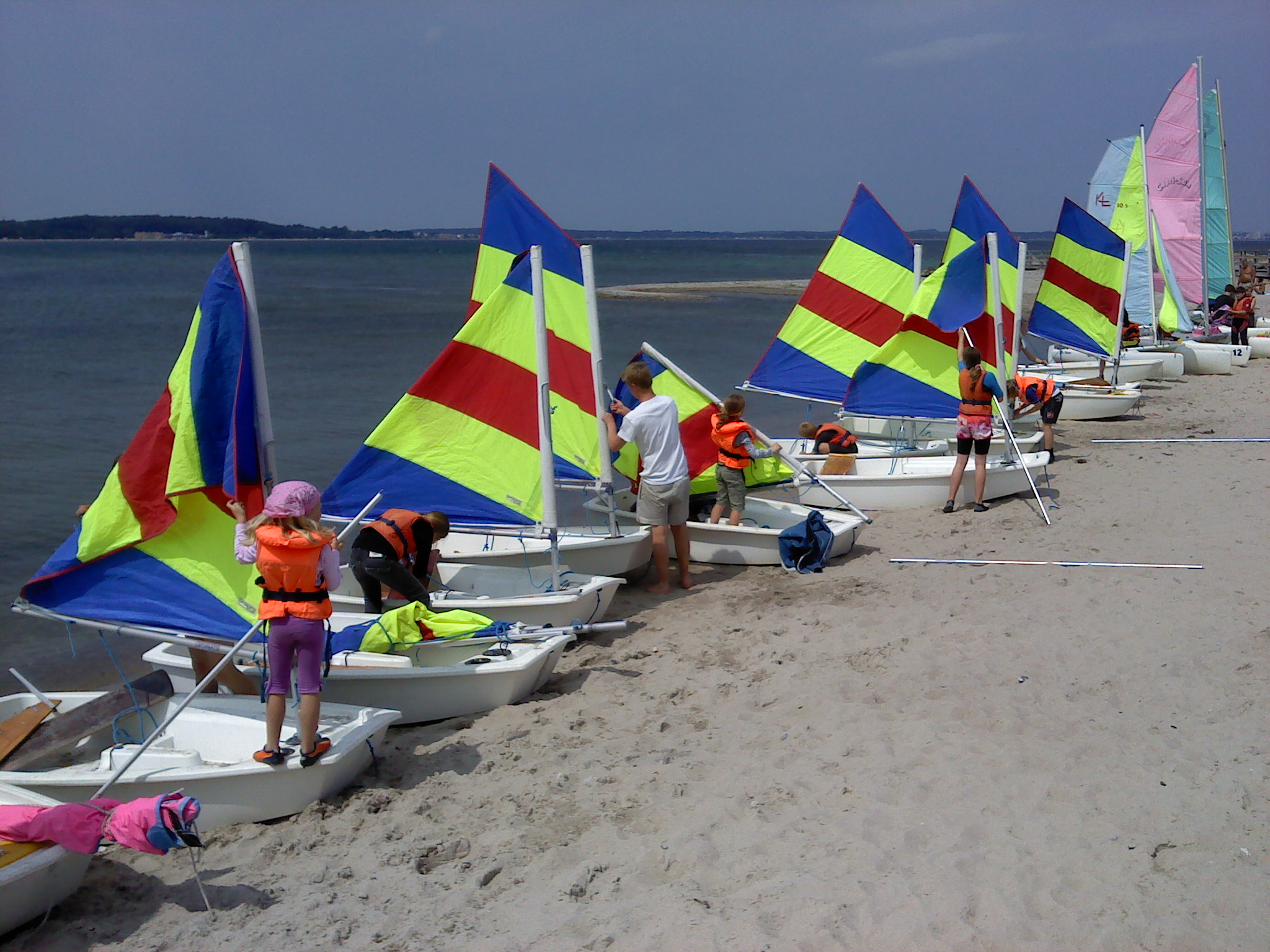
Grupo de niños con sus Optimist (2011).
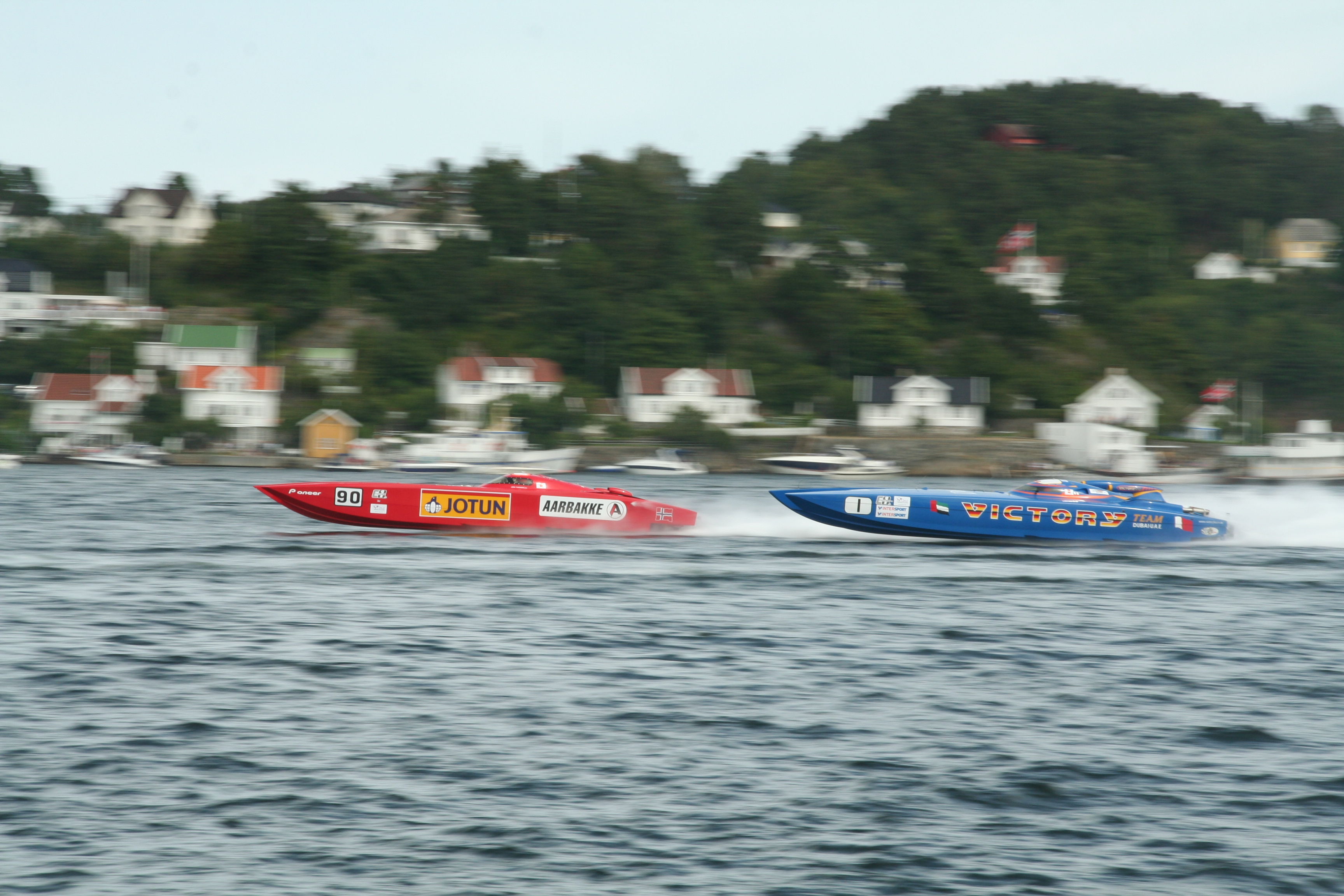
Gran Premio Arendal de motonáutica (2008).
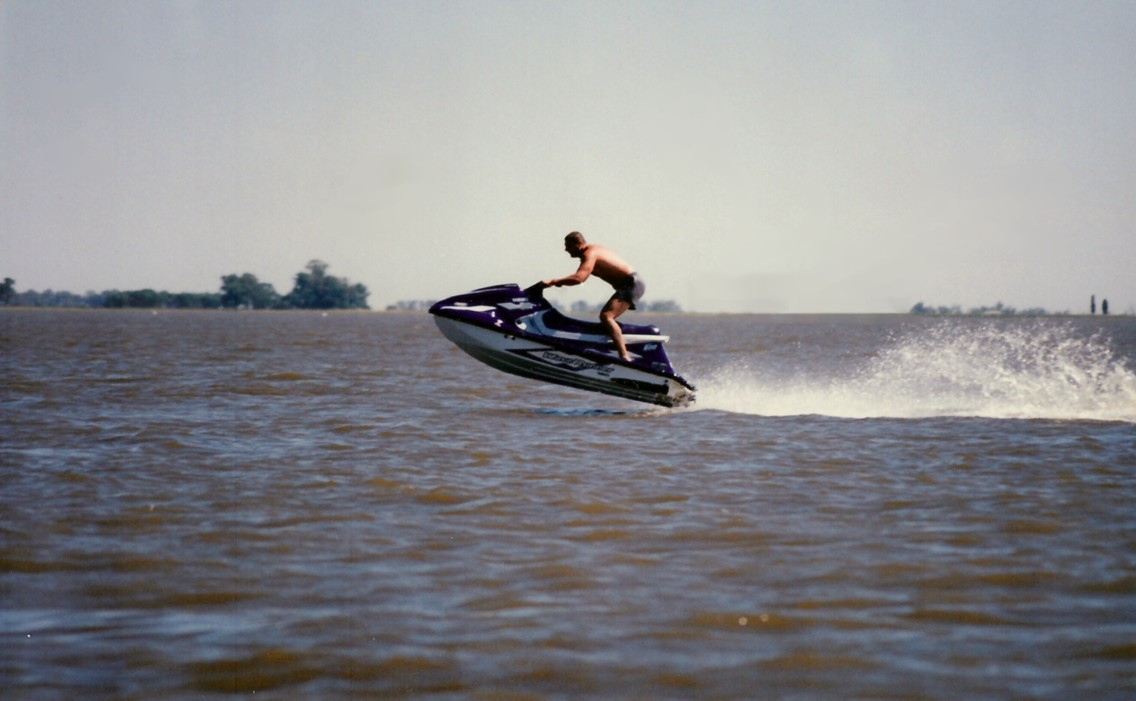
Moto de agua o JetSki.
Deporte de remo con traineras.

#### Industria

##### Pesca
Las embarcaciones destinadas a la pesca industrial evolucionaron incorporando los sucesivos avances de las destinadas a otros fines, con la diferencia, en el caso de la actividad pesquera, que estas innovaciones implicaron cambios cualitativos profundos. La incorporación de motores, a vapor y luego diésel, significó que los pesqueros prácticamente se independizaran de las condiciones meteorológicas, pudiendo programar su actividad. La inclusión de sistemas de conservación en frío significó que los viajes pudieran hacerse más prolongados y por lo tanto que los barcos pudieran acceder a otras áreas alejadas de la costa. Durante las décadas de 1950 y 1960, el desarrollo de los materiales sintéticos permitió que las antiguas redes tejidas en materiales naturales fueran rediseñadas de modo más racional y fabricadas en distintos plásticos, con el consiguiente aumento en la captura. En el mismo período se incorporaron instrumentos como el sonar y la ecosonda, facilitando el hallazgo de los bancos de peces.
Los arrastreros y los buques factoría son los tipos de unidades más numerosas de las flotas pesqueras. Hacia el 2000, se estimaba que la flota pesquera de la Unión Europea estaba compuesta de unas 100 000 unidades, de las cuales unas 15 000 estaban dedicadas a la pesca de arrastre en alguna de sus formas.
En los últimos años, esta industria es objeto de numerosas críticas debido a los daños ambientales que produce sobre el ecosistema marino. La sobrepesca, sumada a la contaminación y el cambio climático, ente otros factores, podría afectar de modo irreversible el equilibrio ecológico. La práctica del «descarte pesquero», —consistente en desechar y devolver al mar las capturas no deseadas, vivas o muertas, ya sea por su pequeño tamaño o por su especie—, forma parte de la llamada «pesca esquilmadora», denunciada desde distintas organizaciones y cuyo control comenzó en la Unión Europea a principios de 2015, aunque persiste la preocupación sobre las acciones en aguas internacionales. Según un trabajo publicado en 1994, basándose en datos verificados de los años anteriores, cada año se descartaba entre 17,9 y 39,5 millones de toneladas del total capturado, causando un impacto ecológico y biológico imposible de cuantificar en ese momento.
El problema relacionado con la gestión sustentable global de la actividad pesquera legal, se agrava por la creciente actividad de embarcaciones que la practican de modo ilegal. A fin de satisfacer la demanda de la floreciente economía china, flotas de ese país se distribuyen en las áreas internacionales del Atlántico y Pacífico, incursionando habitualmente en áreas territoriales y generando conflictos e incidentes, en algunos casos de gravedad.

##### Hidrocarburos
La necesidad de encontrar nuevos yacimientos para la extracción de hidrocarburos llevó al desarrollo y construcción de equipos especiales que pudieran operar en áreas sumergidas.
Existen varios diseños, en función de las características particulares del punto en el cual operan, pero en todos los casos se trata de grandes estructuras que incluyen instalaciones de exploración, extracción, almacenamiento, a las que se suman espacios para funciones administrativas y de alojamiento para los trabajadores. En 2016 existían aproximadamente unas mil plataformas activas en el mundo, la mayoría de ellas en la región de Medio Oriente.
Debido al agotamiento de las reservas, se estima que en 2016 unas 470 plataformas habían dejado de ser económicamente viables y debían ser desmanteladas.

#### Investigación científica
Los buques y las travesías destinadas a la investigación científica evolucionaron históricamente en paralelo a otros esfuerzos orientados a la producción de conocimiento, incorporando a su vez los sucesivos avances tecnológicos.
En ocasiones, las expediciones científicas se orientaron a la antropología o a la geografía cultural, y sirvieron para demostrar teorías sobre los desplazamientos humanos en la antigüedad.
La expedición Kon-tiki, atravesó el Pacífico entre Sudamérica y la Polinesia en 1947. La embarcación era una balsa construida con troncos de madera balsa, siguiendo el modelo de las embarcaciones similares de las culturas andinas preincaicas. La expedición comprobó la hipótesis de que los indígenas sudamericanos podían haber llegado a las islas del Pacífico sur con simples balsas de madera.
En 1984, la expedición Atlantis partió de las Islas Canarias y llegó a La Guaira atravesando el Atlántico en una primitiva balsa de troncos, probando la hipótesis de que antiguos africanos pudieron haber llegado a la costa sudamericana.
El programa espacial soviético, comenzado antes de que la tecnología permitiera poner en órbita el primer satélite geoestacionario totalmente operativo, requería que los satélites fueran monitoreados desde tierra, mediante antenas ubicadas en una serie de locaciones que sucesivamente pudieran establecer contacto con los satélites. Para lograr este objetivo, se construyeron buques destinados a portar las antenas que establecían las comunicaciones y el seguimiento de los satélites. Entre ellos, los más representativos fueron el Akademik Sergey Korolev, el Kosmonavt Yuriy Gagarin y el Kosmonavt Vladimir Komarov. La flota soviética destinada a estos fines llegó a tener 12 buques, que fueron desactivados y desmantelados luego de la disolución de la Unión Soviética.
Las primeras experiencias de investigación científica submarina comenzaron en la década de 1930, cuando William Beebe y Otis Barton diseñaron y construyeron la primera batisfera, una esfera de menos de 1.5 m de diámetro, sin capacidad de maniobra, que llegó a sumergirse hasta algo más de 920 m de profundidad.
En 1960, el batiscafo Trieste, un vehículo submarino con capacidad de maniobra y cierta autonomía tripulado por Jacques Piccard y Don Walsh, alcanzó los 10 914 m de profundidad, en el abismo de Challenger, el punto de mayor profundidad de la fosa de las Marianas. En su descenso, comprobaron la existencia de vida más allá de los 7000 m, algo que se creía imposible debido a la altísima presión y la falta absoluta de luz. Se trata de sistemas completos de organismos basados en la quimiosíntesis, cuya existencia se desconocía hasta ese momento.
El Alvin, navegando en distintos puntos de los océanos y equipado con instrumental científico, completó más de 4000 inmersiones desde 1964, en investigaciones orientadas a la oceanografía, la biología marina, la geología, etc.
Los avances en automatización de las últimas décadas permitieron el desarrollo de submarinos de investigación robóticos. Se trata de vehículos no tripulados, programados para funcionar de modo autónomo o bien con control humano remoto, capaces de obtener imágenes, información del entorno y muestras. El Nereus, perdido en 2014, fue uno de estos vehículos.

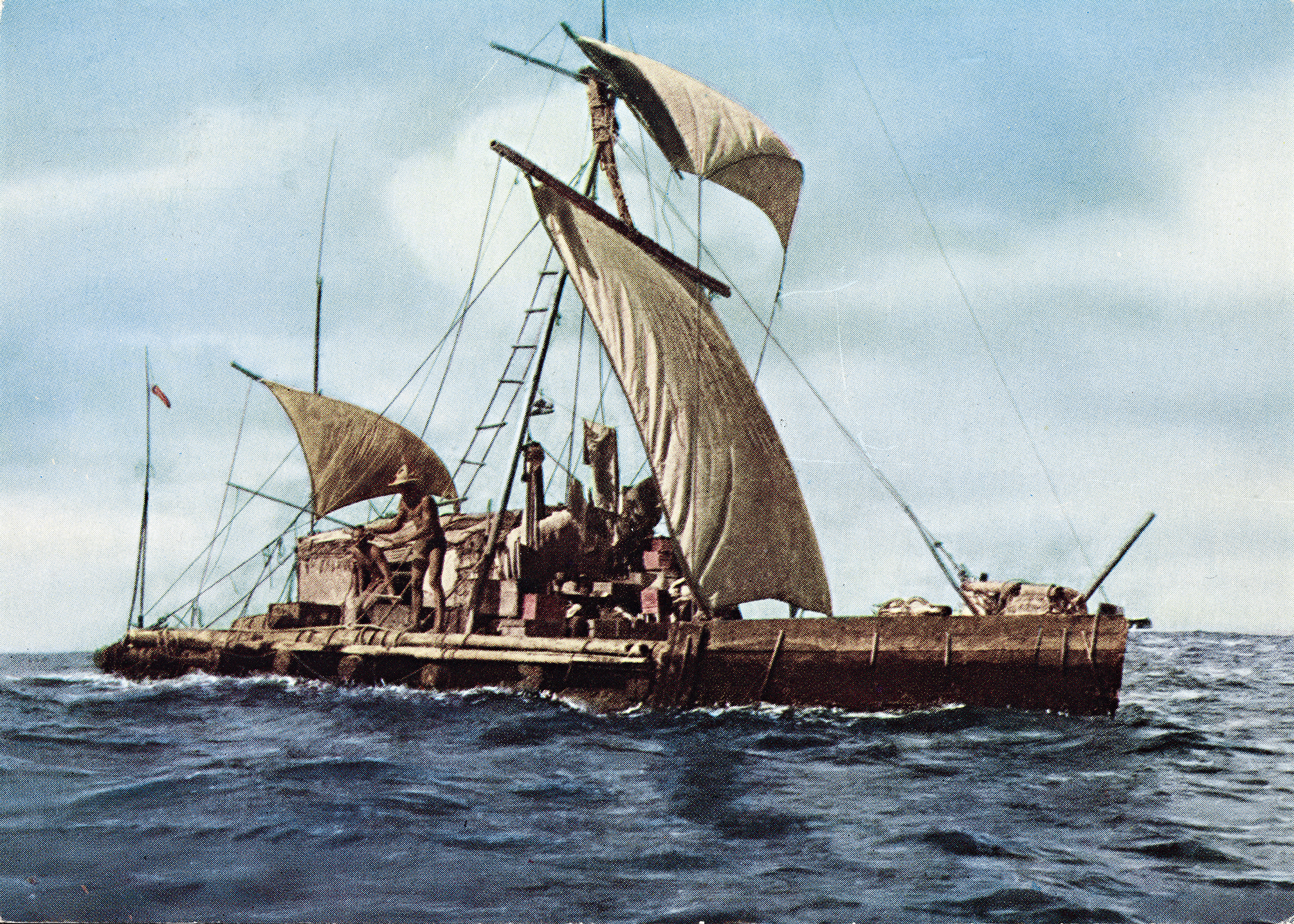
Expedición Kon-Tiki (1947).
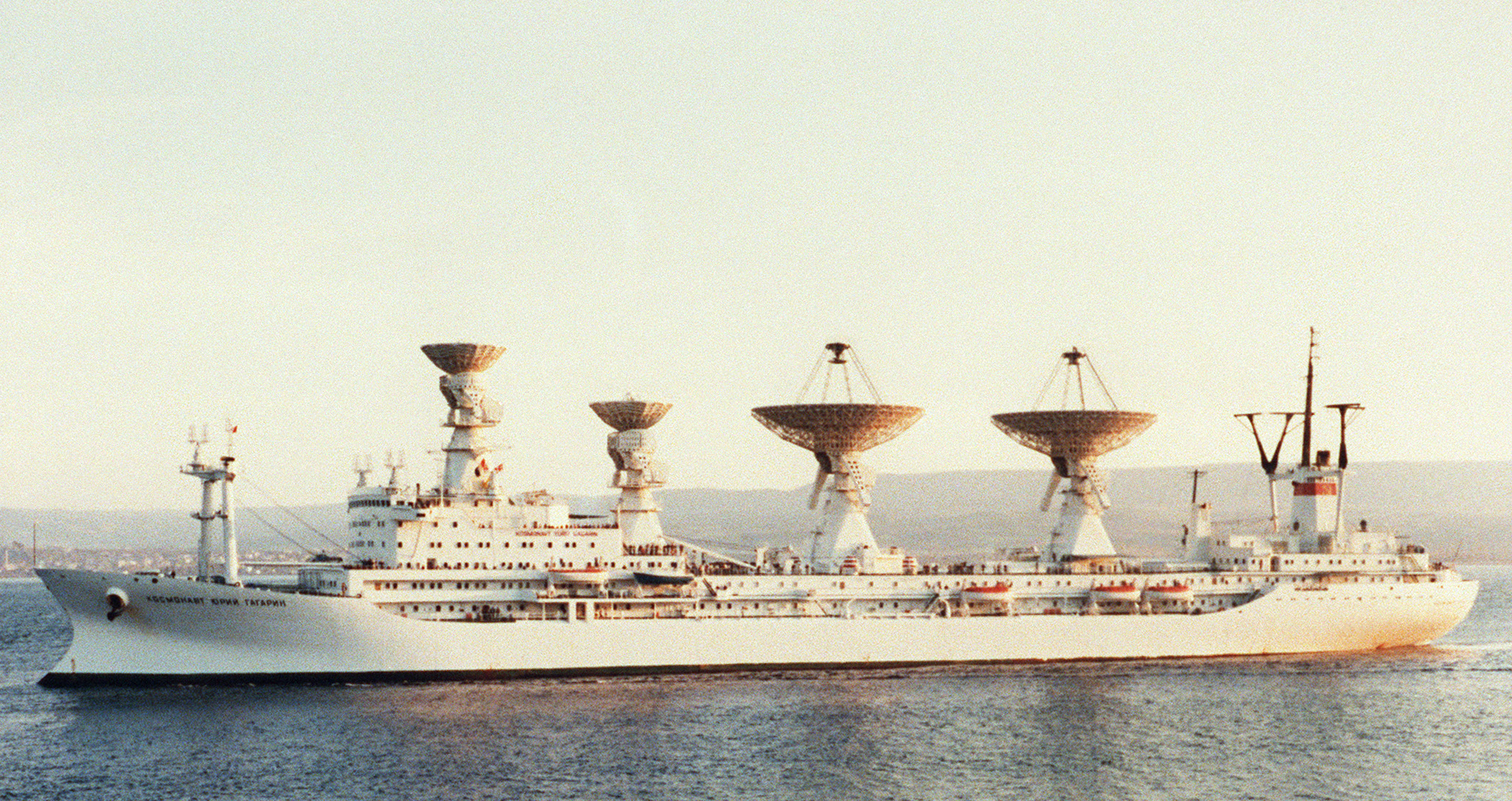
Kosmonaut Yuri Gagarin (1987).
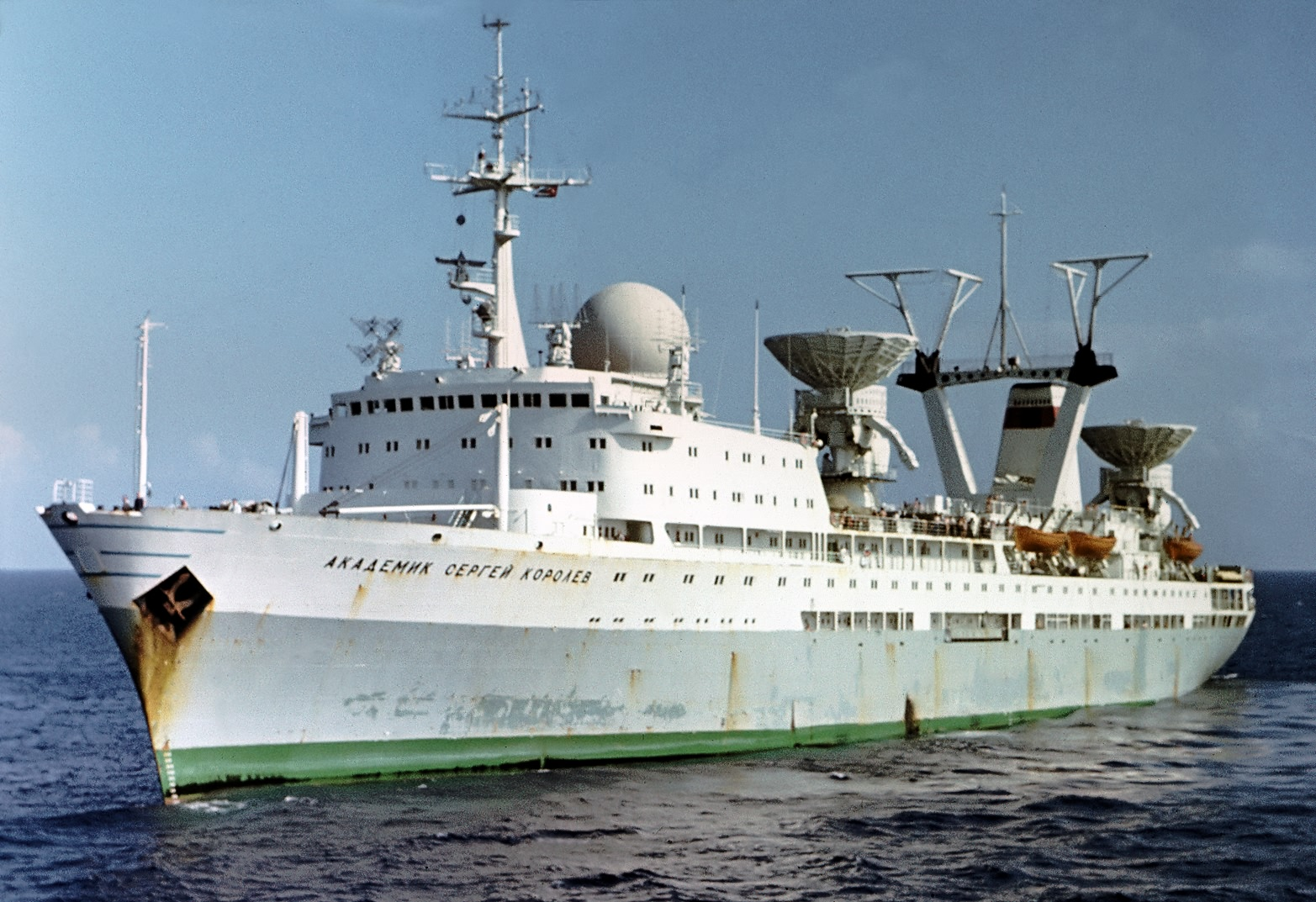
Buque científico soviétivo Akademik Sergey Korolev.
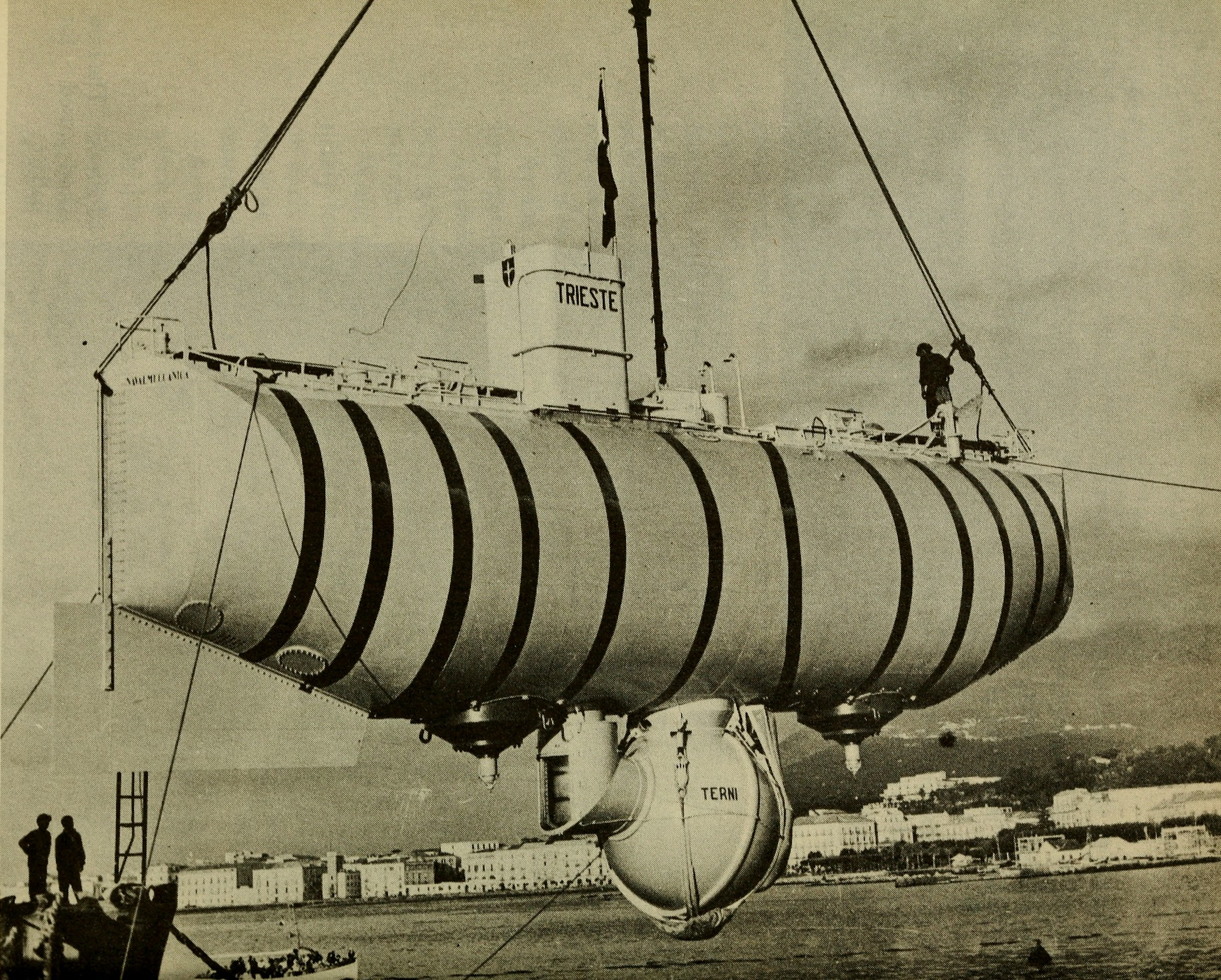
Batiscafo Trieste (1956).
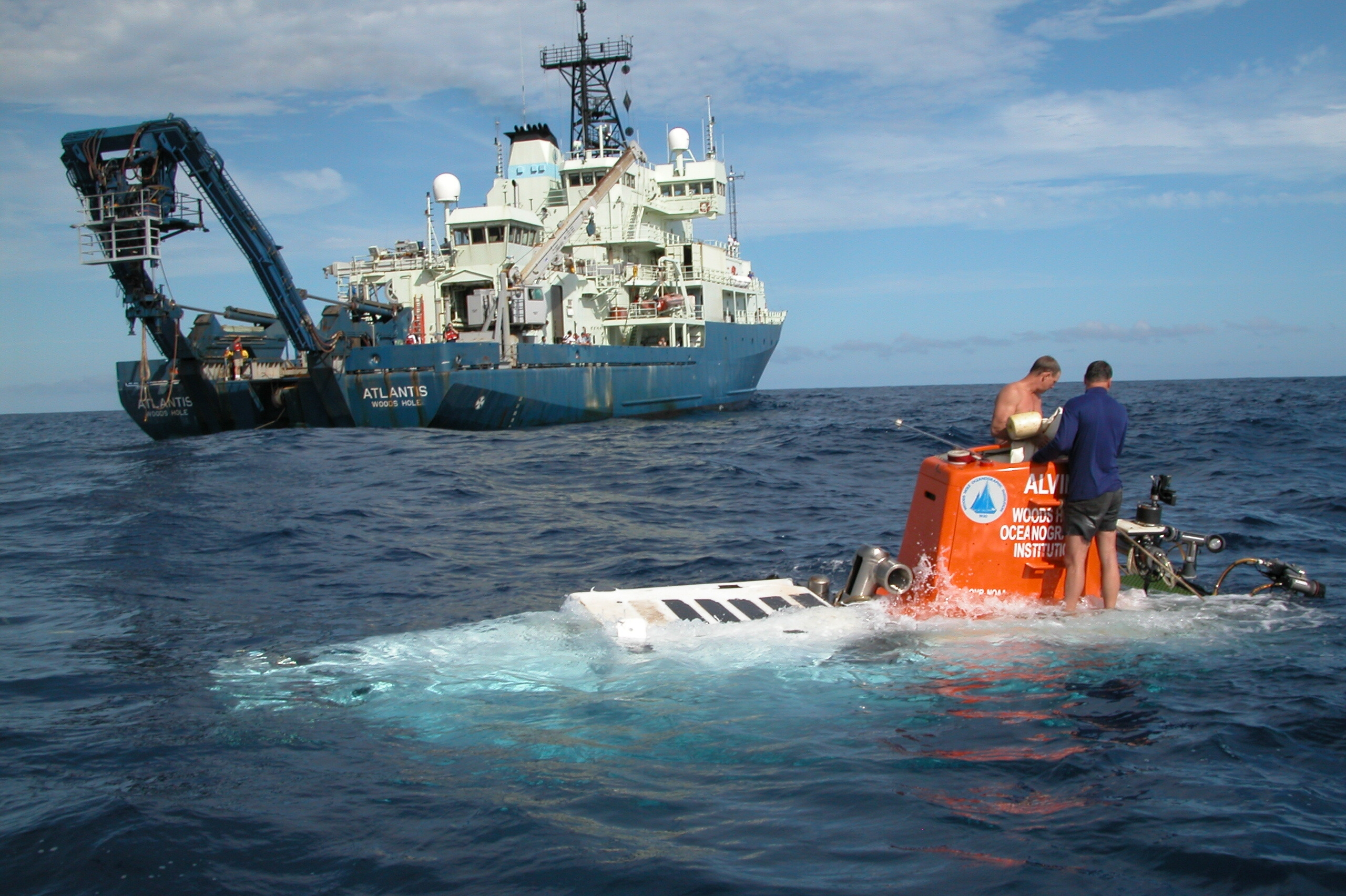
Submarino Alvin junto al buque de apoyo Atlantis II.
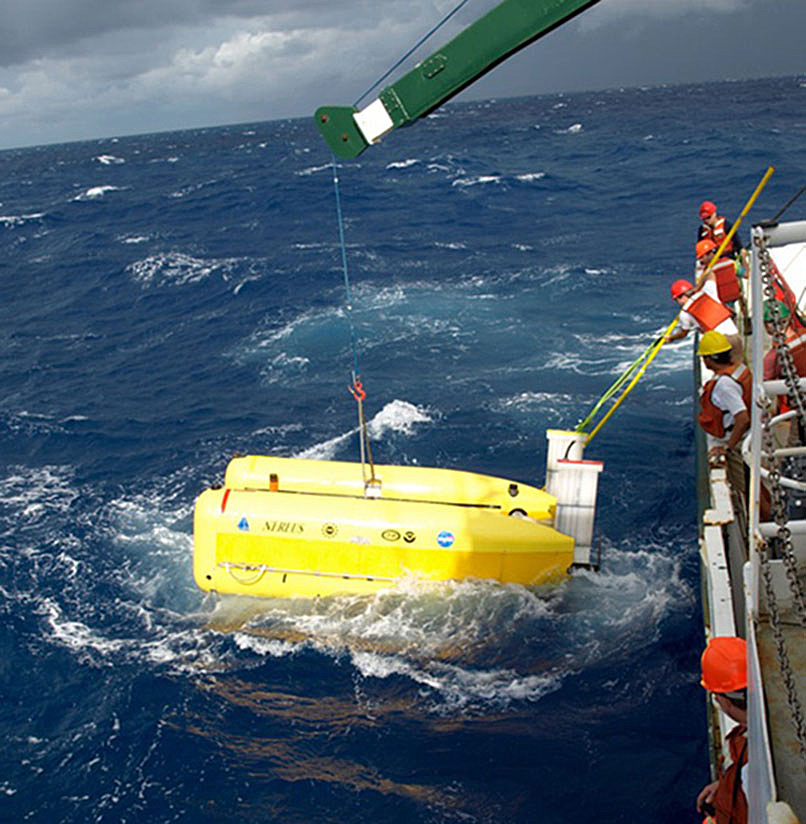
Submarino robótico Nereus.

### Instrumentos y ayudas a la navegación

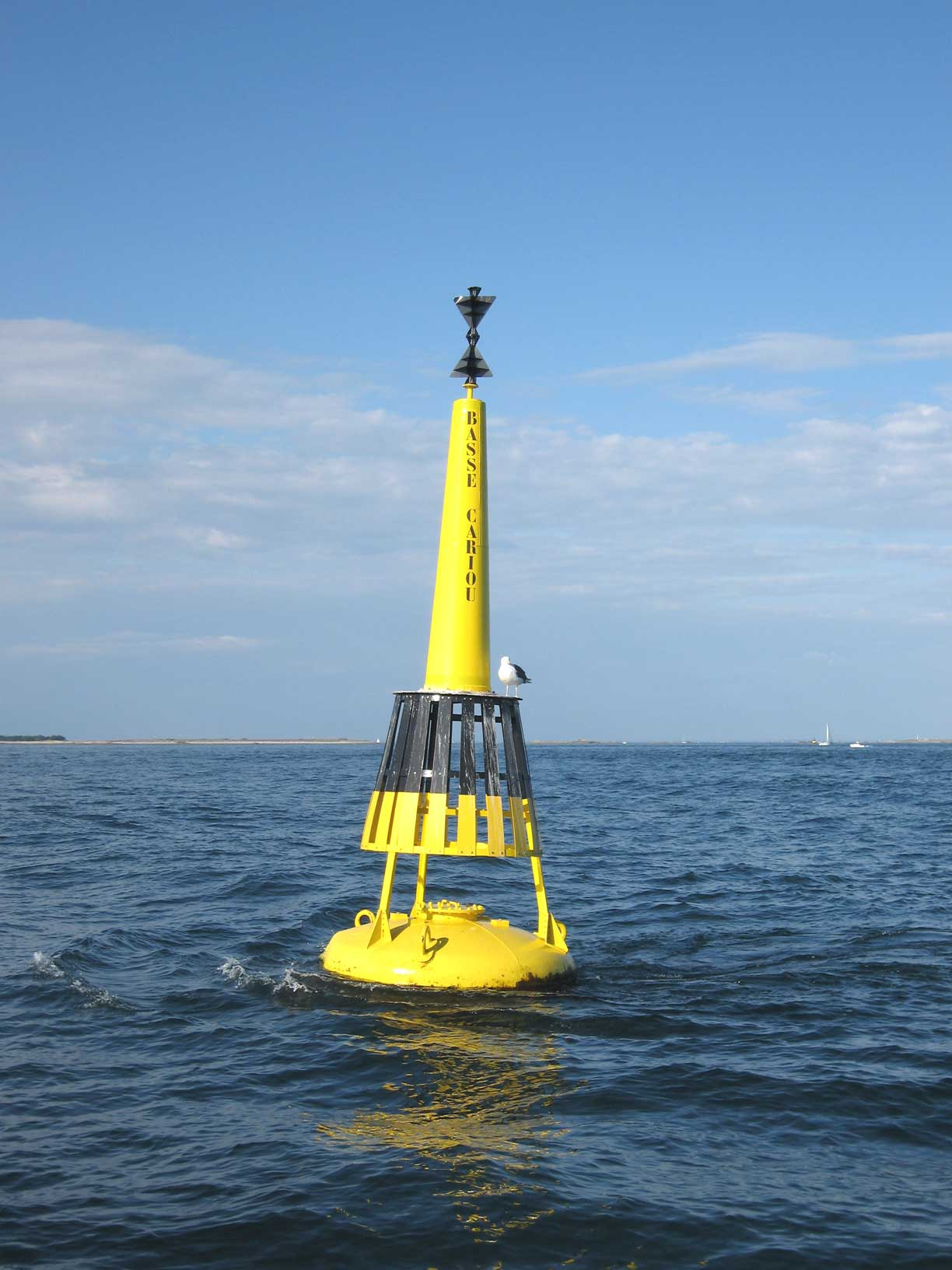
Baliza de navegación en las costas de Francia.

Los principales instrumentos de navegación, usados a lo largo de la historia, permiten a los marinos conocer su posición y orientarse hacia su destino. La posibilidad de disponer de brújula, sextante, sonda y astrolabio y contar con los conocimientos necesarios para usarlos, fueron factores determinantes de la expansión marítima europea de los siglos XIV y XV.
La información geográfica se fue organizando y acumulando en las cartas náuticas, que son verdaderos archivos celosamente custodiados y cuya reproducción exacta constituyó un oficio de alta calificación. Las cartas portulanas, producidas en distintos lugares y a lo largo de varios siglos, muestran la evolución de los conocimientos geográficos y las distintas influencias culturales en sus elementos decorativos.
El GPS, cuya etapa de desarrollo se completó hacia finales del siglo XX, constituye actualmente un sistema difundido de manera global, debido a la facilidad de utilización, la precisión de la información que aporta y el bajo costo de los equipos necesarios para su instalación en cualquier embarcación.
Las comunicaciones entre un barco y la costa o entre dos barcos entre sí se realizan mediante sistemas de radiocomunicación VHF, cumpliendo con normas y protocolos específicos. Los teléfonos satelitales resultan un complemento al sistema VHF. Reúnen algunas de las principales características de los sistemas de telefonía móvil, con la diferencia de que la transmisión se realiza hacia y desde un satélite geoestacionario, por lo cual los costos de la comunicación resultan elevados.
Los faros resultaron durante siglos una ayuda para la navegación en cercanías de la costa, en situaciones de baja visibilidad o durante la noche. Un simple mensaje lumínico universalmente conocido —con un criterio similar al de las almenaras—, facilitaba a los marinos la navegación segura o señalaba la orientación adecuada de acercamiento. El Faro de Alejandría, construido en el siglo III a. C., es el más antiguo del que se tenga registro.
Con el avance del instrumental y las tecnologías, los faros comenzaron un lento proceso de desactivación y muchos de ellos fueron abandonados o aún demolidos, aunque en situaciones particulares se siguieron construyendo hasta la década de 1990. Entre los faros activos más altos del mundo se encuentra el Faro de Yeda, inaugurado en 1990, el Faro de Isla Virgen imponente torre de piedra de casi 90 m de altura inaugurado en 1902 y el Faro de Génova construido en 1543.
Las balizas flotantes son auxiliares de navegación que señalan condiciones particulares del entorno o bien, en un conjunto, trabajan marcando el canal para la navegación segura, por ejemplo, en el acceso a un puerto. A partir de los últimos años, se incorporan las llamadas «balizas virtuales», pequeñas estructuras que almacenan software específico de información, producen señales de alerta pormenorizadas y que pueden funcionar aún de modo interactivo con los equipos de las embarcaciones.

## Navegación submarina

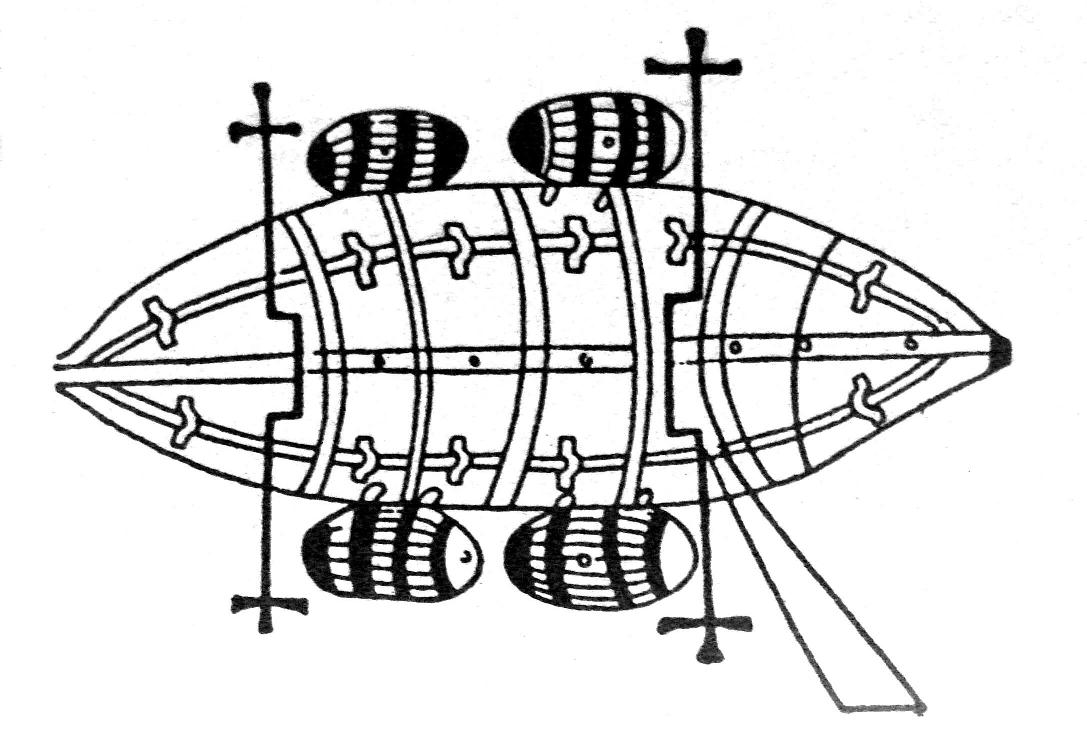
Barca diseñada por Guido da Vigevano, interpretada como un antecedente de los primeros sumergibles.

La idea de navegar bajo el agua tiene sus raíces en la Edad Antigua. El primer antecedente de llevar a la práctica esta idea parece ser de Alejandro Magno, quien según Aristóteles, desarrolló un sumergible para misiones de reconocimiento en 320 a. C.
En 1328, Guido da Vigevano publicó un tratado que reunía diseños de diferentes máquinas y artificios de guerra. Entre ellos aparece el dibujo de una pequeña barca unida a objetos en forma de toneles, que podrían haber sido dispositivos para sumergirla, lo que se interpretó como el diseño de un aparato sumergible.
Hacia el 1500 Leonardo Da Vinci diseñó una serie de vehículos y accesorios que permitirían una ventaja estratégica en la defensa de Venecia, entonces en riesgo de ataques turcos. Entre ellos, una pequeña embarcación consistente en un casco invertido con una pequeña cúpula, que se considera el antecedente de los actuales submarinos.
William Bourne diseñó en 1578 un prototipo de dispositivo sumergible con características modernas, cuya construcción no llegó a realizarse. Inspirado en ese diseño, en 1620 Cornelius Drebbel, un holandés al servicio de Jacobo I, construyó el primer submarino, propulsado por medio de remos, probado en el Támesis en 1621.
En 1775 el estadounidense David Bushnell diseñó un pequeño submarino llamado Tortuga, tripulado por una sola persona y utilizado en la guerra de Independencia de los Estados Unidos.

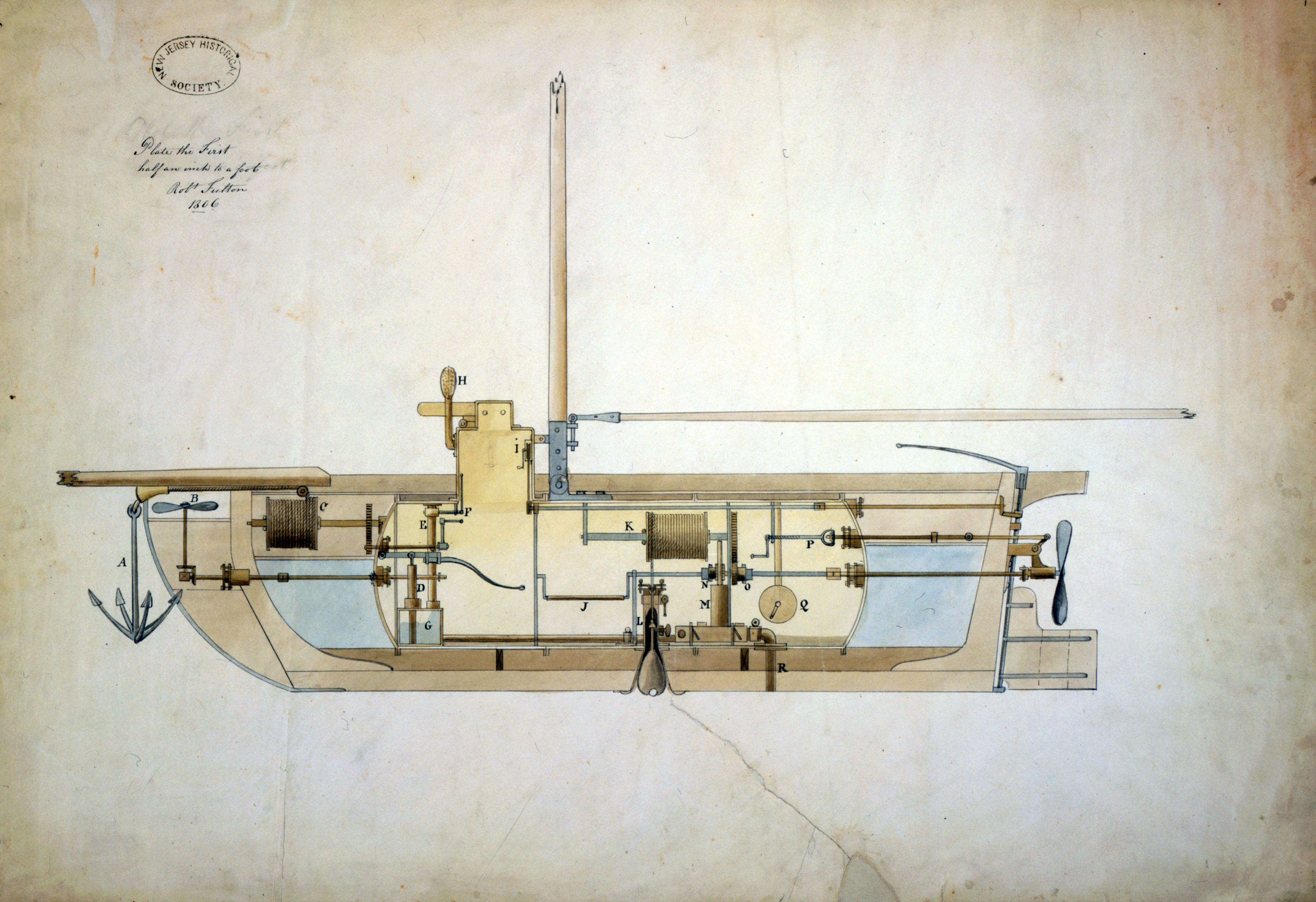
Dibujo del diseño del Nautilus, de Robert Fulton, 1806.

El 1800, retomando el diseño de Cornelius Drebbel, el inventor estadounidense Robert Fulton diseñó el Nautilus y lo ofreció como auxiliar bélico a las autoridades francesas y luego a las inglesas. A pesar de que las demostraciones en las que lograba hundir otras embarcaciones mediante explosivos, las autoridades consideraron que el proyecto era inviable.
El inventor español Narciso Monturiol construyó entre 1858 y 1859 el Ictíneo I, un pequeño sumergible destinado a facilitar la pesca de corales. En 1864, perfeccionando y ampliando el diseño anterior, construyó el Ictíneo II, primer submarino impulsado por un motor a vapor.

## Alteraciones antrópicas
Las distintas actividades marítimas han afectado en mayor o menor grado los ecosistemas marinos a lo largo de los siglos, pero solo a partir de las últimas décadas del siglo XX parte de estas alteraciones son producto de la planificación y la ejecución.
Uno de los casos más notorios fue la construcción de las islas Palm, en el golfo Pérsico que suman una superficie de unos 60 km² y varios centenares de kilómetros de costa a la ciudad de Dubái. El proyecto siguiente, un pequeño archipiélago artificial llamado The World, será complementado por una serie de islas llamadas The Universe, que agregarán otros 30 km² de superficie total.
La construcción de estas islas tuvo como objetivo crear un espacio residencial y turístico lujoso destinado a las personas más acaudaladas del mundo, y fue posible gracias a la inversión de miles de millones de dólares, producto de las enormes utilidades de la industria petrolera. Se ejecutó mediante enormes dragas que extrajeron arena y piedras del fondo del mar y las depositaron en los lugares específicos que el diseño establecía. Años después, se ha verificado que el ecosistema marino circundante había sido afectado, posiblemente de modo irreversible. Los millones de toneladas de material que forma el basamento de las islas fue depositado sobre bancos de coral y ostras, con el consiguiente impacto en la población de otras especies y cambios en las corrientes marinas.
China construye desde 2014 una serie de islas artificiales en la zona del mar Meridional, en un área marina sobre la cual reclaman derechos Filipinas y Vietnam, entre otros países. La Asociación de Naciones del Sureste Asiático manifestó en un comunicado su preocupación por estas construcciones, ante la posibilidad de que sean utilizadas para la instalación de bases militares o modifiquen la situación actual respecto de la delimitación de la zona marítima exclusiva de cada país, y el dominio efectivo marítimo de la región. El conjunto, denominado comúnmente Gran Muralla de Arena, se construye extrayendo grandes volúmenes de material del fondo del mar en algún punto cercano y cubriendo con él arrecifes de coral, en algunos casos sumergidos, para después revestirlos con una capa de concreto. En 2017 fue presentado el Tian Kun Hao, un buque caracterizado como “creador mágico de islas”, capaz de excavar 6000 m³/h.
Las primeras experiencias de explotación minera submarina no experimental se dieron a conocer en mayo de 2017, cuando China anunció que había logrado extraer volúmenes significativos de un elemento que por su aspecto se conoció como “hielo combustible” y que podría utilizarse en reemplazo de combustibles fósiles. Los lechos marinos albergan importantes depósitos minerales, entre ellos nódulos de manganeso, costras de ferromanganeso ricas en cobalto, y sulfuros polimetálicos.
La prospección se realiza mediante ROVs, vehículos sumergibles no tripulados operados a distancia, que exploran los lechos marinos en busca de indicios de la presencia de diversos elementos, entre ellos metales preciosos y aun diamantes. En función de las potencialidades de esta actividad, la Comisión Europea señaló su posición: «nuestra falta de conocimientos sobre las profundidades del mar hace que debamos abordar este aspecto con cautela». Los riesgos ambientales incluyen la posibilidad de destrucción de ecosistemas, la liberación de elementos tóxicos que provoquen mutaciones o muertes masivas, y otros tipos diferentes de alteraciones irreversibles.
Una de las alteraciones antrópicas accidentales más significativas fue la acumulación masiva de desechos plásticos en los giros oceánicos. Hasta marzo de 2018, la isla de basura del Pacífico Norte tenía una superficie flotante de unos 1.6 millones de km², formada por la acumulación de unas 79 mil toneladas de desechos. Los investigadores encontraron que la mayor parte de los elementos eran redes, líneas y otros accesorios provenientes de la actividad pesquera. Los giros del Índico y el Atlántico Norte presentan similares grados de contaminación.